# 日本共産党
日本共産党（にほんきょうさんとう、英: Japanese Communist Party、JCP）は、日本の政党。科学的社会主義を理論的基礎とする社会主義・共産主義政党である。
議会における複数政党制を擁護する一方で、党内では民主集中制を原則とする。
英名での略称は「JCP」。日本国内では単に「共産党」、「共産」と呼ばれる。「日共」とも。1字表記の際は、「共」と表記される。
国政政党としては野党の立場であるが、54の地方自治体で、日本共産党が与党として活動している。内、都道府県では岩手県と沖縄県で県政与党の立場である。一方で、新潟県、静岡県、福井県、福岡県および熊本県は県政において共産空白となっている。

## 概説
2024年1月現在約25万人の党員を抱え、ブラジル共産党と並び西側諸国最大規模の共産党となっている。国会議員数は、衆議院議員8名、参議院議員7名で、衆議院、参議院において野党第5党である（2024年衆議院選挙実施後）。約2,500人の地方議員を抱え、日本共産党が与党の自治体は2020年8月現在64ある。また、女性議員の人数が最大の政党である。日本政治において最も長く同じ党名を使用し、また現存する日本の政党としては最古の歴史を持つ政党である。一方で、産経新聞によると、2000年に38万7000人だった党員が、2020年には27万人前後に、当時199万人の「しんぶん赤旗」購読者も、2019年には100万人を下回る水準にまで減少している。
代表に関して一般党員による直接選挙の結果を用いる規定を持たない。代表は党規約に基づき以下のプロセスで選出される。
1. 2 - 3年に1回開かれる党大会で、全国から選出された代議員による選挙で中央委員会を選出する（全員が選挙で選ばれる）。
2. 中央委員会は、1年に2回以上行われる中央委員会総会で議長（必ずしも置かなくても良い）、幹部会委員全員、幹部会委員長、幹部会副委員長若干名、書記局長の全てを選挙によって選出する。

このため、「党首」と言っても直接選挙制で選出される「党首」のように絶対的な権限が付与されることは無く、いわゆる「党首」にあたる幹部会委員長も、議論を経て合意を得た党大会決定、中央委員会決定、幹部会決定、常任幹部会決定に拘束される。幹部会委員長は党の決定、党員の総意から離れて、勝手な言動を行うことは許されない。
本部の住所は千駄ヶ谷であるが、最寄り駅が代々木駅のため、別名として「代々木」と呼ばれる場合もある。これは主に日本共産党（の現執行部）を日本の正統な共産党と認めない左翼が用いることもある。それは、1955年の日本共産党第6回全国協議会（六全協）で武装闘争路線を「極左冒険主義」と批判して中止し、議会制民主主義選挙の中で政権を合法的に奪取することを目指す政党になったことを、批判的にとらえる立場からの呼び名である。この武装闘争に関しても、党は「分裂した一方の側に誤った方針・行動がありました」と主張し、分派が行ったものとしている。この暴力革命路線の継続を支持する新左翼など、他の共産主義者から「代々木」という呼称は使用される場合が多い。同様に、数多く存在した「日本共産党」を自称する他の党派と区別するため、特に「日本共産党（代々木派）」などと表記することもある。
党章は、一つに合わせられた、民主主義革命、民主統一戦線、国際統一戦線、日本共産党建設をそれぞれ表す4枚の赤旗の上に、農民と労働者を表す、稲穂を通した歯車。
日本国の国政（国会）においては結党以来与党として政権に参加したことはないが、琉球政府では、事実上の日本共産党の琉球支部だった沖縄人民党は、米軍支配下ではあるが屋良朝苗行政主席を支持する「与党」に参加していた。

## 歴史

### 第二次世界大戦終結まで（非合法時代）

#### 第一次共産党
1921年4月、堺利彦・山川均・近藤栄蔵・橋浦時雄・高津正道らが東京で「日本共産党準備会」（「コミンテルン日本支部準備会」）を発足。
1922年7月15日、「社会主義研究」に影響を受けた堺、山川、近藤ら8名が渋谷の高瀬清の間借り部屋に集まり、非合法（治安警察法違反）の党として日本共産党（「第一次共産党」）を創立。設立時の幹部には野坂参三、徳田球一、佐野学、鍋山貞親、赤松克麿らがいる。コミンテルンで活動していた片山潜の援助も結成を促した。

11月にはコミンテルンに加盟し、「コミンテルン日本支部 日本共産党」となった。この時、コミンテルンから「22年テーゼ（日本共産党綱領草案）」が示されたが、日本での議論がまとまらず、結局草案のまま終わった。
「綱領草案」は、政治面で、君主制の廃止、貴族院の廃止、18歳以上のすべての男女の普通選挙権、団結、出版、集会、ストライキの自由、当時の軍隊、警察、憲兵、秘密警察の廃止などを求めていた。経済面では、8時間労働制の実施、失業保険を含む社会保障の充実、最低賃金制の実施、大土地所有の没収と小作地の耕作農民への引き渡し、累進所得税などによる税制の民主化を求めた。さらに、外国に対するあらゆる干渉の中止、中国、台湾、樺太、朝鮮からの日本軍の完全撤退を求めた。
日本共産党は「君主制（天皇制）の廃止」や「土地の農民への引きわたし」などを要求したため、創設当初から治安警察法などの治安立法により非合法活動という形を取って行動せざるを得なかった。他の資本主義諸国では既存の社会民主主義政党からの分離という形で共産党が結成され、非合法政党となったのとは違い、日本では逆に非合法政党である共産党から離脱した労農派などが、合法的な社会民主主義政党を産みだしていった。堺利彦らが解党を唱えた結果、1924年に共産党はいったん解散した。堺や山川らは労農派政党の結成を目指した。赤松など国家社会主義等に転向する者もいた。
その後、1925年には普通選挙法と治安維持法が、制定された。

#### 第二次共産党
1926年、かつて解党に反対していた荒畑寒村が事後処理のために作った委員会（ビューロー）の手で共産党は再結党された（第二次日本共産党）。その際の理論的指導者は福本和夫であり、彼の理論は福本イズムと呼ばれた。福本イズムは、ウラジーミル・レーニンの『なにをなすべきか?』にのっとり、「結合の前の分離」を唱えて理論的に純粋な共産主義者の政党をつくりあげることを掲げた。福本和夫が政治部長、市川正一、佐野学、徳田球一、渡辺政之輔らが幹部となった。1927年にコミンテルンの指導により福本和夫は失脚させられ、渡辺政之輔ら日本共産党の代表は、コミンテルンと協議して「日本問題にかんする決議」（27年テーゼ）をつくった。「27年テーゼ」は、中国侵略と戦争準備に反対する闘争を党の緊切焦眉の義務と位置づけた。その一方で、社会民主主義との闘争を強調し、ファシズムと社会民主主義を同列に置く「社会ファシズム」論を採用した。「27年テーゼ」が提起した日本の革命や資本主義の性格をめぐって労農派と論争が起こった。
当時の政党組織は、非合法の党本体と、合法政党や労働団体など諸団体に入って活動する合法部門の2つの柱を持ち、非合法の地下活動を展開しながら、労農党や労働組合などの合法活動に顔を出し活動を支えた。共産党員であった野呂栄太郎らの『日本資本主義発達史講座』などの理論活動や、小林多喜二、宮本百合子らのプロレタリア文学は社会に多大な影響を与えた。
1927年の第16回衆議院議員総選挙では徳田球一、山本懸蔵を初めとする何人かの党員が労農党から立候補し、選挙戦のなかで「日本共産党」を名乗る印刷物を発行した。総選挙では労働農民党京都府連合会委員長の山本宣治が当選した。彼は非公式にではあるが共産党の推薦を受けており、初めての「日本共産党系の国会議員」が誕生した。しかし、1928年の三・一五事件で治安維持法により1,600人にのぼる党員と支持者が一斉検挙され、1929年の四・一六事件と引き続く取り締まりで約1,000人が検挙されて、日本共産党は多くの活動家を失った。また同年、山本宣治は右翼団体構成員に刺殺された。
相次ぐ取り締まりで幹部を失うなかで田中清玄らが指導部に入った。田中らは革命近しと判断して、1929年半ばから1930年にかけて川崎武装メーデー事件、東京市電争議における労組幹部宅襲撃や車庫の放火未遂などのテロ事件を起こした（武装共産党時代）。また1930年に水野成夫らが綱領の「君主制廃止」の撤回を主張して分派の日本共産党労働者派を結成したが、日本共産党は「解党派」と呼び除名した。
1931年4月、コミンテルンより「31年政治テーゼ草案」が出された。この草案は当面する日本革命の課題を社会主義革命としていた。
このころには、戦争反対の活動に力をいれ、1931年8月1日の反戦デーにおいて非合法集会・デモ行進を組織した。1931年9月に発生した満州事変に際しては「奉天ならびに一切の占領地から、即時軍隊を撤退せよ」「帝国主義日本と中国反動の一切の軍事行動に反対せよ」とする声明を出した。1932年には軍艦や兵営の中にも政党組織をつくり、「兵士の友」や「聳ゆるマスト」などの陸海軍兵士にむけたパンフレットを発行した。
1932年5月、コミンテルンにて「32年テーゼ」が決定され、戦前における活動方針が決定された。このテーゼは日本の支配構造を、絶対主義的天皇制を主柱とし、地主的土地所有と独占資本主義という3つの要素の結合と規定した。ブルジョア民主主義革命を通じて社会主義革命に至るとする二段階革命論の革命路線を確立した。民主主義革命の主要任務を、天皇制の打倒、寄生的土地所有の廃止、7時間労働制の実現と規定し、中心的スローガンを「帝国主義戦争および警察的天皇制反対の、米と土地と自由のため、労働者農民の政府のための人民革命」とした。
同月、全協の活動家であった松原がスパイとしてリンチされ、赤旗に除名公告が掲載された。8月15日には朝鮮人活動家の尹基協がスパイ容疑で射殺された。松原も尹も、スパイ容疑は濡れ衣というのが有力である。立花隆は、「スパイM」（飯塚盈延）を通じて日本共産党の中枢を掌握した当局が、全協をもコントロール下に置こうとして仕組んだ事件と推測している。この頃から党内でのスパイ狩りが始まり出した。
10月に熱海で全国代表者会議が極秘裏に招集されたが、当局により参加者らが逮捕された（熱海事件）。同月、赤色ギャング事件が発生している。松本清張は『昭和史発掘』の中で、これら共産党へのマイナスイメージとなる事件は当局が潜入させた「スパイM」が主導したとしている。日本共産党も同じ見解であり、特高警察が、共産党を壊滅させるための戦略として、共産党内に協力者をつくり出して工作を行わせたとしている。警察の工作員や協力者が共産党の幹部になり、彼らの働きで暴力事件を起こさせ、日本共産党の社会的信用を失墜させることにより、後継の加入を阻止する壊滅作戦を図ったとされている。実際にスパイであったことを公判で自白して、治安維持法違反の容疑を否定した者もいた。
さらに1933年6月12日、委員長であった佐野学、幹部の鍋山貞親が獄中から転向声明を出した（共同被告同志に告ぐる書）。こうした一連の事件によって、獄中でも党員に動揺が走り大量転向が起きた。書記長であった田中清玄の転向・離党もこの時期である。闘争方針の中心に「スパイ・挑発者の党からの追放」が据えられ、党内の疑心暗鬼は深まり、結束は大いに乱れた。1934年には宮内勇ら多くの党員が袴田ら中央を批判して分派の「多数派」を結成したが、コミンテルンの批判を受けて1935年に解散した。1935年3月に獄外で活動していたただひとりの中央委員であった袴田里見の検挙によって中央部が壊滅、統一的な運動は不可能になった。
1936年のフランスやスペインで「人民戦線」と呼ばれる統一戦線政府が成立し、コミンテルン第7回大会（1935年）が人民戦線戦術を決議すると、野坂参三らは「日本の共産主義者へのてがみ」を発表して日本における人民戦線運動を呼び掛けたが、政党組織は壊滅しており現実の運動とはならなかった。
日中戦争に際しては、戦争反対とともに、出征兵士の家族の生活保障や国防献金徴収反対などの「生活闘争」との結合を企図した。
その後も、関西圏には同党の再建をめざす運動や、個々の党員による活動は存在したが、いずれも当局によって取り締まられた。1937年12月から1938年にかけて労農派に治安維持法が適用され、930人が検挙された（人民戦線事件）。また、国外に亡命していた野坂は、延安で日本軍捕虜の教育活動(日本人民解放連盟)をして、戦後の運動再建に備えていた。また宮本顕治は、裁判の中で日本において日本共産党の活動が生まれるのは必然的なものだと主張するなど、法廷や裁判で獄中闘争を続けていた。対米戦開始時には、共産主義シンパサイザーも全て、治安維持法などの予防拘禁などで拘束され、一部のマルクス主義者ら、戸坂潤や三木清など思想面で科学に基づくコミュニズム理解者なども拘束され、獄死されされた。共産党壊滅の中、獄中で命をつないだものは多くはない。治安維持法が解除される１９４５年１０月４日まで、敗戦後も弾圧は続いた。

### 第二次世界大戦終結後（合法化以降）

#### 日本の敗戦と合法化

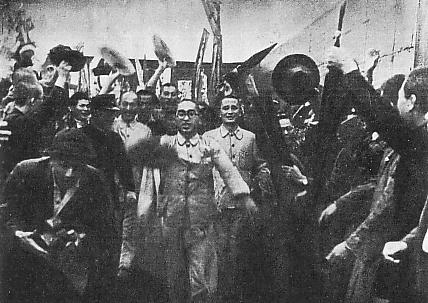
釈放された党幹部

第二次世界大戦が1945年8月15日に日本の降伏で終結した後、著名作家である三木清らの獄死が、外国人記者によって報道され、ようやく治安維持法弾圧の状況が変わった。10月4日の治安維持法撤廃と政治犯釈放を要求するGHQ指令により約220名の共産党員が出獄し、徳田球一、宮本顕治、袴田里見、黒木重徳、志賀義雄らは合法政党として日本共産党を再建（書記長・徳田球一）、機関紙「赤旗」を再刊、本部は千駄ヶ谷の溶接学校跡地に置いた。なお戦前の共産党（第二次共産党）との断絶を重視する立場（加藤哲郎など）からは、これ以降の共産党を「戦後共産党」（第三次共産党）とも称する。戦争に反対した共産党員の出獄は国民に歓迎された。12月8日、他団体とともに戦争犯罪人追求人民大会を主催。昭和天皇を含む1000人以上の戦争犯罪人名簿を公表した。
1946年1月に野坂参三が中華民国から帰国、2月の第五回党大会では党員6847人、「アカハタ」は25～26万部を超えたと発表、採択した行動綱領では、連合国軍を「解放の軍隊」とし（解放軍規定）、大会宣言で「日本共産党は、現在進行しつつある、わが国のブルジョワ民主主義革命を、平和的に、かつ民主的方法によって完成する事を当面の基本目標とする」とした（平和革命論）。1946年4月の第22回総選挙では5議席を獲得し、初めて帝国議会に議席を得た。
1946年6月に独自の憲法草案として「日本人民共和国憲法草案」を発表、各党憲法草案の中では唯一人民主権（国民主権）を明記した。日本国憲法制定時の採決では、天皇制の存続による民主化の不徹底や、自衛権放棄による民族独立への危惧などを理由に反対した。
連合軍に解放された共産党は、急激にその勢力を増していった。各地域や職場・学校では党員による細胞（現在の「支部」）が組織され、学生運動や労働運動を活発に展開した。1947年には、階級闘争の高揚の中で「吉田内閣打倒」を掲げる二・一ゼネストと呼ばれる大規模なゼネラル・ストライキが計画されていたが、前日のダグラス・マッカーサーの中止命令を受け、全官公庁共同闘争委員会議長の伊井弥四郎が同日夜、ゼネラル・ストライキ中止指令をラジオ放送を通じて発し、これによって二・一ストは敗北し、戦後の労働運動の大きなつまずきとなった。
日本国憲法施行により実施された一連の選挙、第23回衆議院議員総選挙・第1回参議院議員通常選挙・第1回統一地方選挙では、天皇制廃止や食糧・炭鉱の人民管理などを主張する共産党は急進的過ぎると見られ、党の思惑通りの議席数は得られなかったが、統一地方選挙では青森県新城村（現・青森市新城地区）を初め、全国11の自治体で共産党員首長が誕生した。
その後も、国民の生活困窮を背景に、活発な大衆運動を続けた事で党勢を拡大し、片山・芦田両政権の迷走で、社会党に失望した有権者層の一部を吸収したために、1949年の第24回総選挙では、従来の約9倍にあたる35議席を獲得した。特に東京都区内の7の選挙区全てで当選者を出すなど、大都市圏やその周辺だけでなく、農民運動の盛んだった鳥取全県区や山梨全県区など、ほかにも新潟県や石川県など、東北・四国地方以外の全地域で当選者を出した。

#### 1950年問題（分裂、武装闘争路線）

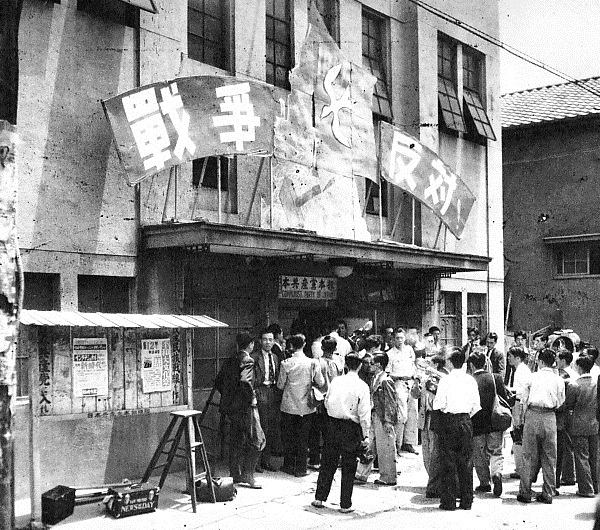
1950年当時の日本共産党本部

##### 平和革命論批判と分裂
アメリカによる日本占領が続く中、1948年の朝鮮半島で分断国家である大韓民国（韓国）と朝鮮民主主義人民共和国（北朝鮮）の成立、1949年の中華民国での国共内戦に勝利した、中国共産党による中華人民共和国の成立で、東アジアの緊張が高まった。
1950年1月6日、ヨシフ・スターリンが指導するコミンフォルムは、機関紙『恒久平和のために人民民主主義のために!』に論文「日本の情勢について」を掲載し、当時の日本共産党の野坂参三らの「占領下での革命」論（平和革命論）を批判した。これに対して徳田球一らは論文「“日本の情勢について”に関する所感」を発表して反論した（後に所感派と呼ばれた）。
しかし中国共産党も人民日報で日本共産党を批判すると、第18回拡大中央委員会で宮本顕治らは毛沢東やスターリンによる国際批判の受け入れを表明して、主流派の徳田らと平和革命論を批判した（後に国際派と呼ばれた。不破哲三は後に、当時はアメリカ占領軍撤退が優先されるべきと思ったと発言している）。また1950年2月には徳田要請問題が発生し、徳田球一が国会に証人喚問される事態になった。
1950年5月には、GHQのダグラス・マッカーサーが、共産主義陣営による日本侵略に協力しているとして、日本共産党の非合法化を検討しているとの声明を出した。直後に共産党と占領軍の間で、大規模な衝突である人民広場事件が発生し、6月にはマッカーサーは日本共産党の国会議員など24人の公職追放・政治活動の禁止（レッドパージ）を指令した。7月には9人の共産党幹部（徳田球一、野坂参三、志田重男、伊藤律、長谷川浩、紺野与次郎、春日正一、竹中恒三郎、松本三益）に対し団体等規正令に基づく出頭命令を拒否した団規令事件で逮捕状が出て、9人の共産党幹部は地下に潜行した。
公職追放と逮捕状が出た徳田球一や野坂参三らは、中央委員会を解体して非合法活動に移行し、中国に亡命して「北京機関」と呼ばれる機関を設立し、日本には徳田らが指名した臨時中央指導部が残った（これらを後の日本共産党指導部は「一種の『クーデター的な手法』による党中央の解体」と呼び批判している。）1950年6月25日には朝鮮戦争が勃発した。
コミンフォルム論評への対応に加え、レッドパージによる取り締まりもあり、日本共産党は、主流派である徳田球一らの所感派と、宮本顕治ら国際派、春日庄次郎、野田弥三郎ら国際主義者団、福本和夫ら統一協議会、中西功ら団結派など大小数派に分裂した。

##### 所感派の権力掌握と非合法活動
1951年2月、主流派（所感派）は第4回全国協議会（4全協）を開催し「軍事方針」を含む行動方針を採択した。この「軍事方針」はアメリカ帝国主義によるアジアでの侵略戦争を批判し、その暴力的支配から日本国民を解放するため、中核自衛隊を組織しての武装蜂起、労働者の遊撃隊組織、山村工作隊による革命工作、などを掲げた。
1951年4月、統一地方選挙では都道府県6人、市区町村489人の議員を当選させ、同党の強さを発揮した。
1951年8月、コミンフォルムは主流派（所感派）による4全協を支持し、宮本ら国際派を「分派活動」と批判した。このため宮本ら国際派は自己批判して党に復帰し、統一を回復した（ただし現在の執行部は、再統一は1955年の六全協と主張している）。
1951年9月、サンフランシスコ講和条約と日米安全保障条約が調印された（日本共産党は「部分講和」に反対し「全面講和」を主張した）。
1951年10月、第5回全国協議会（5全協）で51年綱領（武装闘争不可避論、武装闘争路線、暴力革命路線）と「軍事方針」を採択した。この武装方針に沿って、練馬事件、白鳥事件など様々なテロ活動が行われた。また血のメーデー事件、火炎瓶事件など多くのテロ・騒乱事件が発生した。
しかし、これらの武装闘争路線は国民の支持を全く得られず、1952年の第25回衆議院議員総選挙、さらには1953年の第3回参議院議員通常選挙で公認候補者が全員落選、国会議員が参議院の1人だけになるという最悪の結果につながる。また、武装闘争方針により吉田政権は治安立法を強化、1952年には破壊活動防止法（破防法）が制定された。破防法における暴力主義的団体の規制に関する調査を行う公安調査庁は、発足当初から一貫して、前述の非合法活動を理由として日本共産党を調査・監視対象に指定している(公安警察も同様)。

##### 武装闘争路線の放棄と「再統一」
1951年9月に日本はサンフランシスコ講和条約を締結。1952年4月に条約が発効され、日本は主権を回復した。これにより、公職追放は解除された。所感派中心の北京機関は、地下放送の自由日本放送で武装闘争を指示したが、内部でも徳田球一と野坂参三の対立が発生した。1953年に徳田球一が北京市内で死亡した（日本での徳田の死亡の公表は2年後の1955年）。また朝鮮戦争が1953年に休戦した。
1955年7月、日本共産党は第6回全国協議会（六全協）を開き、従来の中国革命方式の武装闘争路線の放棄を決議した。またこの大会で志賀義雄、宮本顕治らの旧国際派が主導権を握った。宮本らは再統一を優先して個々の党員がどういう機関のもとに活動していたのかは不問とする方針を示し、旧所感派の野坂参三を第一書記として「再統一」を宣言した。
更に1958年の第7回党大会では宮本顕治が書記長（後に委員長）となり、この第7回党大会と1961年の第8回党大会で、1950年から1955年までの分裂と混乱を「五〇年問題（50年問題）」や「五〇年分裂（50年分裂）」と呼び、その「軍事路線」は中国・ソ連といった大国による干渉と「徳田、野坂分派」の「政治的クーデター」による、暴力革命が可能という政治情勢が無いにもかかわらず武装闘争を行った極左冒険主義であると規定して批判した。これらは以後、外国からの干渉は受けない自主独立路線の始まりとなった。
以後の日本共産党執行部は、この「五〇年問題」の期間に行われた五全協や、そこでの「軍事方針」である「51年綱領」の採択、六全協での「再統一」宣言、「北京機関」からの指示、それらに従って行われた武装闘争などは全て、徳田・野坂分派が中央を無視して勝手に行ったもので、無効であり、従って「日本共産党の大会とも中央委員会とも何の関係なく、日本共産党の正規の機関が、武装闘争や暴力革命などの方針を決めたことは、一度もない」と主張している。
この日本共産党の武装闘争路線と、突然の路線変更は各方面に大きな影響を与えた。とりわけ旧国際派から復帰した青年学生党員は、「武装闘争」の最前線に送られ、成果の上がらない活動の末に、再度「挑発者」などの名目で除名されるなどの処分を受け、自殺者が続発した（六全協ショック）。「日本共産党よ　死者の数を調査せよ　そして共同墓地に手厚く葬れ　革命はそれからでいい」(東京大学学生新聞一面コラム「風声波声」1955年)
党の方針と信じて武装闘争に参加していた党員は、党とは無関係に勝手に違法行為を行った形になり、一部は「党中央に裏切られた」と不信感を持ち、後に日本共産党への「スターリン主義」批判や日本の新左翼運動にもつながった。また、以前の「平和革命」の支持者や、マルクス・レーニン主義の暴力革命の原則を支持する一部の知識人や共産主義者、武装闘争に批判的な大多数の国民のそれぞれから、不信感や警戒心を持たれた。
公安調査庁と公安警察は、日本共産党は「敵の出方論」に立った暴力革命の方針を実際には放棄していないと見続けており、1986年には日本共産党幹部宅盗聴事件が発覚した。これに対して日本共産党は「敵の出方論」は歪曲で、不法行為によるスパイ行為を批判している。
また警察庁の『警察白書』では、現在も日本共産党を「調査対象団体」とし、数ページを割いて動静を記述しているが、これは国会に議席を持つ政党に対しては唯一の扱いである。警察学校の「初任科教養」でも、日本共産党の綱領や決定について、批判的な講義がされている。
一方、破防法に基づく調査活動を行っている公安調査庁では、現在では公然情報の整理と分析に留まっているが、時々職員によるスパイ工作が発覚し、政党組織や日本国民救援会の人権団体を通じて抗議活動が行なわれている。日本共産党が武装路線を放棄した後も1960年代半ばまで、朝日新聞などの全国紙では、政党担当記者が共産党を取材して記事を書くのではなく、警察担当記者が公安情報を元に記事を書くという状況が続いた。これによりマスメディアに対し、日本共産党は「新聞は権力の手先」と反発していた。

#### 合法活動路線と「自主独立路線」以降

##### 1955年以降の宮本、不破体制
1955年頃から宮本顕治が事実上の指導者になり（比喩的に55年体制とも呼ばれる）、1960年代半ばには指導者と実務面の指導者を二重にして継承する体制を確立、不破哲三に実務面を継承させた（議長宮本、委員長不破体制）。これにより一枚岩体制が確立し、戦前から問題であった内部抗争や金銭的腐敗を一掃し、「クリーンな党のイメージ」を打ち出した。1958年の第7回党大会以降は、不破哲三や上田耕一郎などの「改革派」が中央の要職に就任した。
合法活動路線への転換や1956年のスターリン批判を経て、元党員のトロツキー主義者らは日本トロッキスト聯盟（後の革命的共産主義者同盟）を結成、全日本学生自治会総連合の一部活動家らは共産主義者同盟を結成した。1960年の安保闘争では過激な運動を主張する全学連指導部を一時簒奪した勢力が日本共産党を主要な打倒対象として激しく対立。共産党は彼らをまとめて「トロツキスト」と非難したが、必ずしも批判された側すべてが「トロツキズム」を主張していたわけではない。

##### 1960年代の党勢拡大
合法路線復帰以後は党勢を拡大し、1960年の第29回総選挙からは、原則として全選挙区に公認候補を擁立するようになった。その後1970年代初めまで得票率を伸ばし続けた。
この頃から日本共産党は「自主独立路線」を掲げ、ソ連と中国との激烈な論争で大量の除名や分派を生み出しながら（#国際共産主義運動の分裂を参照）、同党は1960年代半ばごろに「自主独立」路線を確立し、むしろ50年以来傷ついた威信と党勢を70年代前半にかけて長期的に回復、拡大していった。1967年に長野県塩尻市で初の党員市長（高砂政郎）が、誕生した。
1961年には綱領草案を巡る論争の中から日本独占資本を主敵とし、当面する革命を社会主義革命とする「一つの敵」論を主張する春日庄次郎、山田六左衛門ら構造改革派が離脱し、その中の一派共産主義労働者党を結成。春日らは、宮本の専横的な党運営を批判し、「一時離党」するとして「日本共産党万歳!」と声明したが、党は離党届を受け付けず除名処分とした。

##### 1970年代の躍進と共産党排除の進展
1970年7月の第11回大会で、革新統一戦線によって1970年代の遅くない時期に民主連合政府を作るとの政権構想を打ち出し。1972年の第33回衆議院議員総選挙では38名の候補者が当選し、議会第三党、野党第二党に躍進する。また、同年には田代文久が特別委員会の石炭対策委員会委員長に選出され、共産党議員として初の国会委員長が、誕生した。

一方、党内では、1972年には中央委員で青年学生対策部長であった広谷俊二と日本民主青年同盟（民青同盟）幹部であった川上徹を中心とした分派が結成され、その摘発といういわゆる「新日和見主義事件」が発生した。
1973年の東京都議会議員選挙では当選者数が日本社会党を上回り、1975年の統一地方選挙では大阪府知事選挙で黒田了一を共産党の単独推薦で再選させた。
1973年11月、第12回党大会で綱領を一部改定し、「ソ連を中心とする社会主義陣営」から「ソ連を中心とする」を削除し、「労働者階級の権力、すなわちプロレタリアート独裁の確立」の後半を「プロレタリアート執権の確立」に変更した。更に1976年7月、第13回臨時党大会で綱領から「プロレタリアート執権の確立」自体を削除して「労働者階級の権力」のみとし、また綱領と規約の「マルクス・レーニン主義」を「科学的社会主義」に変更した。また「民主連合政府綱領についての日本共産党の提案」では、民主連合政府では憲法9条を「あくまで厳守する」として「竹やり論」とも言われたが、同時に党としては「将来は、独立、中立の日本をまもるための最小限の自衛措置をとるべき」とした。
1974年、公明党の支持母体である創価学会と、松本清張の仲介で、池田大作と宮本顕治で相互不可侵、共存を約した協定を10年間の約束で結んだ（創共協定または共創協定）。しかし、自民党との関係悪化を恐れた公明党の抵抗もあり、協定は翌年の公表とほぼ同時に死文化。1980年、山崎正友による宮本顕治宅盗聴事件が発覚すると、両者の対立は決定的となり、協定の更新は行われなかった。その後、1980年6月、顧問弁護士・山崎正友が『週刊新潮』（平成5年10月21日号）で自らの犯行を告白。東京地方裁判所は2009年1月28日の判決で、山崎が共産党委員長宮本顕治邸盗聴事件を独断で行ったことを認定した。
1975年、『文藝春秋』で立花隆の「日本共産党の研究」が連載開始され、1976年、この連載に「日本共産党査問リンチ事件」の裁判記録が掲載された。当時委員長であった宮本顕治と、副委員長であった袴田里見が被告となった裁判の記事は大きな反響となり、国会でも取り上げられた。事件の概要としては、「1933年12月下旬に宮本顕治、袴田里見らは小畑達夫、大泉兼蔵、熊沢光子をスパイ容疑で査問し、小畑らをアジトで針金で縛り、目隠しと猿ぐつわをして押し入れに監禁し、暴行を加えた。その結果、小畑は外傷性ショックで死亡し、遺体は床下に埋められた」とされている。1976年の第34回総選挙では共産党の議席は17議席にまで落ち込んだ。
1976年に「自由と民主主義の宣言」という準綱領文書を採択し、ここでソ連モデルとは違う社会主義像を提起した。これは、当時イタリア共産党など西欧諸国の共産党が採択していたユーロ・コミュニズム路線に倣ったものであり、「ユーロ・ニッポコミュニズム」（欧州（西欧）的、日本的な共産主義）と呼ばれた。また1977年、袴田里見が除名された。一方で、1970年代後半からは一部の党員研究者によるネオ・マルクス主義的な思潮も現れ、中央との軋轢がはじまる。
1979年の第35回総選挙では、最高の39議席を得た。1979年10月に林百郎が衆議院懲罰委員長に選出され、共産党議員として初の国会常任委員会委員長が誕生した。その後は自民党や産経新聞を中心とする「自由社会を守れ」キャンペーンや、サンケイ新聞事件などの強烈なネガティブ・キャンペーンの影響で落ち込む。この当時、『小説吉田学校』を執筆した戸川猪佐武が、『小説自民党対共産党』という本を出している。「70年代は自共対決の時代」と持て囃されたこともあった。
共産党と社会党は、日本政治の中では革新に属し、中道の公明党、民社党を挟んで保守の自民党に対峙する位置にあった。「55年体制」の成立以来、政権は一貫して自民党の手にあり、社共共闘、あるいは全野党共闘により政権交代を実現するというのが当初の社共の方針であった。
共産党は民主連合政府で、社会党との連立を前提としていたが、社会党内には社共共闘より社公民路線を重視すべきだという意見が有力となった。民公、特に反共主義的な民社の側（主に春日一幸）からの、共産排除要求もあった。これに同調したのが、社会党内の構造改革派・社公民路線派の一部が社会党左派に追われる形で独立した社会民主連合であった。共産党が勢力を伸ばすにつれて、総評系労組（特に官公労）など、各種運動団体で社共の主導権争いが激化し、それらの団体を主な支持基盤とした社会党との関係にも悪影響を及ぼした。
1979年4月、東京都知事選挙で革新統一候補の元総評議長・太田薫が敗れると、社会党は公明党との関係強化（1980年1月にいわゆる〈社公合意〉を締結したこと）による中道化を進め社共共闘は瓦解した（社会党側からは「共闘を通じて社会党員、支持者が、共産党に流れてゆき、票と議席が減っていったことに不信感を持った」とも言われている）。1980年代には、「自民党と“共産党を除く”全野党の国会対策委員長による会談」（国対政治）が常態化して共産党の排除が進んだ。

##### 1980年代の「革新懇」と「非核の政府」
1980年1月、公明党と社会党が、日本共産党排除を前提とした政権構想に合意した結果（社公合意）、社会党との連立を前提にしていた民主連合政府構想は実現性が遠のいた。このため1981年、平和・民主主義・革新統一をすすめる全国懇話会（全国革新懇）を結成し、「軍事費を削って福祉にまわせ」「非核の一点で結集を」などと呼びかけ、政党の組み合わせによる「革新共闘」模索ではなく、「思想、信条、支持政党、の違いを超えた国民多数の革新的な運動の結集」により、無党派との連携による新たな革新戦線を全国的に追求するとした。
しかしこれは、共産党と社会党との間で揺れ動く革新浮動層を共産党に取り込むための方便と見る見解もあり、亀田得治（元参議院議員）、成瀬昇（元愛知県評議長）、西岡瑠璃子（元参議院議員、歌人）、栗原透（元社会党高知県委員長・高知県議）、矢山有作（元衆議院議員）ら元社会党員も多く参加しているにもかかわらず、具体的な選挙協力としては愛知県、高知県などを除き余り大きな成果は得られていない。
革新懇は全国組織の「全国革新懇」、都道府県や市区町村、学区などの単位で結成されている「地域革新懇」、職場ごとの「職場革新懇」など、様々な単位で結成され活動しているが、実態は政党が名前を変えただけの組織である場合が多く、幅広い結集となっているとは言い難い。
なお、共産党が国政選挙で、他党や無所属の候補を推薦・支持・支援した例としては、田中美智子、安田純治、陶山圭之輔、喜屋武眞榮、西岡瑠璃子、川田悦子（以上無所属）、島袋宗康、仲本安一、糸数慶子（以上沖縄社会大衆党）らがおり、そのうち田中、安田は当選後、衆院会派「日本共産党、革新共同」に入っている。
1980年代、日本共産党は「民主連合政府」のスローガンを事実上棚上げし、「非核の政府」という路線に切り替え、全国の地方公共団体で「非核平和都市宣言」条例の制定運動を行なった。これは、当時ソ連共産党が全世界的に展開していた「反核運動」と一定程度呼応するものであり、日本共産党とソ連共産党の一定の接近を意味した。だが、「非核の政府」には日本社会党が反対し、国政においては広がりを欠いた。
1989年1月1日の『しんぶん赤旗』の宮本顕治議長のインタビューを機に、党は事実上社会主義革命を棚上げし、二段階革命論に基づいて「資本主義のもとでの民主的改革」を強調するようになった。しかし、この年日本共産党は国際的な激震に相次いで見舞われていた。6月4日、中国では天安門事件が発生し、民主化を求める人々が人民解放軍によって弾圧され、多くの死傷者が出た。日本共産党は中央委員会声明「社会主義的民主主義をふみにじる中国党・政府指導部の暴挙を糾弾する」を発表し、厳しく批判した。東欧諸国では、6月18日のポーランド議会選挙が端緒となって、次々と共産党の独裁体制が倒れていく。12月3日には、マルタ島で行われた米ソ首脳会談で冷戦の終結が宣言された。こうした動きの背景には、1985年に成立したソ連のミハイル・ゴルバチョフ政権が、経済の低迷などを背景にペレストロイカと呼ばれる改革を行い、その一環として新思考外交を展開し、アメリカなど西側諸国との関係改善に努め、アフガニスタンから撤退するとともに、東欧諸国の自立化を容認したことがあった。日本共産党は1989年に入る直前からソ連の新思考外交への批判を強め、平和や環境など全人類的価値を強調することは階級闘争を軽視・否定し、帝国主義に妥協するものであり、共産主義の原則的立場からの逸脱であると論じていた。かつて、原水禁運動で社会党や総評の「いかなる国の核実験にも反対」に反対したのと同じ理屈であった。
このように日本共産党は共産主義を放棄せず、むしろそれからの逸脱を批判した。そして、自主独立路線をはじめ宮本路線の正しさを訴えることで、1989年の国際的な激震を乗り切ろうとした。

##### 1990年代のソ連崩壊の影響
1990年7月の第19回党大会では、社会主義はまだ生成期のために、大国主義・覇権主義や官僚主義の問題があるとした（社会主義「生成期」論）。1991年8月のクーデター後に発表されたソ連共産党の解体には、「もろ手を上げて歓迎する」という宮本顕治の発言が発表された（8月31日付毎日新聞によるインタビューでの発言）。その発言の翌日に、常任幹部会は「大国主義、覇権主義の歴史的巨悪の党の終焉を歓迎する - ソ連共産党の解体にさいして」との声明を発表した。
その一方、ソ連、東欧諸国の脱社会主義への動きを「歴史の逆行」とも評しており、その整合性に疑問の声も上がった。また1980年代には中国共産党に反論する形で、「社会主義完全変質論」を否定して「社会主義の復元力」を主張していたこと、1984年に宮本・チェルネンコ共同宣言を発表したこととも矛盾していた。
ほぼ時を同じくして、政権与党や社会党（現在の社民党）を含む他の野党、マスコミなどにより「体制選択論」「冷戦終結論」「保革対立消滅論」が大々的に宣伝され、党員の所属する労組・団体の弱体化が進み、政党・労組・団体の解散と政治・社会運動からの撤退などの要求を突きつけられるなど、その後の選挙では苦戦を強いられた。
また、核兵器問題など外交問題を初めとする諸問題で、ソ連やルーマニアの指導者と共同声明を出したこともあった。特に自主独立路線で共闘していたルーマニア共産党との関係は主要な焦点となった。「宮本顕治同志とニコラエ・チャウシェスク同志の共同宣言」は、党内外から厳しい批判にさらされることとなった。1994年の第20回党大会では、ソ連は問題もあるが、社会主義社会であるとしていた従来の「生成期」論を修正して、「スターリン以後のソ連社会は、経済的土台も社会主義とは無縁」で、「社会帝国主義的」とした。日本共産党は、『80年代半ばまではソ連の指導者を「同志」と呼んだり、「レーニンに次ぐ平和の戦士」とたたえたりしていた』と読売新聞は報じている。
1970年代後半から生じていた、ネオ・マルクス主義の思潮と中央との理論軋轢は、1990年代前半には丸山眞男批判の動きも加わって、ネオ・マルクス主義の立場にある一部党員学者の除籍や離党へと帰結した。当時、法政大学教授であった高橋彦博（政治学）は1993年の『左翼知識人の理論責任』の出版を契機に除籍された。1994年には田口富久治（名古屋大学教授、政治学）が同年の党大会における丸山眞男批判（大会決議にも含まれる）を、きっかけとして、離党している。
1993年の第40回衆院選では、三大保守新党（日本新党、新生党、新党さきがけ）が大勝した。この結果、日本新党の細川護熙を首班とする非自民・非共産の連立政権が発足。共産党は9月8日から中央委員会総会を開き、小選挙区制の導入を掲げる細川政権を「自民党以上に反動的」と批判し、社会党についても「右転落」の末に元自民党幹事長の小沢が主導する「第二自民党政権の与党になった」と攻撃する決議を採択した。そして、署名運動など小選挙区制の導入阻止に向けて活動を続けた。「政治改革四法」は参議院で社会党から造反者が出たことで否決された。しかし、細川首相と自民党の河野洋平総裁のトップ会談の結果、合意がまとまり最終的に1994年3月4日に成立、小選挙区制が導入された。
小選挙区は中小政党に不利に働くため、共産党単独候補の当選は極めて困難なため、苦境に立たされることも予想されたが、1990年代後半にはおいては社会党（日本社会党左派の労組勢力のマルクス主義者）からの離反層を取り込み、また集合離散の続いた他党候補者の濫立も有利に作用し、一時的に党勢が回復した。1996年の第41回総選挙では小選挙区で2議席（京都3区の寺前巌と高知1区の山原健二郎）を獲得するなど26議席を獲得。1998年の参議院選挙では15議席を獲得し、非改選議員と併せて政府予算を伴う法案の提出権を初めて獲得した。
しかしその後は、小選挙区制の定着による二大政党制指向の強まりや、総議員定数の削減、日本周辺の国際情勢も相まって、国会の議席が後退した。『しんぶん赤旗』の発行部数も、ピーク時の半分ほどにまで減少した。
1997年の第21回党大会で、無党派と連携して21世紀の早い時期に、民主連合政府を実現するとした。

##### 2000年代の不破・志位体制と国政における小政党化
2000年の第22回党大会第7回中央委員会総会（7中総）では、党規約から「前衛党」規定を削除する規約改定案が提案され採択された。また自衛隊解消前の「過渡期な時期」に必要に迫られた場合には「存在している自衛隊を国民の安全のために活用する」とした（自衛隊活用論）。また、同年不破哲三に代わり志位和夫が委員長となり、不破は宮本に代わり議長となった。この不破・志位体制の成立により、宮本の影響力は低下した。2006年1月11日 - 1月14日に開催された第24回党大会で、いわゆる「現実・柔軟路線」を指導してきた不破哲三が、議長職を高齢と健康などを理由に退き、「委員長志位・書記局長市田体制」（志位・市田体制）が確立した。
共産党の全選挙区擁立戦術は、与党である自民党・公明党の選挙協力体制が緊密化するにつれて、結果的に野党間の候補共倒れになり、連立与党候補の過半数に満たない得票率での当選という結果を激増させた。また、共産党候補の供託金没収選挙区も大幅に増え、党財政を圧迫する要因となった（このため党内でも政党として政党交付金を受け取るべきであるとの意見が党大会前の公開討論の中でも主張されるようになっている）。この間、日本社会党・新進党に代わり民主党が野党第一党となった。
2005年の第44回衆議院議員総選挙では47年ぶりに全選挙区擁立（推薦を含む）を中止したため、25の選挙区で「共産空白区」が出てきた。「共産空白区」では与党候補と野党候補が大差の付く選挙区が多く、選挙への影響は小さかった。共産党の小選挙区候補者全275名のうち、223名が10%の得票に届かず供託金を没収された。全300の選挙区に候補者を立て235の選挙区で没収された前回とさほど変わらない結果だった。共産党自身については、得票数の減少に歯止めがかかった。投票率が上がったため得票率は下がっている。
2006年の国政選挙では、4月と10月に計三選挙区で行われた衆議院議員補欠選挙で、いずれも独自の公認候補を擁立したが、すべての選挙区で落選、供託金も没収されている。また、2007年4月に行われた参議院議員補欠選挙では、福島県選挙区で公認候補を、沖縄県選挙区では、社民党や民主党などと共同推薦候補を擁立したが、いずれも落選、福島県では供託金を没収されている。
国政選挙で単独での小選挙区当選は困難だが、民主党はもとより、護憲という立場で政策的距離が近い社民党との選挙協力の目処も立っていない。その一方、市町村合併にともなう各地の地方選挙では着実に当選者を出し、政党所属の地方議員の総数では公明党、自民党に次いで第三党の位置を保っている。また他党との連携については東京都多摩地区や青森県、沖縄県などで一定の共闘が実現している。国会内では、2007年9月4日に野党の国対委員長会談に復帰し、他の野党との連携を強化することになった。
2007年9月8日の第5回中央委員会総会で、次の総選挙から、すべての小選挙区に候補を擁立するのではなく、その小選挙区での比例区の得票率が8%以上の選挙区に擁立する選挙区を絞り込む（ただし、各都道府県で最低1人は候補の擁立を目指す）方針を幹部会は提案した。9月9日、中央委員会はこの提案に賛成し、決定した。この背景には、得票率が10%を割ると供託金が没収されることによって、党財政の悪化の原因となっていることがあるとされる。
2008年9月、麻生政権の発足に伴い、総選挙への総決起体制として第7回中央委員会総会を開いた。席上で志位は、「働く貧困層」の解消など、自党の語ってきた問題が争点になっていること、自公政権が行き詰まっていること、しかし民主党は自民党の政治悪をただす立場にはないから、共産党の躍進が必要であることなどを述べた。また、「民主連合政府」が求められていることを強調したが、現時点で他党との協力はないという認識は変わっていない。ただし、国会では是々非々で「問題ごとに協力していく」としている。また、総選挙体制のため中央委員会は、2009年1月に予定していた党大会の延期を決定した。
2009年8月30日投開票の第45回衆議院議員総選挙では小選挙区の候補を大幅に減らした。これは野党共闘目的ではなく、小選挙区では候補者を立てるだけの力がないところがあるという判断から、比例区と支持基盤のある小選挙区に候補を絞り込もうとする方針転換である。代わりに、比例区との重複立候補を増やしたので、比例での候補者数は増えた。また、大連立騒動や小沢・鳩山の献金問題などから改めて民主党を自民党と「同質・同類の党」と批判し、明確に共闘を否定してきた。さらに、2009年6月5日には、志位は「どちらが政権の担い手になるかの選択ではなく、21世紀の日本の「進むべき道」の選択が問われていること、その「旗印」を示せる党は日本共産党をおいてほかになく」「「二大政党」の競い合いによる暗黒政治への逆行を許さない一番たしかな力は日本共産党をのばすこと」と述べ、民主党による政権交代は無意味どころか、暗黒政治への逆行になるとの見解を示した。
しかし、同年7月には東京都議会議員選挙で44年ぶりに議席が1桁（8議席）に落ち込んだ結果を踏まえ、若干路線を修正。民主党内の改憲論や衆院比例定数削減方針に反対する一方で、「一致点での協力を追求」と明記。労働者派遣法や障害者自立支援法の抜本改正、後期高齢者医療制度の撤廃、農家への所得補償、在日米軍基地の縮小・撤去などを挙げ、「（自公両党による）暗黒政治への逆行を許さない」と強調し、民主党を「暗黒政治」の批判対象から外した。選挙区によっては、自民党が直接共産党に擁立を働きかけた事例もある。結果として議席数は現状維持であり得票率は郵政選挙の7.25%から7.03%に後退したものの、得票数では491万9000票から494万4000票と増加した。選挙後発足した民主党を中心とする非自民・非共産連立政権に対しては、「建設的野党」として「良いことには協力、悪いことにはきっぱり反対、問題点はただす」と是々非々の立場を貫くと主張している。その他、2008年にニコニコ動画に公式チャンネルを開設したり、TwitterやFacebookに公式アカウントを開設するなど、このころからネット選挙を意識した試みを行っている。
2010年の第22回参議院議員通常選挙では、民国連立政権の普天間基地移設問題における違約や、菅直人の消費税増税発言などを厳しく批判した。しかし、議席を伸ばしたのは自民党とみんなの党で、共産党は比例のみの3議席に留まり、また得票数・率共に減らした。その結果、敗北を認める声明を出し、「党内外の方々のご意見・ご批判に真摯に耳を傾け、掘り下げた自己検討をおこなう決意」を表明した。さらに、9月25日～9月27日に行われた第2回中央委員会総会（2中総）で、志位は参院選での後退を詫び、党員数は40万を維持しているものの、高齢化が進んでいること、党費納入率が62%に留まっているなどのデータを挙げ、党勢の衰退を認めた。その上で、「五つの挑戦」を打ち出し、次期総選挙で650万票を目標とすることを表明した。
従来40万人としていた党員数だったが、2012年5月24日、全国活動者会議で志位が報告したところによると、「実態のない党員（幽霊党員）」が9万人以上いたためすべて離党させ、2012年5月1日現在で党員数は31万8千人になったと報告した。また、国政選挙での供託金の負担を、従来は中央と地方組織で折半していたものを、6:4に改め地方組織の負担を減らした。
2011年3月11日に発生した東日本大震災では組織的な被災地支援活動を行った。また、岩手、宮城、福島の被災3県の県議選では復興や原発ゼロを訴え、いずれも前回を上回る議席を獲得した。

##### 「自共対決」と党勢の復調
第46回衆議院議員総選挙（2012年12月16日投開票）では、与党の民主党は支持率低迷が続き野党転落が確実な状況で、自民党は9月に総裁に復帰した安倍晋三の下で経済政策「アベノミクス」や安保政策などの政策を打ち出して政権奪還に望んだ。共産党は民主党のみならず自民・公明両党とも対決の姿勢を強め、TPP交渉参加に反対、歴代政権の原発政策、3党合意で決定された消費税増税法案を特に厳しく批判。同時に護憲、障害者に費用の原則1割負担を求める障害者自立支援法の撤廃などに代表される社会保障の拡充、労働問題の改善、尖閣諸島問題を初めとした領土問題の解決などを強く主張した。また前回の擁立方針を改めて、社民党の照屋寛徳を支援した沖縄2区以外の全選挙区に候補者を立てた。更に、反TPPを訴えたことから、自民党の支持基盤である農協の一部の支援も受けた。選挙の結果、前与党の自民党、公明党と、右派系野党の日本維新の会、みんなの党が議席を伸ばした。共産党は1減の8議席（全て比例区）に留まったが、与党の民主党、国民新党と左派系野党の社民党、日本未来の党が議席大幅減となった中では、相対的な善戦であった。
2013年には参院選に向けて、反アベノミクス、反TPP、反原発、反消費税増税、護憲など自民党の政策に真っ向から対決する政策を掲げ「自共対決」とする方針を出す。参院選の前哨戦として注目された都議会議員選挙（2013年6月23日投開票）では前回の8議席から17議席を獲得。選挙前の第一党から激減させた民主党を上回って第三党、野党では第一党となるとともに、議案提出権を4年ぶりに回復した。
次いで行われた第23回参議院議員通常選挙（2013年7月21日投開票）では、勢いを維持して反自民の訴えを続ける。また若者を取り込むために解禁直後のネットでの選挙活動や雇用環境対策（ブラック企業批判等）にも力を注いだ。選挙結果は改選3議席から比例5議席、選挙区3議席を獲得。非改選を含めると11議席となり、議案提案権を9年ぶりに回復した。比例代表の得票は2010年選挙の356万票から515万票へと大幅に増加したほか、東京、大阪、京都の3選挙区で民主党や第三極勢力を抑えて当選、12年ぶりに選挙区で議席を獲得した。国政で議席を増加させたのは1998年参議院選挙以来、15年ぶりとなり、党はこの結果を大躍進と肯定的に評価、志位は「自民党と正面から対決して暴走にストップをかける頼りになる政党としておおいに力を発揮していきたい」と述べた。一部大手紙は共産党の今回の躍進の背景に低投票率や反自民票が共産党に流れたこと、第三極勢力の戦略ミスの影響もあったと論じた。
東京都知事選挙（2014年2月9日投開票）では宇都宮健児を推薦、元総理の細川護煕も無所属で立候補したため分裂選挙となって次点に終わったが、得票数は細川を上回った。
第47回衆議院議員総選挙（2014年12月14日投開票）でも「自共対決」と銘打ち活発に活動。その結果、前回の2倍以上の21議席を獲得、参議院に続き衆議院でも議案提出権を獲得した。比例の得票率は11.37%、票数では600万票を超え、小選挙区でも1996年の第41回衆議院議員総選挙以来18年ぶりに議席を獲得した（沖縄1区の赤嶺政賢）。党はこの結果について「第26回党大会で決定した目標を基本的に達成することができた」「全体として、総選挙の結果は、画期的な躍進といえるもの」という発表を行っている。
2015年の第18回統一地方選挙の前半戦では、選挙が行われた全ての41県府議会で議席を獲得した。今までは、共産党議員が存在していなかった栃木、神奈川、静岡、愛知、滋賀、三重、福岡の各県議会にも共産党の議員が誕生した。非改選の6議会も含めて、結党以来初めて、全47都道府県議会で議席を保有することとなった。同時執行の17政令市の市議会選挙でも共産党は選挙前の議席数を上回る136議席を獲得、民主党を抜く改選第三党、野党では第一党となった。後半戦でも勢いは変わらず、東京区議選挙で7議席、一般市議選挙で44議席、町村議選挙で11議席、合計62議席を新たに増やした。これを受けて党は本選挙戦は全体として躍進という結果だったという声明を発表した。
2012年から2014年にかけては、社民党、民主党、生活の党など他の左派政党が軒並み不調に陥る中で、ほぼ共産党の一人勝ちの状況が続いた。

##### 「野党共闘」と「国民連合政府」構想
2015年夏から秋にかけての平和安全法制の審議では反自民の政党による反対運動を主導し、社民党、民主党、維新の党、生活の党（現・自由党）の4党と連携を深める。同法案の審議を境目に、共産党は従来の「独り勝ち」方針を改め、安保法制廃止の一点での連立政権を樹立するために選挙協力を行うことを提案した。かつての民主連合政府構想における共産党との政策や価値観の共有よりもハードルを下げた提案であり、社民・生活両党は賛意を示したが、身内に保守系議員を抱える民主党は難色を示した。共産党は民主党の反対を受けて、連立政権の案件を凍結、翌年の参院選での野党5党の選挙協力を行なうこととなった。また、2016年2月20日には、社民党の第15回全国大会に志位が来賓として出席。共産党の出席は、前身の社会党時代を含め史上初となった。また、大阪府では、大阪都構想を推進する大阪維新の会と対決するために自民党との共闘も辞さない姿勢を見せている。
2016年の主要選挙には、概ね野党5党（3月に民主・維新両党が合併して民進党となってからは4党）の協力体制で臨んだ。まず衆院北海道5区補欠選挙（4月24日投開票）では、先に決定していた共産党候補の立候補を取り下げ、民進系の池田真紀を、共産・社民・民進・生活推薦の無所属候補として擁立。自民党公認で公明党らが支援の和田義明との一騎討ちとなり、前評判と較べて健闘したものの約12,000票差・惜敗率90.92%で落選した。一方、同日行われた京都3区の補欠選挙では、この野党共闘を優先する形で候補者の擁立を見送った。ただし民進党公認候補を含め、他の候補の支援・推薦には回らず、自主投票とした。
第24回参院選（7月10日投開票）では、参院一人区での統一候補の擁立作業が進んだ。この結果、共産党は発表していた一人区の候補者擁立を取り止め（香川選挙区を除く）、全員を比例区に回す措置をとった。選挙の結果、東京選挙区で1議席を獲得し、比例の5議席と合わせて6議席を獲得。非改選の8議席と合計して14議席となった。比例票は601万6195票（得票率10.74%）となり、参院選としては1998年の第18回通常選挙以来、18年ぶりの10%越えを達成した。
参院選直後の東京都知事選挙（7月31日投開票）でも野党統一候補として鳥越俊太郎を擁立、支援したが、選挙の告示直前の出馬（いわゆる「後出しジャンケン」）だったこともあり、準備不足も相まって3位に終わった。
衆院補選（10月23日投開票）でも、福岡6区・東京10区ともに一旦は独自候補を擁立していたが、4野党協議の結果これを取り下げ、統一候補の支援に回った。しかし結果は、ともに与党系候補（福岡6区は無所属候補が当選後に自民の追加公認を受ける）に敗れた。
この間の活動について、公安調査庁は内外情勢の回顧と展望（平成28年度版）で、日本共産党が平和安全法制を「戦争法案」などと呼び、国会周辺の抗議活動に、委員長や所属議員を参加させていると報告している。2015年7月の「安倍政権NO！0724首相官邸包囲」、8月の「国会10万人・全国100万人大行動」、9月の「国会正門前行動」などの運動へ参加し盛り上げを図った。共産党による「国民連合政府」構想は、55年前の政府構想と同様であると評し、「共産党が今回の構想の先に見据えるのは,「民主連合政府」による「民主主義革命」を経て「社会主義をめざす権力」 を作り,最終的に「社会主義・共産主義の社会」を実現することである。同党が,こうした綱領路線を堅持する「革命政党」(6 月の幹部会決議)であることに変わりはない。」としている。
また、公安調査庁発刊資料である内外情勢の回顧と展望の平成29年度版について、照屋寛徳が、「内外情勢の回顧と展望」六十二頁には、「沖縄県民大会」に「全国から党員や活動家らを動員した」との記述があるが、具体的にどの政党を指しているのか、当該政党の名称を全て列挙した上で、「動員した」と断定する根拠について政府の見解を示されたい。」と質問。内閣総理大臣の安倍晋三は、「「沖縄県民大会」に「全国から党員・・・を動員した」と記述された政党は、日本共産党であると承知している」と回答している。
東京都議会議員選挙（2017年7月2日投開票）では、37人の公認候補を擁立、4人の候補を推薦、支持（うち1人は東京・生活者ネットワーク所属）して戦った。選挙戦では自公両党のみならず、東京都知事の小池百合子が与党として結成した都民ファーストの会との差別化も強調して反小池票を吸収、2議席増の19議席を獲得した。
次期総選挙も4野党共闘の方針であったが、民進党では保守系議員を中心に共闘に否定的な議員も多く、9月1日の民進党代表選挙では保守系の前原誠司が当選する。しかし以降も保守系議員を中心に民進党からの離党が相次いだ。解散直前の9月25日、小池百合子(東京都知事)が自身に近い議員をメンバーに希望の党を結党すると、前原は28日の常任幹事会の了承を得て、希望の党と合流に向けた交渉を始める。衆院解散当日の9月28日、希望の党への事実上の合流方針が両院議員総会で了承されるに至り、志位は希望の党を「自民党の補完勢力」と非難するとともに、原則全選挙区での擁立方針に戻すことを表明し共産・民進両党の共闘は破綻した。また、自由党も代表の小沢一郎が「自公連立政権に対抗する野党勢力の結集」を理由に、希望の党に合流する意思を示し、4党共闘の枠組みから事実上離脱する。
一方、9月29日、共産党書記局長の小池晃と社民党幹事長の又市征治が衆院選での両党の選挙協力について協議し、11都府県の20選挙区で候補者を一本化することで合意している。
その後、外交・安全保障政策や憲法観の不一致などを理由に希望の党との合流を拒否した民進党出身の左派系メンバーが中心となって10月2日に「立憲民主党」（代表・枝野幸男）が結成され、共産・社民両党は歓迎するコメントを送り、第48回衆議院議員総選挙（10月22日投開票）において3党共闘となった。
10月5日、全国に先駆け北海道で、共産・社民・立民の3党の地元組織が共闘に合意。道内の全12選挙区において統一候補を擁立。民進から立民に参加する8人全員が統一候補になり、当該8選挙区では共産が立候補を取り下げる一方、立民の「空白区」である4選挙区は共産が候補者を出すことになる。北海道以外の地域でも共産党、社民党、立憲民主党、希望の党のどの政党にも参加しないことを表明した野党系無所属に候補を一本化し共産党は67の選挙区で独自候補を取り下げた。公示ギリギリまで調整が行われ反安倍・反小池の統一候補が249の選挙区で成立した。
選挙結果は、立憲民主党と希望の党の新党の間に埋没する形となり、公示前勢力から半減に近い12議席の惨敗に終わる。この結果を受け志位は「『比例は共産』という激励をたくさんいただいた。結果に結びつけることができなかったのは、私たちの力不足だ。捲土重来を期したい」とコメント。また、野党第一党に躍進した立憲民主党について「共闘勢力全体として議席を伸ばすことできたことは大きな喜び」と述べた。
2021年9月30日には立憲民主党との間で次期衆院選で政権交代が実現した場合に、共産が連立に入らず、「限定的な閣外からの協力」をする方針で合意した。しかし、同年10月の第49回衆議院議員総選挙では立憲・共産両党は議席を減らし、敗北。2022年5月に共産党は同年の第26回参議院議員通常選挙に向けて前回衆院選と同様に「政権交代時の閣外協力」を合意するよう立憲民主党に求めたが、立憲側は応じなかった。7月の参院選で共産党は比例票が目標の650万を大きく下回る約362万にとどまり、比例代表で2議席減となる3議席に留まった。

##### 結党100周年、党勢の低迷と執行部批判の噴出
2022年7月15日、創立から100年を迎えた。
2023年、志位執行部への異論を外部に持ち出した党員が出た。2月6日には、京都府の党員で元中央委員会勤務の松竹伸幸について、日米安保護持への政策転換を唱える著書を出したことが、「党内に派閥・分派はつくらない」などの党規約に違反したとして除名処分とした。この処分への朝日新聞・毎日新聞などの各メディアの批判に対し、党執行部は会見やしんぶん赤旗などにおいて、規約違反を理由に処分の正当性を強調している。3月16日には、元京都府常任委員の鈴木元について、志位委員長への辞任要求や代表公選制の導入を掲げる著書を出したことが、「分派活動を行った」として除名処分とした。
2023年4月の第20回統一地方選挙では、前半選となる41道府県議選挙において改選前から24議席減の75議席にとどまり、唯一都道府県議の議席が無かった愛知県議会で議席を回復させた一方、新潟、福井、静岡、熊本、福岡の5県議会で議席がゼロとなった。共産の牙城である京都でも、府議選で3議席、京都市議選で4議席減らす結果になったことから、党内では「歴史的な敗北」とする受け止めが広がり、中には「党員の除名騒動が影響した」との声もくすぶったが、書記局長の小池は「影響を与えたとは思っていない」と否定した。後半戦の294の一般市議選では、55議席減となる560議席という結果になり、小池は「期待に応えられず、多くの候補者を落選させ大変悔しい。おわび申し上げたい」と述べた一方、引責辞任は否定した。

##### 執行部刷新、初の女性委員長誕生へ
2024年1月15日より、静岡県熱海市の伊豆学習会館で第29回党大会が開かれた。4年ぶりの開催となる党大会では、近年、党員の高齢化などによる党勢の退潮傾向や就任以来23年の長期にわたる志位執行部体制への不満、特に前述の除名騒動への対応などから不透明な運営体制への批判が党員から噴出しており、世代交代を含めた党執行部の刷新が注目された。その中で前委員長で党の理論的支柱を担ってきた不破哲三が、代議員に提示された次期中央委員の候補者名簿から外れ、名誉役員に退くことが明らかになり、党執行部から離れる事となった。去就が注目されていた志位委員長も退任した。後継の委員長には政策委員長の田村智子が就任し、最終日となる同月18日に人事案が承認された。女性による中央委員会幹部会委員長就任は同党初となり、志位は不破退任後に空席となっている議長に就任した。書記局長の小池晃が続投する一方で、副委員長・書記局長代行に田中悠、政策委員長に山添拓といった30代・40代の若手党員が新たに執行部に抜擢されている。
23年ぶりの委員長交代、女性委員長の誕生で注目を集めたが、田村は同月18日に党大会の結語において、党大会2日目の同月16日の討論で前述の松竹ら元党員の除名処分に対して異論を唱えた神奈川県議会議員（県議団長）の大山奈々子に対し「あまりにも党員としての主体性を欠き、誠実さを欠く発言だ」と叱責し、「発言者の姿勢に根本的な問題があることを厳しく指摘いたします。」と公開の場で糾弾した。これに対し地方議員などから「パワーハラスメントに相当する」とSNSや党本部への抗議など批判が相次いでおり、就任早々にトップとしての言動や資質が問われる事態となった。
第50回衆議院議員総選挙（2024年10月27日投開票）では、他の野党候補との一本化を見送り、小選挙区で前回2021年衆院選のほぼ倍となる213人の候補者を擁立した。比例での票の掘り起こしを図ったが、公示前の10議席に届かない8議席に終わった。
2025年東京都議会議員選挙（2025年6月22日投開票）では、立憲民主党と選挙協力を行い、定数1～3の選挙区で候補者調整を実現。しかし、選挙前勢力の19から14に議席を減らし、都政野党第一党から陥落。
第27回参議院議員通常選挙（2025年7月20日投開票）では、比例代表選挙で「650万票、10％以上、5議席獲得」を目標にしたが、実際は得票で286万4000票、得票率4・84％に止まり、改選4議席から2議席への後退となった。党員の高齢化などにより党勢の衰えに歯止めがかからない状態が顕著に表れた選挙となった。

## 共産主義運動の内部対立史

### ソ連共産党・中国共産党との対立

#### ソ連からの秘密資金・ソ連への政党本部建設支援要請
当初、日本共産党はソ連から強い影響を受けていた。名越健郎による旧ソ連の最高機密文書の調査の結果、判明しただけでも、ソ連より日本共産党に1951年に10万ドル、1955年に25万ドル、1958年に5万ドル、1959年に5万ドル、1961年に10万ドル、1962年に15万ドル、1963年に15万ドルの計85万ドル（現在の貨幣価値にして30億円以上）の援助秘密資金が渡っていることが援助先リストに記載されており、政治資金規正法違反が指摘されているものの、当時の党書記局長であった志位は「仮にそういう資金の流れがあったとしても、それは党として要請したり、受け取ったりしたものでは全くない」などとして否定している。
日本共産党は独自に調査団をモスクワに派遣し、その調査結果を『赤旗』に掲載しており、秘密資金の流れがあったことを認めながらも、受領していたのは野坂参三・袴田里見ら「ソ連追随グループ」であり、党中央は一切関与していないとの立場を貫いているが、野坂は資金使途に「党本部建設」や「党学校」を掲げており、名越は中央党学校の開設や東京・代々木の日本共産党本部建設に実際に使用された可能性を示唆している。

#### 国際共産主義運動の分裂
1951年10月の第5回全国協議会において、「日本の解放と民主的変革を、平和の手段によって達成しうると考えるのはまちがいである」とする「51年綱領」と、「われわれは、武装の準備と行動を開始しなければならない」とする「軍事方針」を決定し、北京機関がその後設立された。そして、この方針に基づいて、1950年代前半に、全国的に騒擾事件や襲撃事件等の暴力的破壊活動を行った。しかし、こうした武装闘争は、国民から非難されるところとなり、1952年10月の第25回衆議院議員総選挙では、日本共産党の党候補が全員落選する事態となった。このように1950年代の武装闘争路線期にソ連・中国に盲従することで、党組織に壊滅的な打撃を受けた。その経験から、同党は「自主独立の重大性を認識させる契機」（同党第20回大会報告）となった。しかし同時に「ソ連などの覇権主義にたいする認識は、はじめから全面的であったわけではありません」（同）と記載されているように、50年問題解決後も、ソ連のユーゴスラビア非難への同調をした。1956年のハンガリー事件を契機に離脱も起きた。
1956年、ソ連共産党第20回大会においてスターリン批判が行われた。アメリカ帝国主義との闘争を強調する中国は、ソ連が唱える資本主義諸国との平和共存や社会主義への平和的移行の可能性に批判的な態度を示し、スターリン批判にも懐疑的な立場をとった。当初は理論面での論争であったが、1958年、中国が台湾の金門島を砲撃した第二次台湾海峡危機などをめぐって対立が深まり、ソ連が中国の核開発への協力を中止し、派遣していた技術者を引き揚げ、中国もソ連との対等化を追求するようになる。その間、数度にわたってフルシチョフと毛沢東の首脳会談が行われたが、いずれも物別れに終わった。1960年になると中ソ対立は公然化した。同年のモスクワ声明は、両国共産党間の折り合いを辛うじてつけるものであった。
このモスクワ声明を作成する際、中ソ両国は激しい応酬を繰り返したが、中立もしくは中国寄りは北ベトナム、北朝鮮、インドネシアなど少数で明確にソ連を批判したのはアルバニア一国だけであり、日本共産党は中立の態度を示し、心情的には中国寄りだったという。最終的にモスクワ声明がまとまったのは、国際共産主義運動の分裂を危惧するベトナム労働党のホー・チ・ミン主席らが調停役を務めた結果であった。
1961年に再開されたソ連の核実験に対して、日本共産党は当時、ソ連の核実験は防衛的と主張し、「いかなる国の核実験にも反対」と主張する日本社会党系との間で路線対立が激化。1965年に社会党系は原水協を脱退して原水禁を結成し、以後は日本の原水爆禁止運動は世界大会を含め分裂が続いている。この状況に日本共産党は「社会党、総評の特定の見解を世界大会に押し付けようとしたのが原水禁」で、原水禁は対話を拒んでいると主張している。
1964年には党の「中国共産党寄り路線に反対する」とし、国会での部分的核実験停止条約批准に党の決定に反して賛成票を投じた衆議院議員の志賀義雄や、参議院議員の鈴木市蔵ら親ソ派が除名され、「日本共産党（日本のこえ）」を結成。文化人では、中野重治・野間宏らがこの時志賀鈴木らに同調して党に離反している。ソ連は志賀グループを公然と支持し、日ソ両国の共産党は激しい論争となった。この時期、日本共産党員内の親中派は競って中国語を習い、自分の名前を中国語読みし、「北京周報」を読むなど中国共産党への支持が強まっていった。4.17ゼネスト問題で、スト破り的行為をとった日本共産党は、その後の自己批判にもかかわらず総評からの支持も失い、新左翼諸党派から厳しく非難された。この問題の真相は不明であるが、当時日中国交正常化を目指していた中国共産党が池田政権を窮地に陥らせないために日本共産党に指令したという説がある。
また、1966年、文化大革命発生と同時期に中国共産党と中国政府から日本共産党へ「修正主義」との批判が加えられ、ここでも激しい論争となった。世界各国の共産党でも同じような現象が起きたが中国文革に同調し毛沢東を個人崇拝するグループが各地でつくられ、山口県委員会などは一時中国派の中心になった。「共産党は一九六六年に、従来の非妥協的親中共路線とたもとをわかち、“現代修正主義”〔ソ連〕と“左派教条主義”〔中国〕との断絶ははっきりし、両派はこのうえない痛烈な表現で直接お互いに指導者に攻撃を加えた。八月には最後に残った二人の日本共産党代表が北京を離れたが、出発のさい紅衛兵に激しく殴打された」（アメリカ国務省情報調査局年次報告1968年版）。この過程で西沢隆二、安斎庫治、原田長司、大隈鉄二、福田正義ら親中派が党規約にそむいたかどで除名された。
1967年1月24日の『赤旗』紙面に「紅衛兵の不当な非難に答える」とする記事を掲載。公然と中国共産党への批判を開始した。
その後「日本労働党」、「日本共産党（左派）」、「日本共産党（マルクス・レーニン主義）」（後の労働者共産党）、「日本共産党（解放戦線）」、「日本労働者党」などを結成した。国民の支持を仰ぎ議会多数を得ての革命路線への転換以後、これらの党内闘争において、コミンテルン支部時代に掲げていたプロレタリア国際主義理念などを、日本共産党を飛び出した側が総じて掲げていた。
ソ連や中国と距離を置いてから、日本共産党は「共産党イコール既存社会主義国の手先」というコミンテルン以来のイメージとは全く違った対応を国際問題でとった。1968年のプラハの春を制圧したチェコスロバキア侵攻に際し、日本共産党はソ連共産党を明確に批判した。1979年12月にソ連がアフガニスタンに侵攻すると、翌年1月にソ連を批判し、ソ連軍の即時撤退を要求した。また1979年の中国によるベトナム侵攻を批判し、カンボジアのポル・ポト政権、北朝鮮指導部による大韓航空機爆破事件、ラングーン事件、日本漁船銃撃事件にも厳しい態度をとった。

一方で親ソ派が党内に潜伏しており、1991年のソ連崩壊後、ソ連共産党内部文書の情報公開（グラスノスチ）と文藝春秋『週刊文春』の報道が始まると、日本共産党は独自調査団をモスクワに派遣し、明らかになった事実を基に、野坂参三を「ソ連内通者」として除名した。

### 新左翼との対立
六全協により、暴力的な運動の継続を支持する学生などが共産党の影響を離れたり、除名された。当初は日本共産党の指導下にあった全日本学生自治会総連合の学生党員を中心に、日本共産党の武装闘争路線転換に反対する、後に新左翼と呼ばれる共産主義グループがつくられた。警察庁は日本共産党の武装闘争が極左暴力集団誕生の要因として、日本共産党の責任を非難している。
日本共産党は、共産同（ブント）や革共同中核派、革共同革マル派、革労協、社会主義労働者党（社労党）などの政治団体、運動を1980年頃までは「トロツキスト暴力集団」、それ以降は「ニセ「左翼」暴力集団」と呼んで非難し、政治問題などで共闘を拒絶し、排斥した（党派闘争参照）。大学では、日本共産党及び民青はこれらの党派と激しく敵対し、民青と新左翼各派の対立はゲバルトに至った。1971年6月19日、琉球大学内の男子寮で民青と革マル派が衝突した際、革マル派の町田宗秀が、寮の4階から転落して死亡したこともあった。
こうして日本共産党を離れた人が結成したグループからの、日本共産党への集団的な「復党」の動きは見られない（個人はある）。民主統一同盟や元第四インターナショナル・中核派活動家村岡到の個人党派「政治グループ稲妻」など、元は「日本共産党打倒」を掲げていた勢力が、共産党の側の新左翼への譲歩を前提として日本共産党との共闘を呼びかけた動きや、第四インター各グループが「よりまし」として選挙で共産党への投票を呼びかける動きもあるが、共産党側は「反省も無しに共闘には応じられない」と拒否している。もっとも1990年代以降、日米安保新ガイドライン改定反対、有事法制反対、憲法改正反対などの運動で、両者が集会を共にする機会は増えている。
スターリン支配のコミンテルンの「各国運動の自主独立」を標榜した解散から、戦後の「諸国共産党連絡調整機関」を標榜したコミンフォルムの実態、そしてコミンフォルム解散後も、政権党であったソ連共産党ならびに中国共産党が、各国の共産党を金銭的援助とともに「指導」する傾向が続いたにもかかわらず、日本共産党が資金援助を受けず、未だ政権党ではない中で、自主独立の立場を鮮明に出来たのは民主集中制の堅持と、戦前からの日本のマルクス主義研究の独自の伝統と、機関紙発行中心の近代議会主義にマッチした財政活動の確立が決定的なものであったと党は主張している。
1970年代には「自由と民主主義の宣言」や「宗教についての日本共産党の見解と態度」（宗教決議）、マルクス・レーニン主義の「科学的社会主義」への呼び変え、「プロレタリア独裁」や「前衛党」などの用語の綱領からの削除などを進めた。これらは当時のヨーロッパでのユーロコミュニズムの主張と類似点があり、上田耕一郎などはユーロ・ジャポ・コミュニズムなどと発言し、欧州諸党との親和性を強調した。これはソ連に主導された国際共産主義運動の動向・意向に敏感に従っていたそれまでの党のあり方と異なる点で、以後の日本共産党の特徴となった。なお、宗教に融和的な「宗教についての日本共産党の見解と態度」は、党内からの反発があり、党員の宗教学者が除名された。また大武礼一郎は第7回党大会の代議員として出席したが、第7回大会の方針は日和見主義であるとして党を離れ、「日本マルクス・レーニン主義運動」を通じて「日本共産党（行動派）」（下部組織に日本人民戦線）を結成した。

### 部落解放同盟との対立
部落解放同盟はその前身の全国水平社の中心人物の西光万吉も入党していたように元々共産党の影響力が強く、1960年代前半までは両者は友好的な関係にあったが、1965年8月11日、内閣同和対策審議会答申が出されたことが大きな転換点となった。社会党員など同盟内の他の潮流は、部落差別の存在を認め、「その早急な解決こそ、国の責務であり、同時に国民的課題である」と明記した答申の内容をおおむね肯定的に評価し、同対審答申完全実施要求国民運動を提起することで一致したのに対し、共産党や同党員である解放同盟の活動家はこの答申を「毒まんじゅう」と批判した。その結果、同盟内で急速に支持を失い、同年の第20回大会では、共産党系代議員の提出した修正案は否決、同対審答申完全実施要求国民運動の展開を骨子とした運動方針が採択され、役員選挙では共産党員である中央執行委員のほとんどが解任された。共産党はこの動きを「一部反党修正主義者、右翼社会民主主義者の幹部」による策動として強く非難した。この当時の消息について、井上清は「部落解放全国婦人大会をやりますと、それが部落問題は行方不明の、共産党の新婦人の会の大会みたいになるんだ。極端な例でいえば、洗剤は有害である、だから洗剤はやめましょうという話が、婦人集会で出る。これは、そのこと自体はいいんですよ、ところが、洗剤追放と部落の婦人解放とが結びついた話にならなくて、日共の例の「二つの敵」のことに部落問題が解消してしまう。洗剤っていうものはアメリカ帝国主義が日本に石油を売り込むためにやっているんだ、洗剤追放すなわち反米闘争すなわち部落解放運動だというので洗剤追放が部落解放の婦人運動の中心題目みたいな話になっちゃうんだな。どうにもあんた、解放運動の側からいうと、わけがわからない。（略）それでとうとう、解放同盟の古くからの闘士の先生方が我慢できなくなっちゃった。」と語っている。
また、元衆議院議員の三谷秀治は「解放同盟本部と社会党が答申を手放しで賛美したのに対し、地方支部の一部や共産党は、答申が、差別を温存してきた政治的責任に触れないで、いままた自民党の高度経済成長政策の枠のなかで欺まん的に部落問題の解決を求めようとしているとして、その融和的な性格を批判した。」「同和問題が憲法にうたわれた基本的人権の保障の課題として位置づけられたことは基本的に正しかったが、非人間的差別を部落に押しつけてきたものはだれなのか、差別を利用して部落民を苦しめてきたものはだれであったのか、という政治的分析にはまるで触れられていなかった。部落差別の根っこが隠蔽されていることから、差別の敵を社会一般に求めようとする誤りが生まれた。」と説明している。分裂前の部落解放同盟に対して「共産党とさえ手を切ってくれるなら同和対策に金はいくらでも出そう」という誘いがさまざまな筋からあり、北原泰作は断ったが、これに乗ってしまったのが朝田善之助だったともいう。
大会以後間もなく、京都府連の分裂が表面化、その余波で、府連書記局が設置されていた文化厚生会館の帰属をめぐり、解放同盟京都府連と部落問題研究所との間で紛争が発生した（文化厚生会館事件）。さらに同和対策事業特別措置法制定が急ピッチで進んでいた1969年2月、党農民漁民部編『今日の部落問題』を刊行し、その中で解放同盟指導部を「改良主義的、融和主義的偏向から自民党政府と安上がりの時限立法による特別措置で妥協した」と批判。同盟中央は抗議の意志を示すため、同書刊行直後に開かれた全国大会に来賓として出席した共産党議員を紹介だけにとどめ、祝辞を読ませないとする対抗措置がとられるなど、さらに関係は悪化した。同年大阪で起きた「矢田教育事件」では、当時の解放同盟や教職員組合、地方行政が取り組んでいた越境入学問題に消極的だった共産党員教員が、解放同盟大阪府連矢田支部による糾弾の対象となり、刑事事件に進展。共産党は、党組織を挙げて解放同盟と対決する姿勢を明確にし、両者の対立は決定的なものになった。同盟中央は、共産党に呼応する動きを見せた同盟員に対して除名・無期限権利停止などの処分で対抗した。こうして、1970年には部落解放同盟正常化全国連絡会議（のちの全国部落解放運動連合会、全解連）が発足した。共産党やその支持者たちはこの経緯について「本来、部落差別にたいして、大同団結して活動をすすめるべき部落解放運動に暴力や利権、組織分断を持ち込み、路線対立から親戚や親子関係の分断をはじめとした地域の人びとを二分する大きな誤りを持ち込む結果となった」と主張している。その頂点としていわれる事件が、1974年の兵庫県立八鹿高等学校における、八鹿高校事件の発生であった。
現在でも共産党・解放同盟両者の関係は極めて険悪である。共産党は、部落解放同盟を鉤括弧書きで「解同」と表記する。1990年代初頭までは「朝田・松井派」と、解放同盟側を分派として糾弾する姿勢をとっていた。すなわち、「解放同盟を自称しているが、実態は利権あさりの集団に過ぎない」という党見解を反映したものである。また、共産党は「志賀義雄一派と結びついた反共勢力が指導部を占拠（「解同」朝田派）し、「部落民以外はすべて差別者」とする部落排外主義を振りかざして、反対勢力を組織から排除しました。」という認識を示している。また、同和利権批判で有名な寺園敦史らは全解連も批判しているにも関わらず、共産党と関係した経歴から解放同盟には「共産党の反動的国民融合論」と見る向きもあった。
現在一部の自治体では、地域の街づくり会議などで、互いの陣営が同席することも見られるようになった。
政治戦においては、2010年代後半から始まった野党共闘によって同一の候補を支援する機会も増えて、公の場で互いが互いを批判することは著しく減少した。しかしながら軋轢は今なお強く残っている。同一の候補を支援することがあっても、一定の距離を保ちつつ、互いに独自の支援活動をすることが多い。

## 選挙方針
共産党は他の政党と（特に国政において）政策的距離がきわめて大きいため、選挙共闘が成立しにくい。
日本共産党は1960年代から、国政選挙では当選の可能性を度外視して全ての選挙区で候補を擁立する戦術を取っていた。社共共闘の破綻後は、地方選挙でも独自候補を積極的に擁立し、日本全国で少数派としての存在を示した。この戦術は、当選者が複数の中選挙区制では有効であったが、小選挙区制ではその性質上、共産党の戦術は野党票の分裂も招きやすい。定数1（小選挙区制）の選挙区では自民党と競り合う社会党の票を奪うことで、しばしば自民党候補の過半数以下での当選という結果をもたらした。このため特に競合しやすい民主党系左派や社民党などからはこの路線について批判もある。
その一方、地方の首長選挙で自民党と社会党が同調して、共産党以外全政党相乗りの候補が出現するようになると、「日本共産党の存在によって選択肢が確保され」ているとして「オール与党」批判の宣伝を行うようになった。ただ、滋賀県の武村正義、神奈川県の長洲一二、岡山県の長野士郎、世田谷区の大場啓二、神戸市の宮崎辰雄など、共産党も相乗りに加わる候補も一部に存在した。それについては「革新首長に自民党が同調し、乗っ取っていく過程に生じた一時期のものであり、次の出馬の際には共産党は排除されていった」と主張している。事実、共産党を含む相乗りは長続きせず、後に相乗り候補対共産党候補という構図が出来上がっている。
社会党にかわって最大野党となった民主党は、小沢一郎が代表であった当時、共産党との協力の可能性に言及する変化も見られたが（2007年参院選後の首班指名選挙では共産党は参議院の決選投票では直近の民意を重視し、小沢一郎に投票している）、2000年代は両党の協力はほとんど行われなかった。もともと小沢一郎は1993年に自民党を離党するまで有力派閥田中派及び竹下派の有力人物であり自由民主党幹事長を経験し、改憲を主張するなど政権中枢の中心人物であり、当時は共産党は小沢一郎と大きく対立していた。支持者の一部には「当選の可能性がない以上、選挙区では民主党候補に投票する」動き（戦略投票）が一定数出ていることに対する警戒感は選挙の度に機関紙上で強調されていた。こうして共闘は2010年代中盤からの民共共闘まで待つこととなった。
都道府県知事選挙や国政選挙などで独自候補を擁立しても、自民党や旧民主党系の候補と比べると報道は少ないため、機関紙・インターネットなどの自前メディアや街頭演説・ビラ配布など自前の活動が政策提言や意見表明を届ける大きな手段となっている。一方で、葛飾区や豊後高田市などでビラ配布を理由に党員や議員が逮捕される事件も起きている（葛飾政党ビラ配布事件参照）。党はこれらの事件を「言論弾圧事件」として厳しく批判し、裁判闘争を行なっている。

## 綱領

### 綱領の歴史
日本共産党は1922年創立後、非合法時代の綱領的文書には22年テーゼ、27年テーゼ、31年政治テーゼ草案、32年テーゼなどがあり、マルクス主義の唯物史観・階級闘争論・レーニン主義の帝国主義論・前衛党論・二段階革命論、コミンテルンの人民戦線（統一戦線）論、日本資本主義論争の講座派などを基礎とする。
第二次世界大戦後の合法化後の主な綱領には1947年綱領・1951年綱領・1961年綱領があり、そのうちの1951年綱領は1961年に「歴史的文書」とした。また1961年綱領は以後の複数の改訂で用語の変更などを行っている。
- 1947年行動綱領 - 「マルクス・レーニン主義」、「前衛党」、「天皇制の打倒、人民共和政府の樹立」、「広範な民主戦線」[193]、連合国軍の解放軍規定[注釈 20]（平和革命論）
- 1951年綱領 - 「天皇制の廃止と民主共和国の樹立」（暴力革命不可避論[194]、「軍事方針」を同時採択）
- 1961年綱領 - 「日本の当面する革命は、アメリカ帝国主義と日本の独占資本の支配 - 二つの敵に反対する民主主義革命」（二段階革命論）、「民族民主統一戦線勢力が（略）国会で安定した過半数をしめることができるならば」（多数者革命[195]）、「社会主義社会は共産主義社会の第一段階である。（略）社会主義日本では『各人は能力におうじてはたらき、労働におうじて報酬を受ける』（略）共産主義のたかい段階では（略）『各人は能力に応じてはたらき、必要におうじて生産物をうけとる』（略）国家権力そのものが不必要になる」（国家死滅論）[196]。1951年綱領を「51年文書」とする（軍事路線放棄、自主独立路線）。
  - 1973年改訂 - 「プロレタリアート独裁」を 「プロレタリアート執権」に修正。
  - 1976年改訂 - 「マルクス・レーニン主義」を「科学的社会主義」に修正[197]。「プロレタリアート執権」を「人民的議会主義」に修正。準綱領的文書「自由と民主主義の宣言」を発表（ソ連の人民抑圧体制批判、複数政党制、私有財産の保障、計画経済と市場経済の結合、民族主権）。
  - 1994年改訂 - 「人民共和国」を「民主共和制」に修正、「社会主義革命」を「社会主義的変革」に修正
- 2004年綱領 - 「前衛」を「先頭にたって推進する役割」に修正。「民主主義革命」より「君主制の廃止」を削除（天皇制当面容認[注釈 21]）、「革命の政府」への移行の記載を削除、「社会主義社会は共産主義社会の第一段階」（二段階論）を「社会主義・共産主義の社会」に変更[198][199]。
  - 2020年改訂 - 中国やロシアも念頭に「いくつかの大国で強まる大国主義・覇権主義は世界の平和と進歩への逆流」と覇権主義を批判[200]。

### 綱領の概要
日本共産党綱領(2020年改訂)の章構成と要点は以下の通り。
1. 戦前の日本社会と日本共産党 - 日本共産党は日本帝国主義の侵略と戦争に対し、平和と民主主義を掲げて闘った
2. 現在の日本社会の特質 - 対米従属と大企業・財界支配の矛盾が深刻化
3. 21世紀の世界 - ソ連覇権主義・アメリカ帝国主義・あらゆる覇権主義に反対
4. 民主主義革命と民主連合政府 - 現在必要な変革。対米従属と大企業・財界支配を打倒（日米安保破棄、自衛隊縮小、非同盟）。資本主義の枠内で可能。
5. 社会主義・共産主義の社会をめざして - 次の段階への社会主義的変革。主要な生産手段の社会化。民主主義と自由の発展。国民多数の合意のもと。国家権力・搾取・抑圧・戦争の廃止された共同社会への展望。

| 項目     | 現状                                             | 現在必要な変革                                                         | 次の段階                                         |
| -------- | ------------------------------------------------ | ---------------------------------------------------------------------- | ------------------------------------------------ |
| 名称     | -                                                | 民主主義革命                                                           | 社会主義的変革                                   |
| 政府     | 対米従属、大企業・財界支配                       | 民主連合政府                                                           | 国会の安定過半数を基礎とする社会主義をめざす権力 |
| 社会     | 日本独占資本主義                                 | 資本主義の枠内で可能な民主的改革                                       | 社会主義・共産主義                               |
| 憲法     | 憲法改悪                                         | 前文をふくむ全条項をまもり、とくに平和的民主的諸条項の完全実施をめざす | -                                                |
| 天皇制   | 憲法の天皇条項は「民主主義の徹底に逆行する弱点」 | 存廃は、将来、情勢が熟したときに、国民の総意によって解決されるべき     | 民主共和制                                       |
| 軍備     | 軍国主義復活                                     | 軍縮、自衛隊解消、核兵器廃絶                                           | 戦争のない共同社会                               |
| 国際関係 | アメリカ帝国主義の従属国                         | 日米安保廃止、真の独立、平和・中立・非同盟                             | -                                                |

### 民主主義革命と民主連合政府
民主主義革命の綱領の記載は以下の通り。 
民主連合政府の綱領の記載は以下の通り。
「現在、日本社会が必要とする民主的改革の主要な内容」は以下の通り。
- 国の独立・安全保障・外交
  - 日米安保条約を、条約第十条の手続き（アメリカ政府への通告）によって廃棄し、アメリカ軍とその軍事基地を撤退させる。対等平等の立場にもとづく日米友好条約を結ぶ。
  - いかなる軍事同盟にも参加せず、すべての国と友好関係を結ぶ平和・中立・非同盟の道を進み、非同盟諸国会議に参加する。
  - 自衛隊については、海外派兵立法をやめ、軍縮の措置をとる。安保条約廃棄後のアジア情勢の新しい展開を踏まえつつ、国民の合意での憲法第九条の完全実施（自衛隊の解消）に向かっての前進をはかる。
  - 平和外交（アジア諸国との友好・交流、国連重視、覇権主義反対、核兵器廃絶、民族自決、軍縮、テロ根絶、千島列島・歯舞・色丹の返還、環境保護、人道問題支援、平和共存など）
- 憲法と民主主義
  - 現行憲法の前文をふくむ全条項をまもり、とくに平和的民主的諸条項の完全実施をめざす。
  - 国会を名実ともに最高機関とする議会制民主主義の体制、反対党を含む複数政党制、選挙で多数を得た政党または政党連合が政権を担当する政権交代制は、当然堅持する。
  - 選挙制度、行政機構、司法制度などは、憲法の主権在民と平和の精神にたって、改革を進める。
  - 地方政治では「住民が主人公」を貫き、住民の利益への奉仕を最優先の課題とする地方自治を確立する。
  - 国民の基本的人権を制限・抑圧するあらゆる企てを排除し、社会的経済的諸条件の変化に対応する人権の充実をはかる。労働基本権を全面的に擁護する。企業の内部を含め、社会生活の各分野で、思想・信条の違いによる差別を一掃する。
  - ジェンダー平等社会をつくる。男女の平等、同権をあらゆる分野で擁護し、保障する。女性の独立した人格を尊重し、女性の社会的、法的な地位を高める。女性の社会的進出・貢献を妨げている障害を取り除く。性的指向と性自認を理由とする差別をなくす。
  - 教育では、憲法の平和と民主主義の理念を生かした教育制度・行政の改革をおこない、各段階での教育諸条件の向上と教育内容の充実につとめる。
  - 文化各分野の積極的な伝統を受けつぎ、科学、技術、文化、芸術、スポーツなどの多面的な発展をはかる。学問・研究と文化活動の自由をまもる。
  - 信教の自由を擁護し、政教分離の原則の徹底をはかる。なお、宗教の存在を否定したり、宗教の廃止を主張するものではなく、党の議員・候補者や支持者の中には、仏教徒やキリスト教徒、天理教徒などもいる[201][202]。
  - 靖国神社など天皇中心の軍国主義思想の神社の存在を否定して戦争反対の平和仏教徒として平和仏教思想を支持している。神社への放火テロや皇室へのテロと日本共産党は無関係としている。
  - 小室圭と眞子内親王の結婚など皇族の自由を奪う天皇制から皇族を解放して一般国民と同じ自由な生活をする結婚の自由などの権利があるとして、日本国民の平和人権の象徴である皇族への攻撃や暴力行為などで危害を加える事に反対している。[203]
  - 汚職・腐敗・利権の政治を根絶するために、企業・団体献金を禁止する。
  - 天皇条項については、「国政に関する権能を有しない」などの制限規定の厳格な実施を重視し、天皇の政治利用をはじめ、憲法の条項と精神からの逸脱を是正する。一人の個人が世襲で『国民統合』の象徴となるという現制度は、民主主義および人間の平等の原則と両立するものではなく、国民主権の原則の首尾一貫した展開のためには、民主共和制の政治体制の実現をはかるべきだとの立場に立つ。天皇の制度は憲法上の制度であり、その存廃は、将来、情勢が熟したときに、国民の総意によって解決されるべきものである。
- 経済的民主主義
  - 「ルールなき資本主義」の現状を打破し、労働者の長時間労働や一方的解雇の規制を含め、ヨーロッパの主要資本主義諸国や国際条約などの到達点も踏まえつつ、国民の生活と権利を守る「ルールある経済社会」をつくる。
  - 大企業にたいする民主的規制を主な手段として、その横暴な経済支配をおさえる。民主的規制を通じて、労働者や消費者、中小企業と地域経済、環境にたいする社会的責任を大企業に果たさせ、国民の生活と権利を守るルールづくりを促進するとともに、つりあいのとれた経済の発展をはかる。経済活動や軍事基地などによる環境破壊と公害に反対し、自然保護と環境保全のための規制措置を強化する。
  - 食料自給率の向上、安全・安心な食料の確保、国土の保全など多面的機能を重視し、農林水産政策の根本的な転換をはかる。国の産業政策のなかで、農業を基幹的な生産部門として位置づける。
  - 原子力発電所は廃止し、核燃料サイクルから撤退し、「原発ゼロの日本」をつくる。気候変動から人類の未来を守るため早期に「温室効果ガス排出量実質ゼロ」を実現する。環境とエネルギー自給率の引き上げを重視し、再生可能エネルギーへの抜本的転換をはかる。
  - 国民各層の生活を支える基本的制度として、社会保障制度の総合的な充実と確立をはかる。子どもの健康と福祉、子育ての援助のための社会施設と措置の確立を重視する。日本社会として、少子化傾向の克服に力をそそぐ。
  - 国の予算で、むだな大型公共事業をはじめ、大企業・大銀行本位の支出や軍事費を優先させている現状をあらため、国民のくらしと社会保障に重点をおいた財政・経済の運営をめざす。大企業・大資産家優遇の税制をあらため、負担能力に応じた負担という原則にたった税制と社会保障制度の確立をめざす。
  - すべての国ぐにとの平等・互恵の経済関係を促進し、南北問題や地球環境問題など、世界的規模の問題の解決への積極的な貢献をはかる。

### 社会主義的変革
綱領の記載は以下の通り。
「社会主義的変革」の概要は以下の通り。
- 生産手段の社会化（搾取の廃止、生活向上、貧困消滅、労働時間短縮、人間的発展を保障する土台）
  - 経済の計画的運営、不況の解消、環境破壊や格差拡大への規制
  - 物質的生産力の新たな飛躍的な発展の条件
- 社会主義・共産主義の日本
  - 民主主義と自由の成果をはじめ、資本主義時代の価値ある成果のすべてが、受けつがれ、いっそう発展させられる。民主主義の理念は社会的な現実となる。
  - さまざまな思想・信条の自由、反対政党を含む政治活動の自由は厳格に保障される。「社会主義」の名のもとに、特定の政党に「指導」政党としての特権を与えたり、特定の世界観を「国定の哲学」と意義づけたりすることは、日本における社会主義の道とは無縁であり、きびしくしりぞけられる。
- 社会主義・共産主義の社会がさらに高度な発展をとげたとき
  - いっさいの強制のない、国家権力そのものが不必要になる社会、人間による人間の搾取もなく、抑圧も戦争もない、真に平等で自由な人間関係からなる共同社会への本格的な展望が開かれる。
- 社会主義的変革
  - 短期間に一挙におこなわれるものではなく、国民の合意のもと、一歩一歩の段階的な前進を必要とする長期の過程である。
  - その出発点となるのは、社会主義・共産主義への前進を支持する国民多数の合意の形成であり、国会の安定した過半数を基礎として、社会主義をめざす権力がつくられることである。そのすべての段階で、国民の合意が前提となる。
  - 日本共産党は、社会主義への前進の方向を支持するすべての党派や人びとと協力する統一戦線政策を堅持し、勤労市民、農漁民、中小企業家にたいしては、その利益を尊重しつつ、社会の多数の人びとの納得と支持を基礎に、社会主義的改革の道を進むよう努力する。
  - 「国有化」や「集団化」の看板で、生産者を抑圧する官僚専制の体制をつくりあげた旧ソ連の誤りは、絶対に再現させてはならない。
  - 市場経済を通じて社会主義に進むことは、日本の条件にかなった社会主義の法則的な発展方向である。社会主義的改革の推進にあたっては、計画性と市場経済とを結合させた弾力的で効率的な経済運営、農漁業・中小商工業など私的な発意の尊重などの努力と探究が重要である。国民の消費生活を統制したり画一化したりするいわゆる「統制経済」は、社会主義・共産主義の日本の経済生活では全面的に否定される。
- これまでの世界では、資本主義時代の高度な経済的・社会的な達成を踏まえて、社会主義的変革に本格的に取り組んだ経験はなかった。発達した資本主義の国での社会主義・共産主義への前進をめざす取り組みは、二一世紀の新しい世界史的な課題である。

## 政策

### 憲法
1946年6月、日本人民共和国憲法草案を発表（人民主権、天皇制廃止、基本的人権、財閥的独占資本解体、一院制の国会、侵略戦争反対など）。同年8月、日本国憲法草案の国会審議では、以下の反対演説を行った。
1947年の第1回国会以降、2016年まで国会開会式を欠席。理由は、開会式の形式が「帝国議会時代の反民主的行事のひきつぎであること、開会式での天皇の発言に国政に関する政治的発言がふくまれていたこと」であったが、2015年に「開会式での天皇の発言に変化が見られ（中略）発言の内容には憲法からの逸脱は見られなくなり、儀礼的・形式的な発言が慣例として定着した」として、第190回国会より開会式に出席。ただし「一方で、開会式の形式が戦前をそのまま踏襲するものとなっているという問題点は、現在にいたるもなんら改善されておらず、引き続き抜本的改革を求めていく」と表明した。
綱領（2020年改訂）では、「現在必要な改革」である「民主主義革命」において以下を記載している。
- 「現行憲法の前文をふくむ全条項をまもり、とくに平和的民主的諸条項の完全実施をめざす。」
- 「一人の個人が世襲で『国民統合』の象徴となるという現制度は、民主主義および人間の平等の原則と両立するものではなく、国民主権の原則の首尾一貫した展開のためには、民主共和制の政治体制の実現をはかるべきだとの立場に立つ。天皇の制度は憲法上の制度であり、その存廃は、将来、情勢が熟したときに、国民の総意によって解決されるべきものである。」
- 「自衛隊については、海外派兵立法をやめ、軍縮の措置をとる。安保条約廃棄後のアジア情勢の新しい展開を踏まえつつ、国民の合意での憲法第九条の完全実施（自衛隊の解消）に向かっての前進をはかる。」

### 財源
日本共産党は、以下の歳入と歳出の改革によって7兆円～12兆円程度の財源をつくることができ、さらに日本経済が家計・内需主導の成長の軌道にのれば安定的な税収増が見込めるので、消費税に頼らなくても安心できる社会保障の財源をつくることができると主張している。
(1) 歳出
- 年間5兆円にのぼる軍事費（防衛費）を1兆円削減するとしている[208]（より正確には、海外派兵費用の削減としている）。
- 「1メートル1億円」かかる東京外環道計画を中止し[207]、不要不急の事業を中止・延期するとしている。
- 高速道路無料化を中止するとしている[208]。
- 官僚の天下りを禁止し、政府・官僚・財界の癒着や特権にメスを入れて、浪費を正すとしている[208]。
- 高速増殖炉「もんじゅ」への財政支出をやめ[207]、危険な原子力発電推進予算にメスを入れるとしている。
- 使い道が不明のまま積み立てられている「経済危機対応・地域活性化予備費」1兆円を国民の暮らしのために活用するとしている。
- 政党助成金を廃止するとしている。

(2) 歳入
- 下げすぎた所得税の最高税率を元に戻すとしている。
- 現在10%の証券優遇税制を20%に戻し、さらに諸外国なみに富裕層は30%以上に引き上げるとしている。
- 相続税・贈与税の最高税率を元に戻すとしている。
- 大企業への優遇税制をあらためるとともに、下げすぎた大企業の法人税率を段階的に元に戻すとしている[208]。
- 大企業の過剰な内部留保と利益を、雇用と中小企業など社会に還元し、家計・内需主導の経済成長の軌道にのせるとしている。

### 雇用
(1) 非正規雇用
- 非正規から正規への雇用の転換を、雇用政策、経済政策の柱として位置づけ推進するとしている。
- 労働者派遣法の改正については、「常用型派遣」と「専門業務」という政府案の抜け穴をふさぎ、「使い捨て」の働かせ方を規制し、派遣労働者から正社員への道を開く抜本的な修正案[209]の実現をめざすとしている。
- 期限の定めのある雇用契約は合理的な理由がある場合に限定し、非正規と正規の均等待遇の原則を確立するなど、非正規労働者の雇用と権利を守るとしている。

(2) 賃金
- 時給1000円以上を目標に、最低賃金を大幅に引き上げるとしている。
- 国や自治体に賃金底上げの公的な責任を果たさせるとしている。

(3) 労働条件
- 違法な「サービス残業」を根絶し、残業の上限を法律で制限し、残業代の割増率を50%に引き上げるなど、長時間・過密労働をなくすとしている。

(4) 就職難の打開
- 非正規から正規への雇用の転換、長時間労働の是正、公務・公共分野での非正規化の中止、社会保障の拡充や環境重視への政治の転換による雇用創出が必要としている。
- 面接解禁日の設定や卒業後3年間は「新卒扱い」とするなど、学業と両立できる「就活ルール」をつくるとしている。

(5) 失業者への支援
- 雇用保険を抜本的に拡充するとしている。
- 公共職業訓練所の統廃合をやめ、充実・強化するとしている[208]。

### 中小企業
- 中小企業は、企業数の99%、雇用の7割を支える日本経済の根幹であり、下請け単価の買いたたきや一方的な発注中止・変更などの無法をやめさせるために、下請け2法、独占禁止法の改正・強化をおこない、大企業と中小企業との公正な取引のルールをつくる、としている。
- 中小企業予算を1兆円に増額するなど本格的な支援に国があげてとりくむとしている。
- 高い技術力をもつ「日本の宝」＝町工場を守るために、家賃・リース料などの固定費補助の緊急支援などをすすめるとしている[207]。

### 社会保障
社会保障を削減から充実へと抜本的に転換するとしている。
(1) 医療
- 後期高齢者医療制度をすみやかに廃止するとしている。
- "窓口負担ゼロ"をめざし、まず高齢者と子どもの医療費の無料化を国の制度として実施するとしている。
- 国民健康保険料を引き下げ、生活困窮者からの保険証取り上げをやめさせるとしている。
- 診療報酬を抜本的に増額するとしている。

(2) 年金
- 年金の受給条件を「25年以上」から「10年以上」に引き下げるとしている。
- 全額国庫負担で当面月5万円を保障し、支払った保険料に応じた金額を上乗せする、最低保障年金制度をすみやかに創設するとしている。

(3) 介護
- 国庫負担割合を介護保険発足前の50%にまで戻すことで財源を確保するとしている。
- 住民税非課税の高齢者には原則として保険料・利用料を求めない仕組みをつくるなど、お金を心配せず利用できる介護制度をめざすとしている。
- 要介護認定や利用限度額は廃止し、現場の専門家の判断で必要な介護を提供できる制度に改善するとしている。
- 5カ年計画で、42万人にのぼる特養ホーム待機者の解消をめざすとしている。
- 民主党が前回総選挙で公約した介護労働者1人4万円の賃上げのすみやかな実施を求めるとしている。

(4) 障害者
- 障害者の福祉・医療の無料化をめざし、応益負担をすみやかに撤廃するとしている。
- 障害者自立支援法を廃止して、難病や慢性疾患をもつ人、高次脳機能障害、発達障害など、支援を必要とするすべての人を対象とする障害者総合福祉法を制定するとしている。

(5) 貧困対策・生活保護
- 住所の有無や年齢などを理由にした生活保護申請の門前払いをやめさせるとしている。
- 老齢加算の復活をはじめ、自公政権によって改悪された生活保護の加算・給付を元に戻し、充実をはかるとしている[208]。

### 子育て支援
(1) 子育てと仕事が両立できる社会
- 残業規制の強化など長時間労働の是正、育児休業制度の改善、妊娠・出産にともなう不当な解雇や退職勧奨、不利益な扱いをなくすこと、若い世代に安定した雇用を取り戻すことなどが大切としている。
- 保育所の面積や職員配置などの国の最低基準をなくす規制緩和や、保育所に対する市町村の義務をなくし保護者と保育所の「直接契約・自己責任」にする動きなど、保育への公的責任を後退させ、負担増や格差をもち込む大改悪を中止させ、公的保育を守り、充実させるとしている。
- 保育所に入れない待機児童をゼロにするために、当面1年間で10万人分、3年間で30万人分の保育所を国の責任で整備するとしている。
- 保育士の待遇改善、保育料の負担軽減などのために、年間4000億円程度を確保するとしている。
- 幼稚園の授業料の負担軽減や、希望者全員が入れる学童保育をめざすとしている。

(2) 子どもの医療費
- 子どもの医療費負担軽減を拡充するとしている。

(3) 教育費
- 高校も大学も無償化していくことは、国際人権規約で定められている世界のルールであり、ヨーロッパでは教育費負担がほとんどかからない国が少なくないとの認識から、義務教育、高校、大学、専門学校をふくむすべての段階で教育費の軽減・無償化をすすめるとしている。

(4) 子どもの貧困
- 生活困窮世帯の子どもに給食費・学用品などを援助する「就学援助」への国庫補助を復活するとしている。
- 児童福祉施設の生活と進学保障の充実、児童相談所の体制強化を緊急にすすめるとしている[208]。

### 男女共同参画
(1) 「間接差別」を全面的に禁止する
- 均等法に「すべての間接差別の禁止」を明記し、権限のある救済機関を設置し、EUのように使用者に「差別はしていないこと」の立証責任をもたせ、実効ある措置をとるとしている[210][211]。

(2) 女性も男性も利用できる育児休業制度の推進
- 女性でも男性でも利用できるように、所得保障を父母それぞれに3カ月間は100%にする、保育所入所ができない場合には育児休業の1年以内の延長を可能にするなど制度の拡充をすすめていく[210][211]。

(3) 労働者への残業規制、長時間労働の是正
- 女性労働に対する差別的な扱いは、日本の企業の男性労働者の働かせ方にも大きな根源があるとしている[210][211]。

(4) 女性の貧困問題の解決をはかる
- 女性に対する非正規・低賃金雇用による差別をなくしていく[210][211]。
- シングルマザーへの経済的支援を行っていく[210][211]。

(5) 選択的夫婦別姓制度の実現
- 法律で夫婦同姓を義務づけている国は先進国では日本だけであり、民法改正で選択的夫婦別姓制度の導入とともに、男性18歳、女性16歳と男女で異なる結婚最低年齢を18歳に統一し、女性のみに課せられている離婚後6カ月間の再婚禁止期間を廃止する、戸籍法に残る婚外子差別規定を撤廃するなど、家族に関する法律上の差別を全面的に改正していく[210][211]。
- 女性差別撤廃条約の批准国には、条約の規定にそってすべての法律を見直し、女性に対する差別となる規定を改正する義務がある[210][211]。

(6) 女性の登用
- 民間企業に改善計画、数値目標等の策定・公表を義務づけるようにする。
- 国と自治体が責任をもって公務員に女性登用をするようにする。
- 政治や行政、司法、経済などの分野で、政策・方針決定過程において女性の平等な参加を保障するようにする[210][211]。

### ジェンダー
(1) 同性婚を認める民法改正およびLGBT平等法の制定。
(2) 刑法・DV防止法を改正し、被害者支援の強化。
(3) 中絶薬の早期認可、刑法の自己堕胎罪や、母体保護法の配偶者同意要件の廃止。

### 教育
日本共産党は、教育格差、競争や管理などのゆがみをただし、子どもたちが「わかった!」と目を輝かす授業、子どもの声をじっくり聞いてあたたかく接する先生－そんな教育が全国どこでもおこなわれるようにするとしている。
(1) 教育費の負担軽減
「子育て支援」を参照
(2) 教育条件
- OECD加盟国で最低水準の教育予算を早期に平均まで引き上げるとしている。
- 教職員を増員・正規化し、国の制度として「30人以下学級」を実施するとしている。
- 私学助成を増額し、公私間格差を是正するとしている。
- 大学を疲弊させている「基盤的経費」の減額をやめ増額し、基礎研究や若手研究者支援などを拡充するとしている。
- 教職員の身分を不安定にし、教育・研究環境に悪影響をもたらす任期採用制に反対している。

(3) 教育の自由と自主性、子どもの豊かな成長
- 上意下達の学校運営をやめ、教職員、子ども、保護者等の参加と共同で学校を運営できるようにするとしている。
- 教員の「多忙化」を解消するとしている。
- 学習指導要領の法的拘束力をなくし、内容も国民の英知を集めて改めるとしている。
- 教科書の検閲的な検定をやめ、採択に教員や父母の意向を反映させるとしている。
- 基本的人権を大切にする市民道徳の教育を重視するとしている。
- いじめのもみ消しを根絶し、子どもの命最優先の学校をつくるとしている。
- 子どもの気持ちを無視する「不登校ゼロ」政策をやめ、不登校の子どもの学びと自立を支援するとしている。

(4) 競争・ふるいわけ教育
- 「全国いっせい学力テスト」を中止し、すべての子どもに基礎的な学力を保障する体制をつくるとしている。
- 高度に競争的で子どもの成長をゆがめている高校や大学の入試制度を改革するため、国民的検討の場を設け、改革に着手するとしている。

(5) 教育の制度と法律
- 教員免許更新制、教育活動の数値化など教育の条理に反する制度を見直し・廃止するとしている。
- 硬直化した教育委員会制度を民主的な制度に刷新するとしている。
- 子どもの権利を教育のあらゆる場で保障するとしている。
- 君が代・日の丸の強制、侵略戦争の美化の公教育への持ち込みに反対するとしている[208]。

#### 国立大学年間授業料増加のチラシ
2015年の秋ごろから、日本共産党は、国立大学の年間授業料を安倍政権が15年後に約40万円増やすとしたチラシを作成し、党の公式ウェブサイトにも掲載していた。
これについて、2016年2月3日午前に開催された衆院予算委員会で、安倍晋三が「値上げは決まっていない。全くのデマゴーグだ。選挙を前に極めて有権者を惑わせる」と批判し、公明党政調会長の石田祝稔が「『たら』『れば』の世界のことを事実のように書いて若い人に配っている。けしからん」と述べ訂正を求められる事態となった。共産党国対委員長の穀田恵二は3日午後の記者会見で、チラシの誤りや訂正には触れずに「（値上げ反対の）運動があったからこそ今年度の学費値上げはなくなった。非常に効果があったと自負している」「（政府が来年度以降に）上げないとは言っていないというのが今の焦点だ」と述べたが、午後には、「安倍政権が学費値上げ」と書かれていた箇所を「安倍政権が」ではなく「安倍政権のもとで狙われる」に修正し、さらには「試算」の文字も加筆され訂正がなされた。
2月8日の政府与党連絡会議においても、安倍首相は、共産党が制作したチラシを「デマ」であると主張し、「現場の学生たちは困惑している。こういったデマに学生が惑わされることのないように、しっかり情報発信をしていきたい」と述べている。これについて、8日に共産党書記局長の山下芳生が「チラシは適切にバージョンアップした」と、あくまでも「修正」ではないことを強調する発言をしている。
産経新聞は、共産党は「デマ」を5カ月間にわたって広報していたとし、「あくまで正当性を訴え、自らの非は認めなかった。」と批判している。

### 農林漁業
(1) 農業における価格保障と所得補償
- 価格保障と所得補償により、米60kgあたり1万8千円前後が保障されるようにするとしている。

(2) 後継者確保
- 「月15万円を3年間」の支給を柱とする「新規就農者支援法」の制定や、林業、漁業の新規就業者への支援制度の創設に取り組むとしている。
- 新規就業者の技術指導を引き受ける農林漁業者、農業生産法人、森林組合、漁協にたいする援助を強化するとしている。

(3) 貿易ルール
- 農業に壊滅的な打撃を与える日豪EPAや日米FTAに断固反対している。
- WTO農業協定を根本から見直し、関税の維持・引き上げなどの輸入規制や価格保障など食料・農業政策を自主的に決定する権利＝「食料主権」を保障する貿易ルールを確立するとしている。
- 林産物、水産物についても環境や資源循環を守る立場から輸入を規制し、国内の林業・水産業の振興を保障する貿易ルールをめざすとしている。
- 日本の環太平洋戦略的経済連携協定(TPP)参加に反対している。その理由として、農林水産業に壊滅的な被害をもたらすこと、震災復興に悪影響となること、食品安全、医療、雇用、国民生活のあらゆる分野に被害を及ぼすことを挙げている[216]。

(4) 予算
- 農業の再生や食料自給率の回復には、長期の見通しに立った計画的な取り組みと予算の思い切った増額が必要としている。農家が安心して生産に取り組める水準の価格保障・所得補償に4千億円、食料自給率50%をめざした増産に4千億円を含め、1兆円の農業予算の増額が必要としている。これは農業予算の割合を2000年の水準に戻せば可能としている。

(5) 食の安全
- BSE（牛海綿状脳症）対策で全頭検査を維持するなど食に関する信頼を高めるとしている[208]。

### 地球温暖化防止、エネルギー問題
(1) 二酸化炭素の削減
- 2010年に廃案となった民主党の地球温暖化対策基本法案は、途上国を含むすべての主要国がCO2（二酸化炭素）の大幅削減に同意しない限り、日本のCO2中期削減目標を設定しないとしていた。共産党は、こうした姿勢では先進国としての責任を果たせないと批判し、2020年までに1990年比でCO2を30%削減することを明確にした日本の中期目標を確立し、実現していくための手だてを講じるとしている。
- 日本の二酸化炭素排出の8割は企業であり、共産党は、国と産業界との間で削減目標を明記したCO2削減協定を義務づける必要があるとしている。

(2) 自然エネルギーの活用
- 日本共産党は、自然エネルギーによる電力を、10年程度で初期投資を回収できる価格で電力会社が全量買い取る「固定価格買い取り義務制度」を導入するとしている。
- 日本共産党は、日本や東アジアの気候にあった発電機器の開発をすすめるとしている。
- 日本共産党は、日本の再生可能エネルギーの利用や省エネルギーの技術・ノウハウを生かして、途上国の温暖化対策を支援するとしている。
- 大型風力発電機、ポンプ、コンプレッサーなどから発生する低周波騒音・振動によって、不眠、頭痛、めまいなどの健康被害が出ている。共産党は、低周波の健康への影響について調査・研究し、設置のさいの距離条件の設定、低周波を発生しない製品の開発など、本格的な対応が必要としている[208]。

(3) 原子力発電
- 民主党政権は、原子力発電を「温暖化対策の切り札」とし、長期的には電力の半分以上を原子力発電でまかなおうとしていた。共産党は、原子力発電は技術的に未確立で、事故や廃棄物による放射能汚染という環境破壊の危険も大きい[208]ため、原発大増設路線をやめ、段階的に原子力発電から撤退するとしている。プルサーマル、高速増殖炉など、核燃料サイクル政策は中止するとしている[207]。
- 1986年のチェルノブイリ原子力発電所事故の時点では、原子力の危険性を指摘しつつも平和利用は肯定しており、技術革新によってより安全な原発を目指すという立場を取っていた。そのため、原発推進を批判する一方で、社会党などの完全な脱原発論に対しても批判していた[217][218]。しかし、2000年11月24日の第22回党大会決議で、「再生可能エネルギーの開発をすすめながら、原発からの段階的撤退をめざすべきである。」と方向転換した[219]。

### 外交・安全保障

#### 自衛隊
綱領では、「民主主義革命」後に「海外派兵立法をやめ、軍縮の措置をとる。安保条約廃棄後のアジア情勢の新しい展開を踏まえつつ、国民の合意での憲法第九条の完全実施（自衛隊の解消）に向かっての前進をはかる」とする段階的解消論である。
歴史的にみると、1946年には日本国憲法第2章は自衛権の放棄で民族の独立を危うくすると反対していたが、1961年の綱領では自衛隊は「事実上アメリカ軍隊の掌握と指揮のもとにおかれており、日本独占資本の支配の武器であるとともに、アメリカの極東戦略の一翼としての役割をおわされている」とし、1961年から1994年までは「自衛隊の解散を要求する」と明記していた。1980年代ごろまでは、対米従属の自衛隊は解消し、その後に国民合意の下で憲法9条を改正し、自衛のための組織を持つという武装中立（中立自衛）政策であり、非武装論や護憲論ではなかった（ただし、徴兵制は導入しないとしていた）。
その後、日本共産党は1994年の第20回党大会で、現行の日本国憲法第9条（戦争の放棄、戦力の不保持）は将来にわたって継承・発展させるべきものであり、社会主義・共産主義の理想と合致したものであると表明した。さらに2000年の第22回大会で、同党の自衛隊政策を、(1) 軍事同盟である日米安保条約の解消前はできるかぎり軍縮し、(2) 日米安保条約解消後も国民が望めば存続し、(3) 国民が国際情勢などから解消しても問題ないと判断すれば自衛隊をなくす、という「段階的解消論」に転換した。
なお、第22回大会では、(1) または (2) の段階で万が一、急迫不正の主権侵害があれば、自衛隊も活用することを正式に決定した。ただし他党と比べて「専守防衛」の武力行使自体にもかなり慎重である。「自衛隊『活用』」論についてはこの大会前に、党員からの少なくない批判や削除要求が挙げられ、大会でも代議員から批判的な意見も出た。
2001年12月22日の九州南西海域工作船事件では当初は態度を表明しなかったが、志位和夫委員長は「日本への主権侵害に対応するのは第一義的に警察力である海上保安庁だ。その機能を充実させることは必要だ」と発言し、後に海上での攻撃を可能とする海上保安庁法改定案に賛成した。
2007年6月には陸上自衛隊情報保全隊が密かに収集していたイラク戦争反対の市民団体や著名人のリストを入手し公表した（詳細は情報保全隊の市民活動監視問題を参照）。
2016年6月26日、当時の政策委員長の藤野保史がNHKの討論番組において、防衛費について「軍事費は戦後初めて5兆円を超えたが、人を殺すための予算ではなく、人を支えて育てる予算を優先していくべきだ」と発言した。共産党の志位委員長はこの発言を「不適切」として藤野に対して口頭で注意した。藤野は政策委員長を辞任した。また、敵基地攻撃能力の保有については反対の立場である。

#### 在日米軍
- 日本共産党は、「米軍再編」の名で「日本防衛」とは無縁の海外遠征－"殴り込み"部隊の司令部機能や機動性が強化されようとしていると主張している。
- 沖縄県名護市の辺野古に巨大な米軍新基地を建設する方針の撤回、普天間基地の無条件撤去を強くもとめるとしている。
- アメリカ領土内（グアム）の米軍基地建設費を日本国民が負担するのは、国際的にも歴史的にも例がなく、まったく道理がないとしている。
- 日本共産党は、基地強化・永久化に反対し、基地のない平和な日本をめざして国民とともにたたかうとしている。
- 日米地位協定を抜本改定し、主権国にあるまじき米軍優遇の特権をなくすために力をつくすとしている[208]。

### 国会
(1) 選挙制度
- 小選挙区制を廃止し、比例代表制を中心とした選挙制度を実現するとしている。

(2) 議員定数
- 国会議員の削減をやめ、「一票の格差」是正を実現するとしている。

(3) 「国会改革」
- 議会制民主主義の形がい化をもたらす「国会改革」に反対するとしている[208]。

### 永住外国人の地方参政権付与問題への立場
日本共産党は永住外国人に対する外国人参政権付与問題について、選挙権だけでなく被選挙権も与えるべきであると、地方参政権を付与すべきとの積極的な立場を表明している。
在日本大韓民国民団の新年会に出席し志位和夫委員長は緒方靖夫副委員長（国際局長）、小池晃参院議員（政策委員長）、井上哲士参院議員と共に「歴史の真実を日韓での共有が友好の基礎であり、日本共産党はそうした立場で活動しています」と述べ、地方参政権については、「日本共産党は永住外国人に選挙権だけでなく被選挙権も付与する立場でがんばっています」と述べ、一日も早い立法のために努力すると約束した。あいさつ最初と最後を韓国語で締めた。永住外国人には（地方参政権において）選挙権だけでなく被選挙権も与えるべきと在日本大韓民国民団の新年会に出席した際に述べた。但し、国政についての参政権付与については「国家主権に反する」として反対している。また、日本国籍を持たないと党員になれないという規約を持っている。

#### 北方領土問題
日本共産党は「千島問題」（北方領土問題）では、北方4島だけではなく、得撫島や占守島を含む千島列島全島の返還をロシア連邦に求めている。理由は、南千島（北方領土）に関しては、1855年に結ばれた日露和親条約により、北千島に関しては1875年に結ばれた樺太・千島交換条約によって「平和的な領土交渉」が行われた結果、千島列島全島が日本に帰属したと同党は認識しているからである。また日本国との平和条約の第2条(c)にもとづいて日本国政府が千島列島の権利を放棄したことに対しては、戦後処理に問題があったとして、誤りを正すべきだとしている。一方樺太（サハリン）は南北ともにロシア領であると主張している。なお、千島列島全島の領土権を主張しているのは日本の主要政党では日本共産党のみである。
なお、1962年3月9日に衆議院本会議において北方領土回復決議が採決される際、日本共産党は「領土問題はヤルタ協定、カイロ宣言、ポツダム宣言等の国際協定で解決済みであり、国連憲章もまたそれを確認している」「実現不可能な不法な領土要求をソ連に突きつけ、対ソ報復主義を煽って日ソ共同宣言を破棄し、平和条約の締結を不可能にするもの」として反対票を投じている。

#### 竹島問題
日本共産党は、竹島問題では、日本に竹島の領有権があるという政府の主張は根拠のある正当なものだとしている。その上で「韓国は竹島の一方的占拠を中止せよ」と唱え、日本と韓国の話し合いを主張している。ただ、1905年の大日本帝国の領有宣言に関して、当時の大韓帝国が大日本帝国により事実上外交権を奪われており、日本による領有に反対を唱えることができなかったことは考慮すべきであると主張している。

#### 尖閣諸島問題
日本共産党は尖閣諸島問題では、1972年に尖閣諸島は「日本の領土であることは明らかである」との党見解を発表し、現在まで一貫してその立場を変えていない。理由は、日本が占有する前の尖閣諸島は国際法上でいう「無主の地」であったために日本政府が1895年1月14日の閣議決定で日本による尖閣諸島の日本領への編入行為を行ったことは、「日清戦争による台湾・澎湖列島の割譲という侵略主義、領土拡張主義とは性格がまったく異なる、正当な行為であった」と認識しているからである。また、中国と台湾の領土権主張に関しては、1969年に国連アジア極東経済委員会の報告で尖閣諸島に莫大な地下資源が眠っていることが明らかになってから、初めて領土権を主張しているのは明らかであるために、中国及び台湾の主張には正当性がないという見解である。
2010年9月4日の尖閣漁船衝突事件では直後に、尖閣諸島は日本固有の領土であるという従来の党見解を改めて発表した。中国政府に対しては、「今回のような問題が起こった場合、事態をエスカレートさせたり、緊張を高める対応を避け、冷静な言動や対応をおこなうこと」を求めた。10月4日には日本政府に対し「日本の領有は歴史的にも国際法上も正当だ。政府は堂々とその大義を主張すべきだ」とする提言書を志位委員長が内閣総理大臣官邸で仙谷由人官房長官に手渡した。また、その提言書を英訳して各国の在京大使館に配布することを表明するなど積極的な活動を行っている。

### ギャンブルに対して
パチンコ店内にATMが設置されていることについて警察が黙認し規制措置をとっていないことやパチンコに負けた客がパチンコ店内で現金を引き出して被害を受けている問題を追及している。パチンコ店内にATM設置を推し進めてきた農林中央金庫は日本共産党の強い批判を受けて設置を取りやめるようになった。パチンコ・チェーンストア協会の顧問を務める国会議員達がパチンコを合法化しようとする動きに対して強く批判している。
また、カジノ合法化や地方自治体のカジノ誘致の動きに対しては、かねてから強く反対している。

### 同和問題
人権侵害救済機関設置法案に批判的な立場をとっている。また、同和問題の解決のために税金から部落解放同盟への補助金や海外旅行費用などがなされている問題について、共産党が有力な自治体などでは職員に代わり交渉の前面に立つなどして予算廃止を打ち出すなど強い姿勢で臨んでいる。同和団体への法令に基づかない公金支出についても調査から裁判にいたる活動を行っている。

## 党員
18歳以上の日本国民で、党の綱領と規約を認め、なおかつ規定の入党費を納めた人が党員となることができる。戦前のコミンテルン時代は一国一共産党の原則により台湾や朝鮮も活動範囲としたこともあり、阪神教育事件でも分かるように戦後しばらくまで在日韓国・朝鮮人や中国大陸系華僑・台湾系華僑の党員も多数在籍していた。このうち、中国大陸系華僑は中国共産党に取り込まれ、朝鮮系は1955年（昭和30年）の朝鮮総聯結成と同時に多くが事実上移籍する形で離党。残った者も1966年（昭和41年）の第10回党大会で規約に「日本人であることが党員の資格」と明記されたのを受け、日本への帰化を選択した者以外は離党に追い込まれた。
党員は、党の組織に加わって活動し、規定（収入の1パーセント）の党費を納める（規約第4条）。2010年（平成22年）の第25回党大会時は約40万6千人の党員がいたが、2012年（平成24年）5月までに実態のない党員約9万人に離党措置をとった結果、同年5月1日時点で約31万8千人となった（第4回全国活動者会議幹部会報告）。2024年（令和6年）の第29回党大会時には約25万人となっている。党費納入者は政治資金収支報告書から、およそ19万7000人と推定される。

### 権利と義務
党員の権利と義務として、党規約第5条は以下の10項目を列記している（抜粋）。
1. 市民道徳と社会的道義をまもり、社会にたいする責任をはたす。
2. 党の統一と団結に努力し、党に敵対する行為はおこなわない。
3. 党内で選挙し、選挙される権利がある。
4. 党の会議で、党の政策、方針について討論し、提案することができる。
5. 党の諸決定を自覚的に実行する。決定に同意できない場合は、自分の意見を保留することができる。その場合も、その決定を実行する。党の決定に反する意見を、勝手に発表することはしない。
6. 党の会議で、党のいかなる組織や個人にたいしても批判することができる。また、中央委員会にいたるどの機関にたいしても、質問し、意見をのべ、回答をもとめることができる。
7. 党大会、中央委員会の決定をすみやかに読了し、党の綱領路線と科学的社会主義の理論の学習につとめる。
8. 党の内部問題は、党内で解決する。
9. 党歴や部署の如何にかかわらず、党の規約を守る。
10. 自分に対して処分の決定がなされる場合には、その会議に出席し、意見をのべることができる。

中央機関紙（「しんぶん赤旗」）を「読む」（「買う」ではない）ことは2000年（平成12年）以前の旧規約では重要な義務だった。現在は規約上の義務ではないが、党費納付・支部会議への参加・学習努力と活動参加に加えた「4つの大切」の一つとして重視される努力目標である。

### 入党
入党希望者は、党員2名の推薦をうけ、入党費（2021年2月現在は300円）をそえて申し込む。入党手続きは、支部で個別に審議したうえで決定し、地区委員会の承認を受けて完了する。ただし、地区委員会以上の指導機関も直接入党を決定することができる。

なお1966年（昭和41年）の第10回党大会から1980年（昭和55年）の第15回党大会までは、入党費納付後最低5か月間の党員候補期間を経た上で、支部での審査と地区委員会の承認手続きが行われることになっていた。
審査の際に、「著しく反社会的で、党への信頼をそこなう人」（例としては暴力団関係者、右翼団体、ニセ「左翼」暴力集団、過激派などの構成員、カルト宗教信者、国家権力の指示で組織的に反党活動を行なっている警察官、自衛官、公安調査庁職員など）とみなされた場合、上記の年齢、国籍および規約・綱領の承認という要件を満たしていても入党できない（第6条）。これは上の第5条に定められた、市民道徳と社会的道義をまもるという党員の義務に対応した規定であり、党員2名の推薦にはそのような人物の入党を防止するという狙いがある。
他党に所属しつつ日本共産党員になること（重党籍）はできない（第7条）。他党の元党員が入党することは可能であるが、その場合、都道府県委員会または中央委員会の承認が必要となる。2000年以前の旧規約では「推薦人となる党員2名のうちどちらか1人が党歴3年以上で都道府県委員会、移籍する本人が前の所属政党で幹部だった場合は1人が党歴5年以上で中央委員会の承認」（第13条）が必要とされ、現在より厳格であった。他党出身の共産党員としては、日本社会党から移籍した深沢義守などがいる。

### 表彰制度
党籍長期継続者には「永年党員」（党歴30年以上）、「50年党員」（党歴50年以上）といった表彰制度がある。党歴の計算には、日本共産党に合流する前の沖縄人民党の在籍期間も通算するが、あくまでもこの間の党費を完納、なおかつ党の活動に参加し続けていることが前提となる。途中で党費の減免を受けていたり、10条該当党員となった期間がある者は、入党以来所定の期間を満たしても永年党員になれないことがある。
著名な長期党歴者には、俳優の花沢徳衛（50年党員）、教育評論家・労働運動家の三上満（50年党員）らがいる。
中央委員を20年以上務めた党員については、中央委員会から名誉役員に選出されることがある。また、都道府県委員会・地区委員会でも、名誉都道府県委員・名誉地区委員・顧問など、各組織が独自に名誉役員を選出することがある。ただし名誉役員は他党と違い、一度選ばれたから終身務められるという訳ではなく、党大会の度に継続の承認を受けなければ、その地位を維持することができない。

### 除名と除籍
党組織は、規約第4条に定める党員の資格を明白に失った党員、あるいは著しく反社会的な行為によって、党への信頼をそこなった党員は、調査・審査のうえで、除籍することができる（第11条）。除籍にあたっては、本人と協議することが原則だが、党組織の努力にもかかわらず協議が不可能な場合は、行わなくてもよいとされる。

なお後述の「10条該当党員」になった者は、支部からの離党勧告に応じない場合、除籍措置を行うことがある。1994年（平成6年）の第20回党大会で規約が改正される前は、10条該当党員の整理は一律除籍となっていた。また、1980年（昭和55年）以前は、活動に参加しなくなってから6ヶ月が経過した時点で協議なしに除籍することも可能だった。
除籍は、基本的に一級上の指導機関の承認を受ける。なお、除籍された人が再入党を希望するときは、支部・地区委員会で審議し、都道府県委員会が決定する。ただし、中央委員会や党大会をもってしても覆せないこともある。
除籍は単なる党員資格喪失者の党籍を抹消することであって、規律違反者を対象とした「処分」とは別の措置である。しかしながら除籍は、最も重い処分である「除名」と、党員を党から除くという点で同じ効果をもつ。また、除籍は規約と綱領を明白に否定する立場に立った党員も射程に入れることもあり、両者は混同されやすい。この問題は理論部門担当の副委員長浜野忠夫も指摘しており、実際に論文の中で両者を区別して使うように注意を促したことがある。「処分」の場合は、中央委員会および党大会にまで上訴することができる（後述）が、除籍の場合はそれが認められていない。中央委員会が党大会で決定するまでもないとの理由で事実上除名に準じる形の除籍措置を行った場合は、党大会で執行部側の提案により新たな決定をしなければ覆すことができない。

### 離党と賞罰
党員はいつでも、本人の意思により離党することができる。
離党するときは、支部または党の機関に、その事情を述べ承認を求める。支部または党の機関は、その事情を検討し、会議にはかり、離党を認め、一級上の指導機関に報告する。ただし、党規律違反行為を行っている場合は、それにたいする処分の決定が先行する（第10条）。また、1年以上党活動に加わらず、かつ党費を納めない党員で、その後も党組織が努力を尽くしたにもかかわらず、党員として活動する意思がない場合は、本人と協議した上で、離党の手続きを取ることができる（同条後段）。このような実態のない党員は「10条該当党員」と呼ばれている。

党員が規約とその精神に反し、党と国民の利益を著しく損なうときは規律違反として処分される（第48条）。処分は軽い順に、警告、権利（部分または全面）停止、機関からの罷免、除名の4段階に分かれている（第49条）。権利停止の期間は1年を超えてはならない。
一般に党員の処分は、その党員の所属する支部の党会議、総会の決定によるとともに、地区委員会の承認を得て確定される（第50条）。中央、都道府県、地区委員会の委員、准委員に対する権利停止以上の処分は、その委員会が3分の2以上の多数決によって決定し、地区・都道府県は1級上の指導機関の承認をうける。この処分は、次の党会議（党大会）で承認を受けなくてはならない（第51条、第52条）。
規律違反の処分は、事実に基づいて慎重におこなわなくてはならない（第49条）。また、規約は党機関が処分を適正に下せるよう、処分を受ける党員に、その手続きに参加する権利を保障している。すなわち、処分の審査・決定のさいは、原則、所属組織は処分をうける党員に十分意見表明の機会を与えなければならず、処分が確定されたならば、処分の理由を、処分された党員に通知する（第55条）。処分を受けた党員は、その処分に不服であるならば、処分を決定した党組織に再審査をもとめ、また、上級の機関に訴えることができる（同条）。
以上は規律違反の処分の事前手続きおよび再審についての一般規定であるが、最高の処分である除名は、もっとも慎重におこなわなくてはならない（第54条）ため、特別に規定がある。党員の除名を決定し、または承認する場合には、関係資料を公平に調査し、本人の訴えをききとらなくてはならない（同条）。また、被除名者が処分に不服な場合は、中央委員会および党大会に再審査を求めることができる（第55条）。事実関係の調査から処分の確定にいたるまでに、被処分者から事情聴取と弁明が、指導機関との面談による質疑応答の形でおこなわれる場合、それを党内では「査問」と呼ぶこともあった。

例として、東京電機大学教授伊里一智は東京大学大学院在学時、第2代議長だった宮本の辞任を要求したところ当時東京都委員会専従だった志位の働きによって規約第11条を適用され、除名となった。また元政策委員の松竹伸幸と元京都府委員の鈴木元は、外部の会社から発行された書籍で志位の委員長退任を要求し、規約5条「党の決定に反する意見を勝手に発表することはしない」に違反したとして同様に除名された。これに対し松竹は規約55条に基づき第29回党大会に再審査を求め、結果的に却下されたものの手続き上受理させることに成功。党中央側も、松竹と鈴木の要求を直後の党大会で受け入れざるを得なくなった。

### 教育と学習
党員の権利と義務の中に「党の綱領路線と科学的社会主義の理論の学習につとめる」（第7項）とあるように、共産党は党員の教育・学習を重視している。
党員教育システムは大きく、講義や学習会などの「集団学習」と個人で自習する「独習」に分かれ、前者の中心となる党員講師の理論的力量を確保するために講師資格試験が1967年（昭和42年）より実施されている。講師は教育を行う党組織の級に対応して4段階に分かれている。
独習については、かつては効率よく科学的社会主義や日本共産党の理論を学ぶために、党中央が指定した文献のリストである独習指定文献が設けられた。文献は難易度に応じてランク付けされており、党綱領や規約、党史など党関連文献およびカール・マルクス『資本論』やウラジーミル・レーニン『帝国主義論』などマルクス主義の古典が採用された。こちらは党勢拡大が本格化する1962年（昭和37年）にはじまり、時代の趨勢に応じて文献も差し替えられたが、2001年、固定的な独習指定文献制度は流動的な現在に合わなくなったとして廃止された。現在は各機関紙誌などで随時文献を紹介し、学習を呼びかけている。
中央委員会は党員教育・学習を司る部署として学習・教育局と中央党学校を党建設委員会の下に常置し、理論学習専門の機関誌『月刊学習』(1961年創刊）を発行している。講師資格試験の試験問題もこれに掲載される。

## 組織

### 民主集中制
日本共産党は「党員の自覚と厳格な規律による全党の統一と団結こそは、党の生命であり勝利の保障」と規定して民主集中制を組織の原則としている。そのため、派閥ごとに独自の政策、派閥間の駆け引きや離合集散などを引き起こすとして、派閥をつくろうとしていると見なしたり、党の執行部の方針と異なる意見を持つ党員に対して除名など厳しい処分を下してきている。 日本共産党は民主集中制を「党内部の規律」であり、一般社会に押しつけるものではない事、「党員が党の一員としての自覚にもとづいて自発的に守るべきもの」としている。
職場、地域、学園につくられる支部を基礎とし、基本的には、支部――地区――都道府県――中央という形で組織される（規約第12条）。基本的には個々の党員が所属し、日常的な党生活を送る組織は支部であるので、支部は党の基礎組織と位置づけられている（第38条）。その上で、国会議員団、地方議員団および党外組織の常任役員でつくる「党グループ」等、支部以外の特殊な基礎的組織が、組織体系を補完している。これらは相応する指導機関の直接指導下にある。地区以上の指導機関の役員や何らかの特殊事情のある党員など、例外的に上級組織に直属する党員もいる。
各級組織におかれている機関には、組織の最終的な意志を決定する機関（議決機関）たる「最高機関」と、その決定の実行に責任をおう機関（執行機関）である「指導機関」の2種類があり、これらを総称して党機関という。最高機関として、中央では党大会、都道府県では都道府県党会議、地区では地区党会議、支部では支部総会がおかれ、地区以上の各最高機関を構成する代議員は1級下の最高機関より選出される。支部総会は支部に属する党員が出席する。指導機関には上記の最高機関に照応して、中央委員会、都道府県委員会、地区委員会および支部委員会または支部長がある。
地区委員会および都道府県委員会は、経営や地域、学園にいくつかの支部がある場合、必要に応じて、補助指導機関をもうけることができる（第18条）。その任務は、自治体活動やその地域・経営・学園での共同の任務に対応することにあり、指導機関（地区、都道府県委員会）にかわって基本指導をになうことではない。補助指導機関を設置するさいには、1級上の指導機関の承認を必要とし、構成は、対応する諸地区委員会および諸支部からの選出による。
指導機関の構成員（役員）は当該級の最高機関が選挙によって選出する。役員に選出される資格として2年以上の党歴が必要である。役員候補者は最高機関の選挙人が自薦を含めて自由に推薦できるほか、指導機関が次期委員として推薦する（第13条）。選挙方式には大選挙区完全連記制が採用されている。
党組織には、上級の党機関の決定を実行する責任がある。その決定が実情にあわないと認めた場合には、上級の機関にたいして、決定の変更をもとめることができる。上級の機関がさらにその決定の実行をもとめたときには、意見を保留して、その実行にあたる（第16条）。たとえば、都道府県委員会の決定に対し、指導下にある地区組織および支部は、それに反対している場合でも、都道府県委員会が認めなければ、実行にあたらなければならない。また、全党の行動の統一をはかるために、国際的・全国的な性質の問題については、個々の党組織と党員は、党の全国方針に反する意見を、勝手に発表することをしない（第17条）とされ、行動のみならず意見の公表にも制限が加えられている。
このように上級の決定が下級の言論活動を含む実践一般を強く拘束する一方で、党規約は党機関が決定にさいして、党組織と党員の意見をよくきき、その経験を集約、研究することを要求する（第15条）。また、党員と党組織の側にも、党の政策・方針について党内で討論し、意見を党機関に反映させることを求めている。
以上、第15～17条は党規約第3条に組織原則として示された民主集中制の内容を組織運営一般の次元で明らかにしたものである。
都道府県機関と地区機関は地方的な性質の問題については、その地方の実情に応じて、自治的に処理する（第17条）。ただし、中央委員会は地方党組織の権限に属する問題でも、必要な助言をおこなうことができる（第21条第7項）。また、都道府県委員会も同様にして、地区党組織に必要な助言をおこなうことができる（第31条第5項）。このような権限・権利を地方党の「自治権」と呼ぶこともある。

### 中央組織

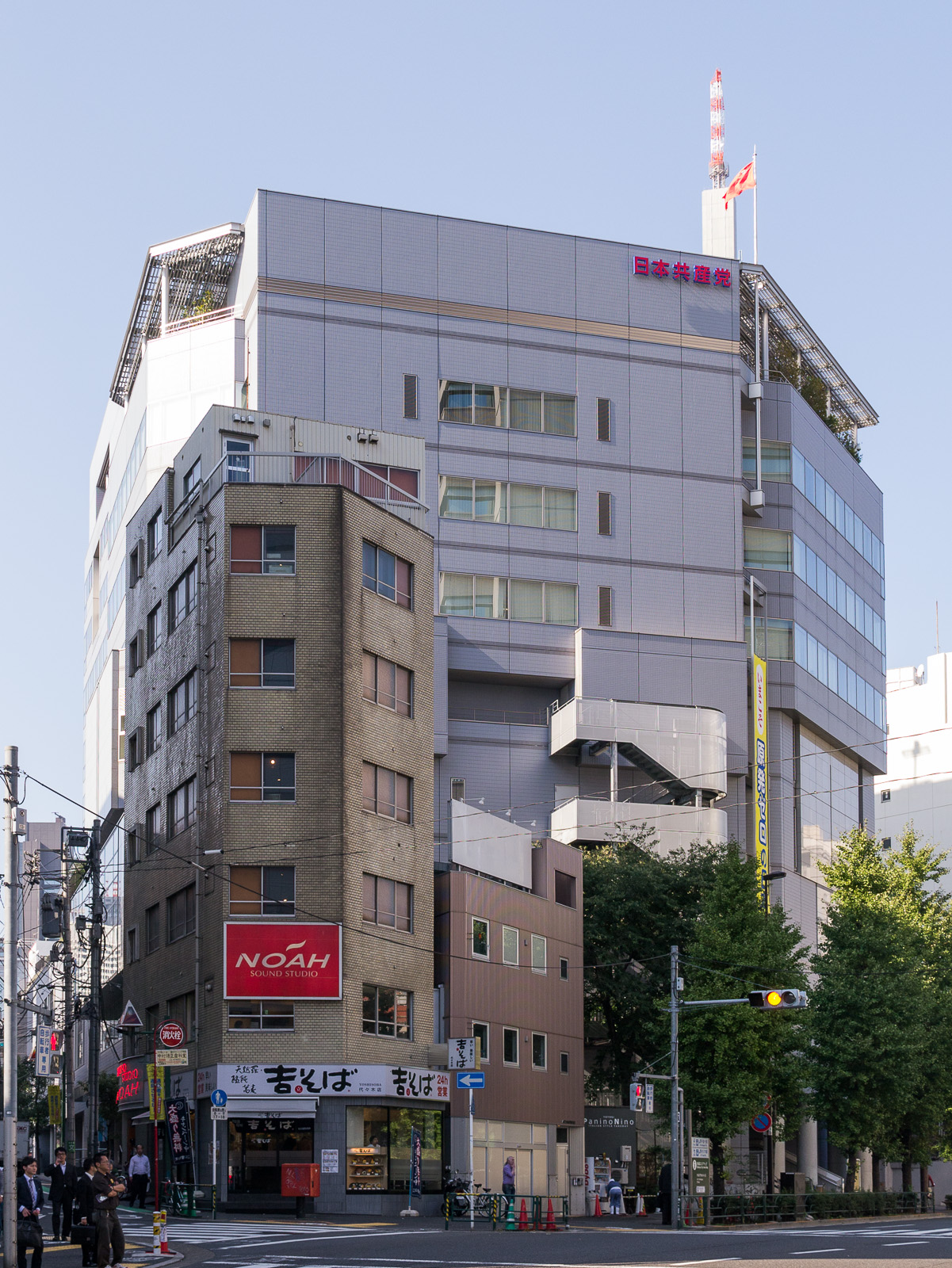
日本共産党中央委員会のビル

党大会は党（中央組織）の最高機関である。原則として2年から3年に1回開くが、特別な事情のもとでは、中央委員会の決定によって、党大会の招集を延期することができる。また、中央委員会の決議や3分の1以上の都道府県党組織の要求によって臨時党大会をひらくこともできる（第19条）。党大会は都道府県党会議の選出する代議員と党大会を召集した中央委員会構成員（前回大会が選出）からなる。党規約第20条は党大会のおこなうことを、（1）中央委員会報告の確認、（2）中央委員会の提案議案の審議・決定、（3）綱領・規約の改正、（4）中央委員の選出、の4項目に定式化している（要旨）。
中央委員会は、党大会からつぎの党大会までの党の指導機関である。党大会決定の実行に責任をおい、対外的に党を代表し、全党を指導する。現在は計200名弱の中央委員と准中央委員から構成されている。任務は規約第21条が、（1）対外代表と全党指導、（2）中央機関紙、（3）国際・全国的問題、（4）方針と政策の徹底と実践、（5）理論活動（科学的社会主義）、（6）幹部政策、（7）地方党組織への助言、（8）財政の8カ条に定式化している（要旨）。
中央委員と准中央委員はどちらも党大会で選挙によって選出される。その際、中央委員会は候補者を推薦する。代議員（選挙人）も自由に候補者を自薦も含めて推薦することができるが、前例は少ない。2010年1月の第25回党大会では、中央委員会が候補者として中央委員162人、准中央委員35人を推薦し、投票の結果、163人の中央委員と35人の准中央委員が選出された。
内部には権限の大きさと任務の内容にしたがって中央委員会総会、幹部会、常任幹部会（他の共産主義政党・団体における政治局に相当）等の合議制機関が階層的に配置されている。中央委員会総会（年2回以上開催）を最高決議機関とし、常任幹部会や書記局、中央機関紙編集委員会などが日常的な指導や事務をつかさどる。書記局は政策委員会や国民運動委員会、中央委員会付属社会科学研究所（所長:不破哲三）、出版局など、さまざまな部署に分かれた中央委員会の内部機構を統括している。総会から総会のあいだ中央委員会の職務をおこなうのは幹部会で、幹部会の職務を日常的に遂行するのは常任幹部会である。したがって、中央委員会の日常的任務をになう機関は常任幹部会ということになる。常任幹部会は毎週開かれる。党規約は最高職を明記していないが、一般的には中央委員会議長、中央委員会幹部会委員長、同副委員長、中央委員会書記局長が党三役として、とくに幹部会委員長は党首として扱われている（現在の具体的人事は#現在の執行体制を参照）。

### 都道府県組織

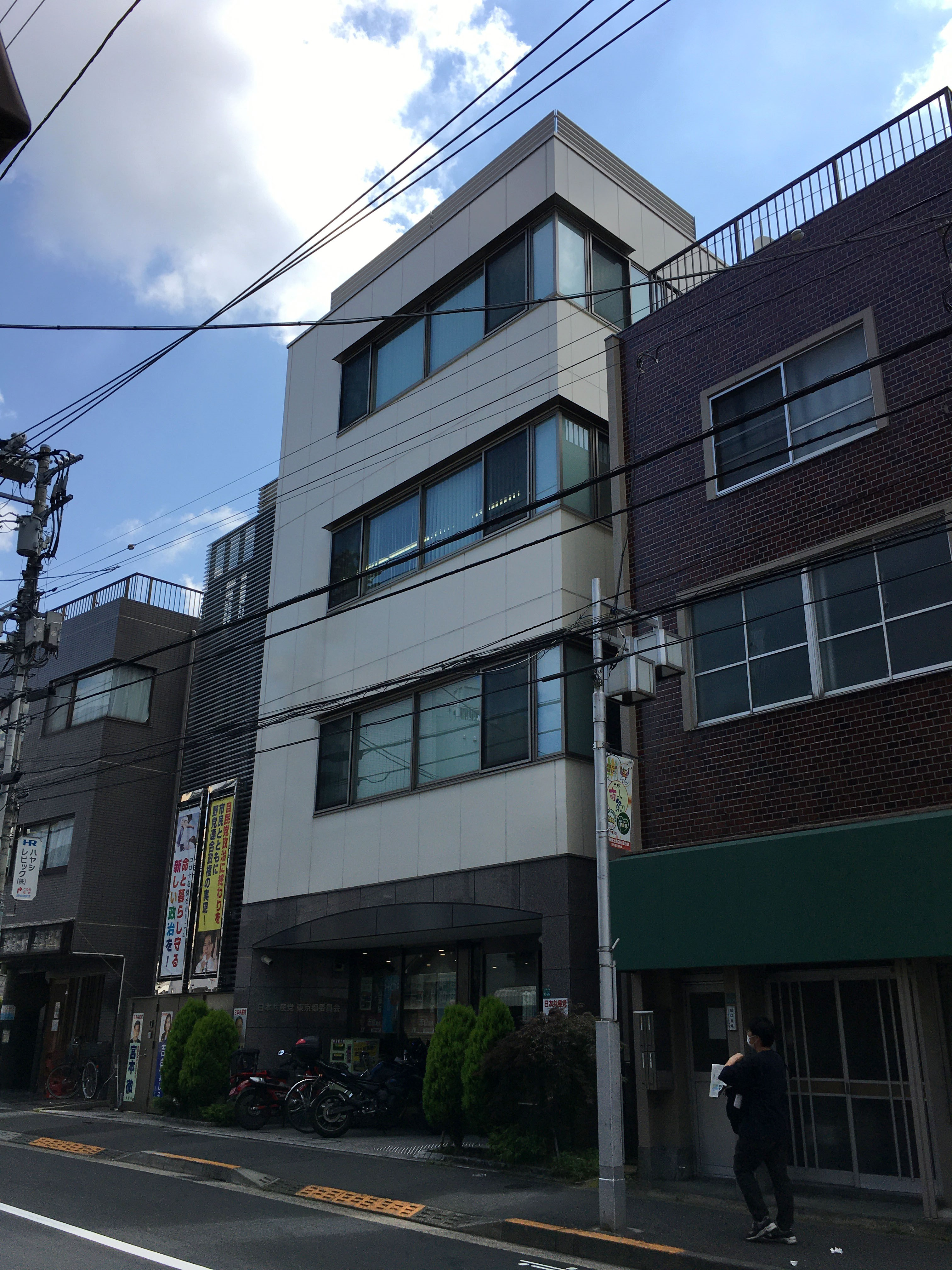
東京都委員会

都道府県組織の最高機関は都道府県党会議、指導機関は都道府県委員会である。都道府県委員会は、都道府県党会議決定の実行に責任をおう。党規約第31条は党委員会の任務として以下の6項目を列記している（抜粋）。
1. その都道府県で党を代表し、都道府県の党組織を指導する。
2. 中央の諸決定の徹底をはかるとともに、具体化・実践する。
3. 地方的な問題は、その地方の実情に応じて、自主的に処理する。
4. 幹部を系統的に育成し、適切な配置と役割分担をおこなう。
5. 地区党組織の権限に属する問題でも、必要な助言をおこなうことができる。
6. 都道府県党組織の財政活動の処理と指導にあたる。

都道府県委員会の最高決議機関は都道府県委員会総会で、すべての都道府県委員と准委員から構成される。都道府県委員会総会は委員長と常任委員会を選出し、常任委員会は、都道府県委員会総会からつぎの総会までのあいだ、都道府県委員会の職務をおこなう（第32条）。都道府県委員会は、大都市など、いくつかの地区にわたる広い地域での活動を推進するために、補助指導機関をもうけることができる（第18条）。また、経営や地域（区・市・町村）、学園にいくつかの支部がある場合も補助的な指導機関をもうけることもできる。これら補助指導機関の設置には中央委員会の承認が必要である。

### 地区組織

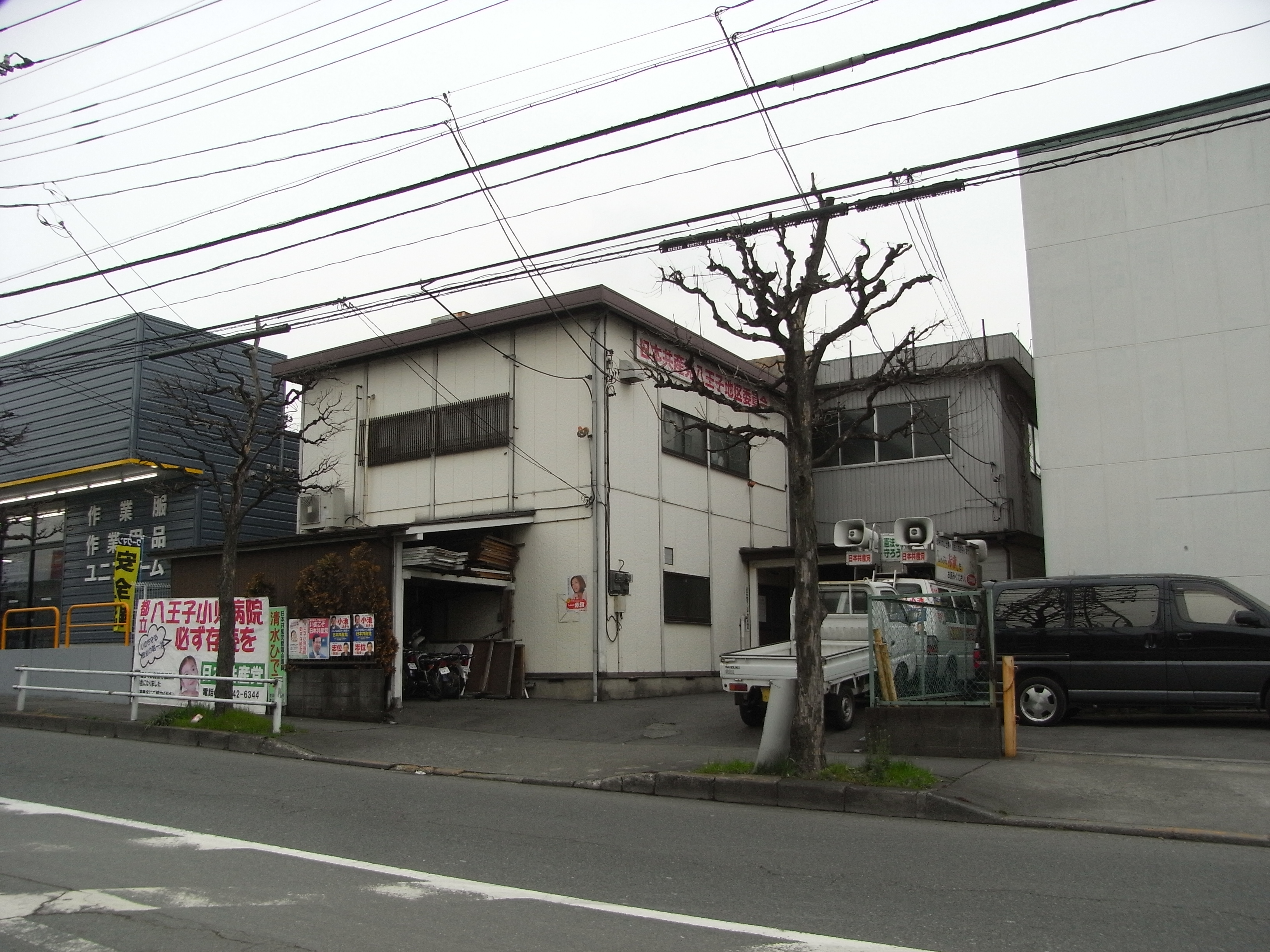
八王子地区委員会事務所
（東京都八王子市北野町）

東京都23区では特別区を単位に細かくおかれている一方で、人口・党員の少ない都道府県では、県土を2 - 3つにわけた程度の広範囲を管轄する地区組織もある。たとえば、島根県は、東部、西部、中部の3地区に分轄されている。地区組織の最高機関は地区党会議、指導機関は地区委員会である。地区委員会は、地区党会議決定の実行に責任をおう。党規約第36条は党委員会の任務を都道府県委員会に準じた内容の6項目に整理している。
地区委員会の最高決議機関は地区委員会総会で、すべての地区委員と准委員から構成される。地区委員会総会は委員長と常任委員会を選出し、常任委員会は、地区委員会総会からつぎの総会までのあいだ、地区委員会の職務をおこなう（第37条）。地区委員会は、経営や地域、学園にいくつかの支部がある場合、補助的な指導機関をもうけることもできる（第18条）。設置には都道府県委員会の承認が必要である。

### 支部
職場、地域、学園などに、3人以上の党員がいるところでは、支部をつくる。支部は党の基礎組織であり、それぞれの職場、地域、学園で党を代表して活動する（第38条）。かつては「細胞」と呼ばれていた。1人の党員が複数の支部に重複して所属することはない。支部の数は2010年現在、およそ2万2000おかれている。2006年1月の第24回大会の2万4000からおよそ2000支部減少した。この間党員数は微増している。
職場にもとづいてつくられる支部は「職場支部」、地域で結集する支部は「居住支部」ないし「地域支部」、大学など学園の学生で組織されるものは「学園支部」などと呼ばれる。共産党支部は、他の日本の政党には見られないほど多く組織され、都市部の居住支部はとくに身近に存在し、このことが同党を大衆政党（組織政党）として特徴づけている。
支部の最高機関は支部総会、指導機関は支部委員会である。ただし、党員の少ない支部は支部長を指導機関とする。支部総会はすべての党員から構成され、支部委会員ないし（指導機関としての）支部長を選出する。支部委員会はその内部機関として、支部長を選出する。支部には必要に応じて、副支部長をおいたり、下部組織としての班をもうけたりできる。班には班長をおく。
例外だが、状況によっては、社会生活・社会活動の共通性（階層）にもとづいて支部をつくることができる。現在は青年という年齢層にもとづいて組織される「青年支部」、複数の学校にまたがる「学生支部」（学園支部は同じ学校で組織されるので区別される）がある。
党員が3人にみたない地域・職場・学園では、党員は付近の支部にはいるか、または支部準備会をつくる。

### 後援会
第28回党大会まで議員や候補者個人の後援会はつくらない方針をとっており、すべて党後援会となっている。党後援会員は380万人以上である。党支部に対応する「単位後援会」と、労働者・企業経営者・農業者・女性・青年・学生・セクシャルマイノリティ・宗教者など各階層・大衆運動ごとにつくられるものの2種類に大別される。「日本共産党後援会全国連絡会」「全国労働者日本共産党後援会」「日本共産党・全国業者後援会」「日本共産党全国女性後援会」「日本共産党全国農業・農民後援会」「全国宗教人・日本共産党を支持する会」の6つの全国組織がある。また、青年・学生向けの後援会的組織として「日本共産党といっしょに日本をかえるネットワーク」（かえるネット）や、インターネット・SNSによる後援会的組織「JCPサポーター」もある。
個人名（候補者名）を冠した個人後援会を組織した時期もあったが、1980年の第15回大会が「後援会を日常不断に活動する恒常的な組織として大きく発展させ、「特定の候補者だけの支持活動でなく、各種の選挙で共産党の議員候補者を支持して連続的にたたかえる、共産党後援会的な機動性をもった組織」として確立することを」決議し、以後、個人後援会は党後援会に再編にされた。
第28回党大会では、「候補者個人が野党統一候補となり得る」として、個人後援会の設立を容認するように方針を転換した。

## 政治資金
日本共産党は党規約で政治資金を、党費、党の事業収入および党への個人の寄付などによってまかなうと規定している（規約第45条）。日本共産党規約の第45条から第47条よりなる第10章（資金）が党財政の通則にあたる。内訳は事業収入が最も大きく収入の9割近くを占め、そのほとんどが「しんぶん赤旗」等の機関紙誌の購読料収入である。企業・団体献金と政党交付金は受取りを拒否している。支出面でも機関紙誌の発行事業費が6割以上をしめる。このように、機関紙事業の規模が大きいことが資金を大規模化させており、例年、総額は日本の政党としては最大級の150億から200億円規模に達している。一般に、日本の議員は政治資金の面で、党からの交付よりも政治献金を含めた自己資金に依拠する傾向が強いが、日本共産党の議員は党が政治資金を支えている。
産経新聞は、神奈川県逗子市、川崎市、座間市、福岡県行橋市といった自治体で日本共産党の議員らが「しんぶん赤旗」の勧誘・配布・集金を行っている、と報道している。また、橋下徹大阪市長は日本共産党が政党助成金に反対していることを「きれい事」「全国の役所が購入してすさまじい額のお金を払っている。政党助成金そのものだ」と述べている。
政治資金収支報告書（2023年3月27日宣誓）によると、2022年の収入（前年からの繰入を除く）は約190億9500万円、支出（翌年への繰越を除く）は183億2300万円であった。収入の内訳は、党費が約5億1400万円（約2.69%）、寄付が4億6600万円（2.44%）、事業収入が166億5300万円（87.21%）、借入金が300万円（0.02%）、「本部又は支部から供与された交付金に係る収入」が10億6600万円（5.58%）、利息や地代・家賃など「その他の収入」が3億9400万円（2.06%）であった。寄付は全額が個人から。事業収入のうち、機関紙誌は165億8700万円で、全収入比でおよそ87%を占める。
支出（翌年への繰越を含む）の内訳は、経常経費が約33億8100万円、政治活動費が160億4300万円（うち、「本部又は支部に対して供与した交付金に係る支出の内訳」が54億6800万円）となっている。機関紙誌の発行事業費は政治活動費に含まれ、122億8300万円と支出全体の63%を占める。なお、政治資金パーティー開催事業費は支出していない。このように、機関紙活動を中核とし、企業・団体献金や交付金を排除した財務構造について、共産党は「国民と草の根で結びついて活動していることの反映であり、他の政党とまったく異なるわが党の財政の健全さをしめすもの」であると肯定的に評価している。
党費は、実収入の1パーセントとし、月別、または一定期間分の前納で納入する。失業している党員、高齢または病気によって扶養をうけている党員など生活の困窮している党員は、党費を減免できる（第46条）。日本民主青年同盟の同盟員として活動している党員は、納入する党費から同盟費（550円）を差し引いた額を納める。2022年は延べ数で約240万人が党費を納めた。中央委員会、都道府県委員会、地区委員会は、それぞれの資金と資産を管理する（第47条）。規約第47条に対応し、各級組織の「財政活動の処理と指導」が、当該級指導機関の任務のひとつに規定されている（第21条第8号、第31条第6号、第36号第6号）。なお、支部には党費を集める任務がある（第40条第3号）。
中央委員会には財務部門として、書記局のもとに「財務・業務委員会」が設けられている。同委員会は一般的な意味での財務のみならず、赤旗など機関誌紙発行事業の総務も所掌している。委員会の前身は第24回大会（2006年）期までは「財務・業務局」という独任制の部署であった。第25回大会時（2010年）に常任幹部会は、財務・業務委員会の責任者に、財務・業務局長の上田均（常任幹部会委員）を引き続き任命した。委員会には事務局と財政部、機関紙誌業務部、管理部、厚生部、赤旗まつり実行委員会がある。上田は政治資金収支報告書に記載される会計責任者を兼ねる。会計監査は中央委員会監査委員会が行っている。
企業献金については、「見返りを求めない企業献金などあり得ず、政治を腐敗させる元凶」として受け取らず、団体献金についても「団体に所属する構成員の思想・信条の自由を侵害する」という理由で受け取っていない。ただし、企業経営者や労働組合・各種団体役員からの個人献金は受け取っている。

### 政党助成金・政務活動費
国政政党に衆参の議員数ごとに支給される政党交付金（政党助成金）については憲法違反の制度であるとして受け取りを拒否している唯一の党である。かつて第二院クラブが、登録はしておいて助成金の受け取りを拒否し、自党が受け取るはずの助成金を国庫に戻させることにより、自党分の助成金が他政党へ配分されることを回避していたが、日本共産党は登録をすること自体が政党助成制度を認めるとして登録をしないため、共産党に割り当てられるはずの政党交付金は他党に配分されている。
地方議会で地方議員に会派の人数に応じて配分される政務活動費は受給している。

## 機関紙誌

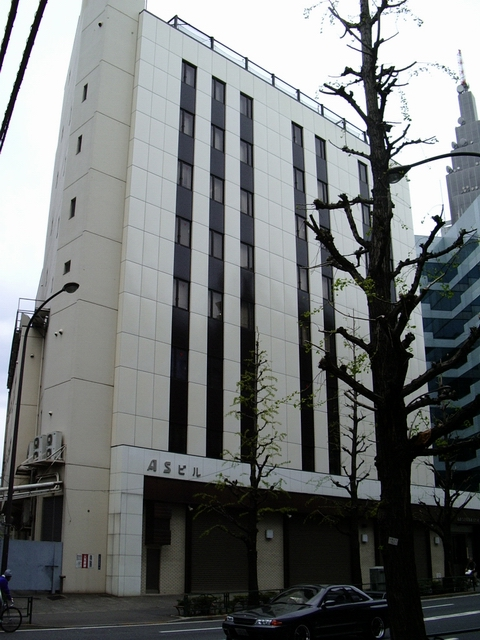
しんぶん赤旗編集局が入居する｢ASビル｣

日本共産党は機関紙活動を党活動の中心に据えている。

### しんぶん赤旗
中央機関紙として日刊の『しんぶん赤旗』（ブランケット判）と週刊の『しんぶん赤旗日曜版』（タブロイド判）を発行している。2019年（令和元年）時点で、日刊紙・日曜版を合わせた購読者数が100万部を割り込んだ。
購読者数は第15回党大会（1980年）時点での355万部をピークにほぼ一貫して減少しており、1990年（第19回大会）に1987年より30万部近く減らして286万部と報告。さらに10年後の2000年には199万余に後退し、2010年1月（第25回大会）の145.4万部を経て、2019年9月半ば時点では100万部を割るにいたった。この29年間(1990年～2019年)で通算すると、約3分の2に当たる190万減となる。

### 雑誌

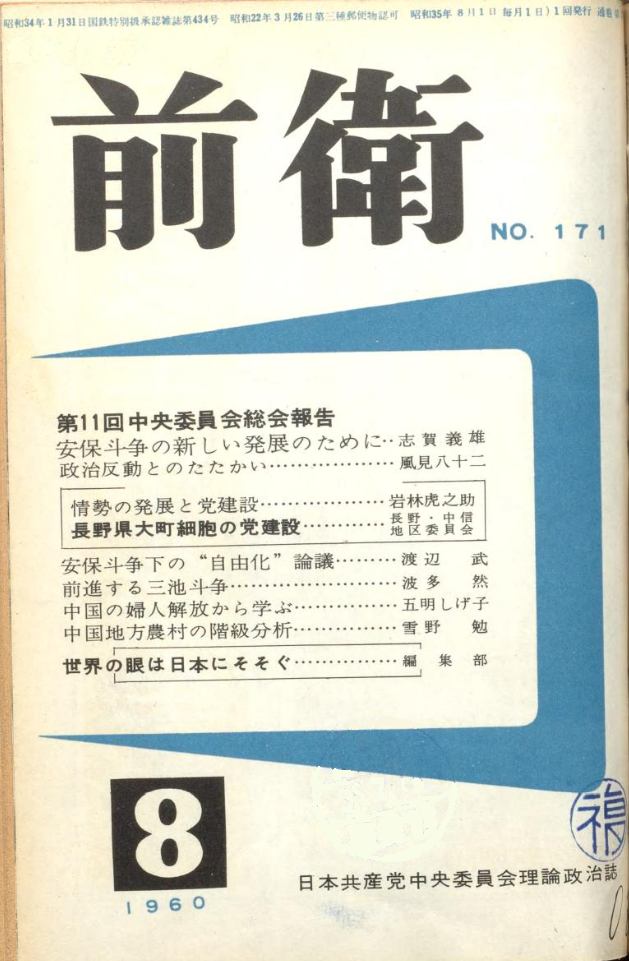
『前衛』1960年8月号

雑誌は『前衛』、『女性のひろば』、『議会と自治体』、『月刊学習』の4つの月刊誌を刊行しており、日本国内では一般の雑誌書籍の流通ルートから手に入る。
かつては、『世界政治 - 論評と資料』（『世界政治資料』。1992年12月の第875号をもって廃刊）、『理論政策』（『理論政策資料』。1993年1月の第300号をもって廃刊）などの刊行物もあった。1983年に開始された写真誌『グラフこんにちは日本共産党です』は2000年12月17日の第372号をもって「休刊」。都道府県委員会など地方組織の指導機関が編集・発行する地方機関紙もある。『○○民報』（○○には当該地名が入る）という名称が多い。京都民報社の『京都民報』や大阪民主新報社の『大阪民主新報』など、他大衆団体との共同機関紙というコンセプトから、党外団体を発行主体とする場合もある。その他、地方議会議員（団）の広報紙がある。

### 普及協力
新日本出版社の発行する月刊『経済』の普及・宣伝に協力しており、党の事務所では販売や定期購読の申し込みを受け付けている。かつては同様の普及協力誌に、総合月刊雑誌の『文化評論』や『あすの農村』、『労働運動』、『科学と思想』（年2回刊）があったが現在は休刊・廃刊している。
また、日本民主青年同盟の発行する『民主青年新聞』（月2刊）の購読の仲介もしている。過去には民青同盟の『われら高校生』、学生新聞社（所在地は新日本出版社とおなじ）の『学生新聞』や、小中学生向けの『少年少女新聞』（少年少女新聞社）も普及していたが、現在は休刊・廃刊した。

## 事務所・施設

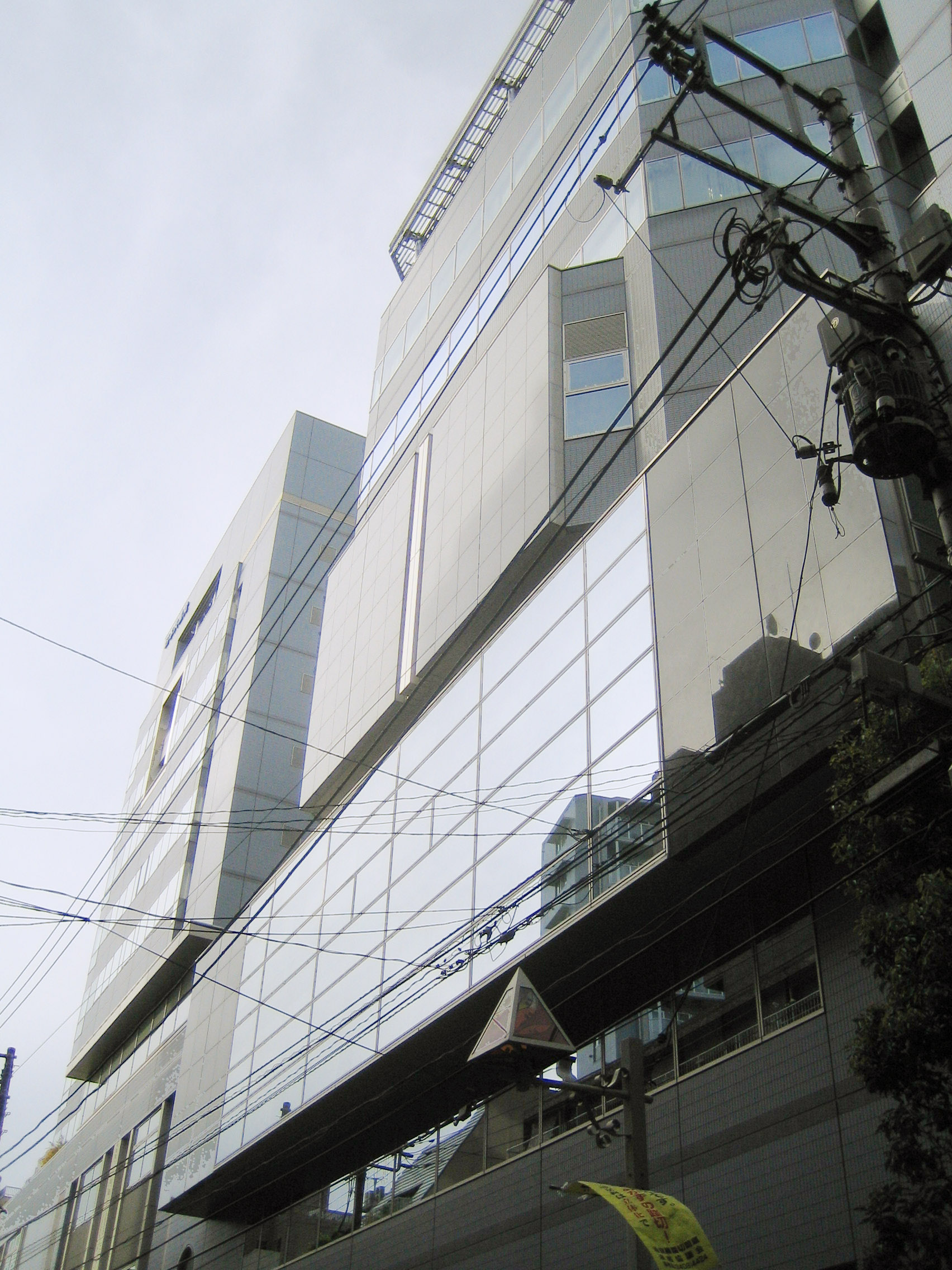
日本共産党本部ビル

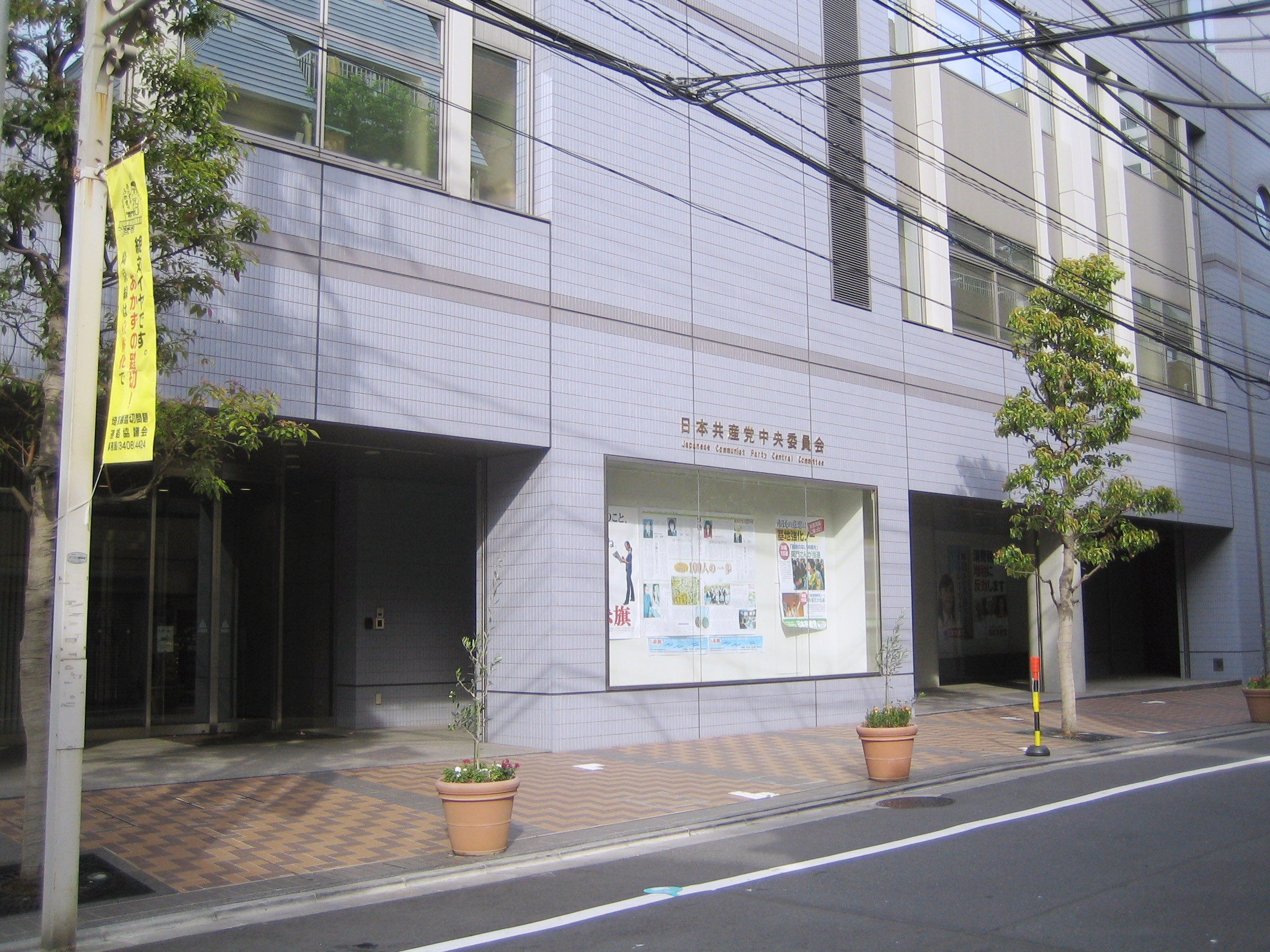
本部入口

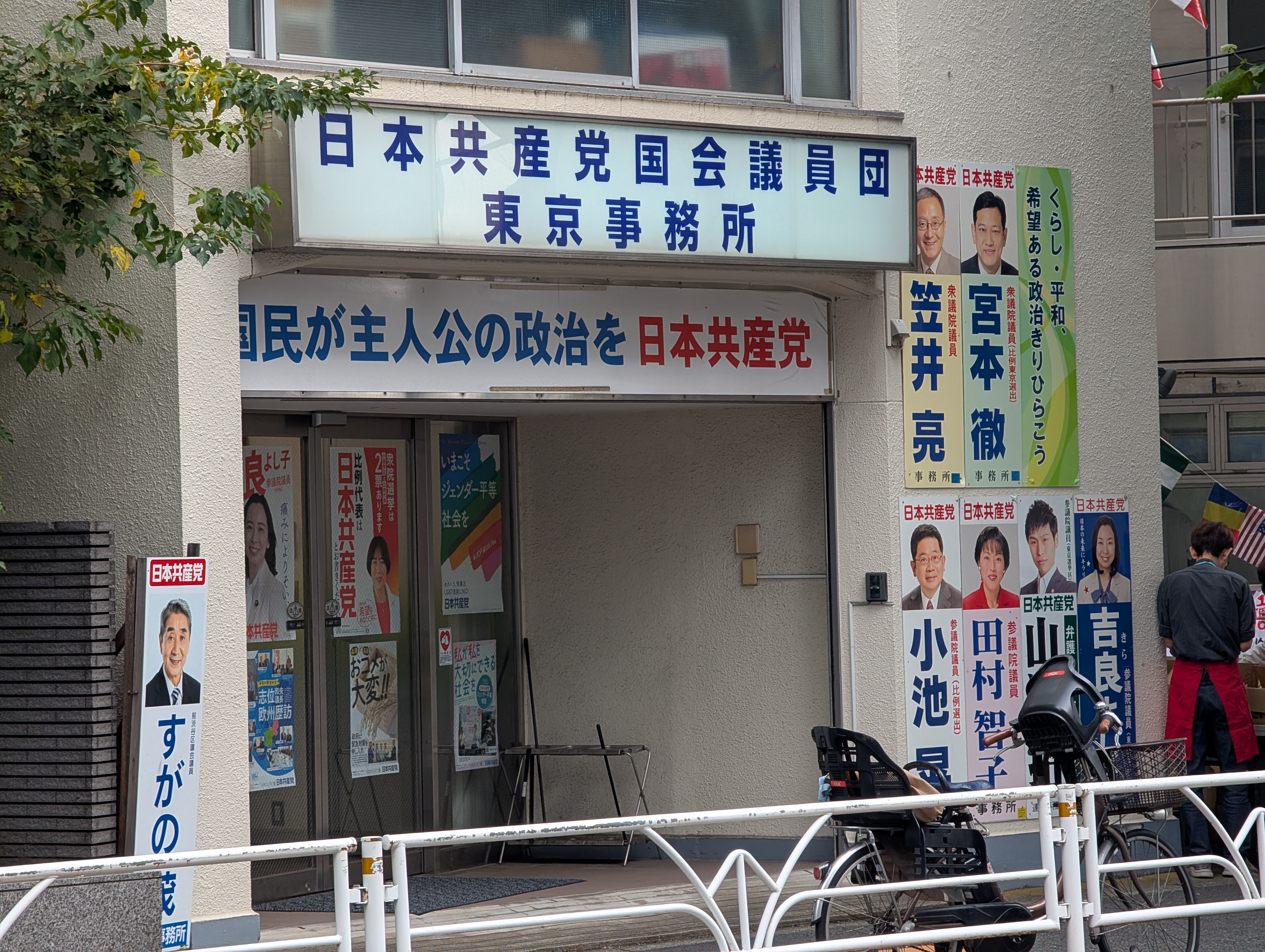
国会議員団東京事務所（渋谷区代々木1丁目

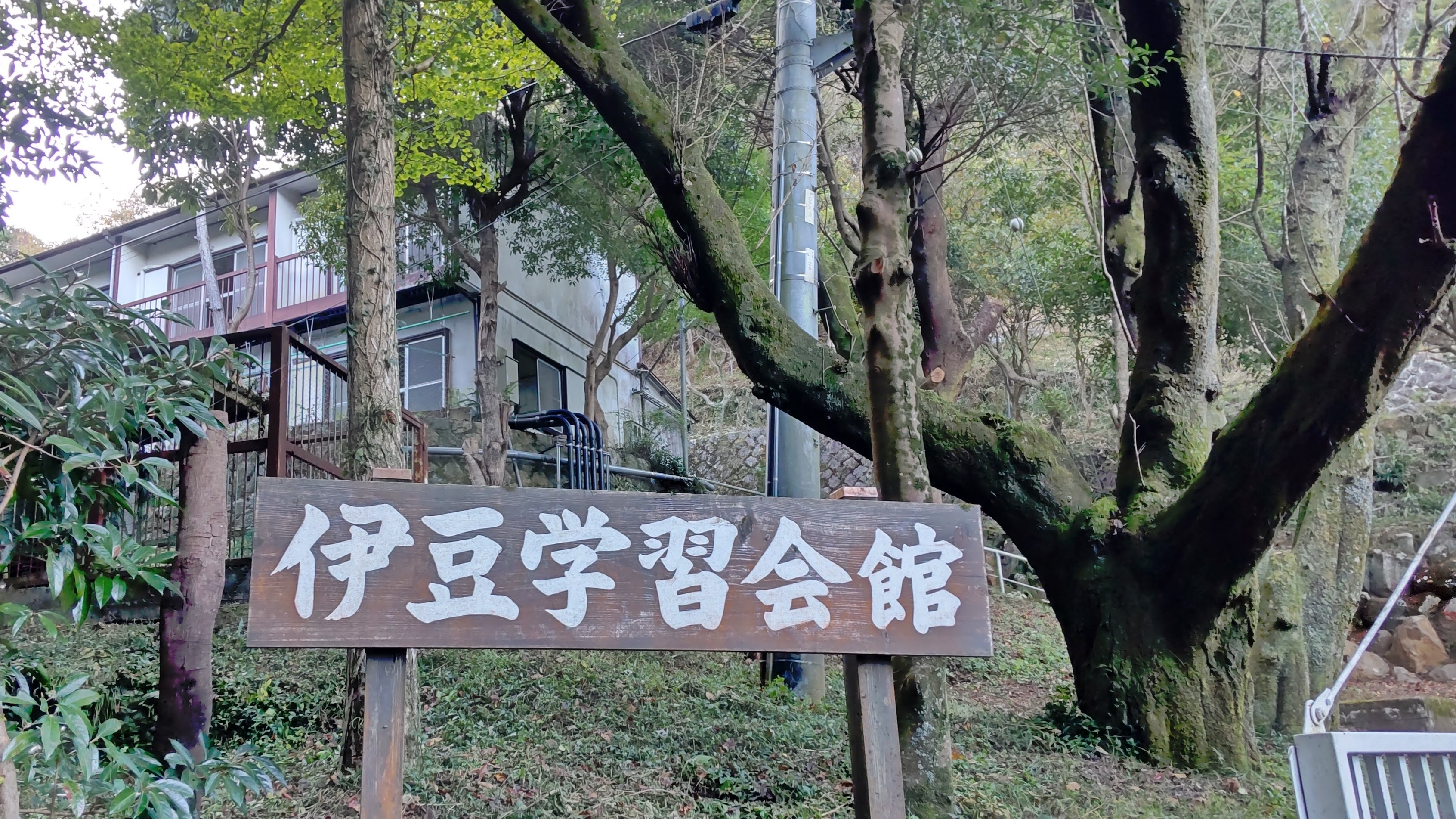
伊豆学習会館

日本共産党の事務所・施設は、本部、伊豆学習会館、都道府県委員会事務所、地区委員会事務所の党機関事務所と、衆議院議員ブロック事務所、参議院議員都府県事務所がある。他に補助機関（市委員会）の事務所や党地方議員（議員団）の事務所が存在する場合がある。選挙事務所は別の場合が多い。なおしんぶん赤旗の編集局と支局は党事務所とは別に存在する。

### 本部
中央委員会がある日本共産党本部ビルは、東京都渋谷区千駄ヶ谷4丁目26-7にある。正面入口の反対側を東日本旅客鉄道（JR東日本）中央本線、東側を明治通りが通る。最寄り駅は、代々木駅、千駄ケ谷駅、北参道駅の3駅となる。地上11階、地下1階の「1期棟」（北西側）と地上8階、地下2階の「2期棟」（南東側）から成り、両棟を地上3階建ての低層基壇が連結し、これを通じて行き来できる。延べ床面積は約1万6500m2で、日本の政党本部ビルとしては自民党をしのぎ最大である。
2000年から着工し、2005年に竣工した。総工費は85億円、うち45億円を党の積立基金が負担し、残り40億円を寄付や無利子借入金とし、順調に集まった。設計・監理責任者は地域建築空間研究所所長の小林良雄。なお、中央委員会の機関でも「しんぶん赤旗編集局」は明治通りを挟んで東側の「ASビル」に、あかつき印刷とともに入居している。
戦後の合法化により、現在と同じ場所にはじめて公然本部を構えた。1960年の党勢拡大に伴い、増築と周辺不動産の買取りを進め、1970年には8棟の建物が林立する複雑な形態を完成させた。耐震性に不安が生じたことから1998年に中央委員会は現行の本部ビルへ全面建て替えすることを決定した。

### 伊豆学習会館
党最大の施設で、静岡県熱海市上多賀の伊豆多賀駅西方約2km（徒歩30分）の山頂付近（北緯35度3分39.2秒 東経139度3分22.8秒 / 北緯35.060889度 東経139.056333度）にある。1963年着工。面積約4万5千平方メートル。東京ドーム（約4万7千平方メートル）に匹敵する敷地に学習施設など8棟。
科学的社会主義や公式党史などを学ぶ「党中央学校」（2014年時点で、党中央学校の「卒業生」は志位和夫委員長はじめ1万人を超える）などが開かれる他、党大会（1977年10月の第14回から）が付属大講堂で開催される。それまでの党大会では目黒公会堂など都内の公共施設を借りて会場にしていた。現在は大講堂の床下にある25メートル6コースのプールで、水を抜いたプールの上に板を敷き、イスを並べて行う。プール自体は数年前から維持管理コスト削減のために利用されていない。
この場所は、江戸城築城の際に石を切り出したところであるという。不破哲三によれば開設当時は「建物はできていたが、庭などはまだ完成しておらず、“労働しながら学習する”を合言葉に池を掘ったり樹を植えたり、庭づくりを学生がみんなでやったのです。岩や樹とかも各県の名産を寄せてもらったりしました」という。温泉はひかれていない。約150人収容の宿泊施設には党大会開催中、幹部団と事務局員が3連泊する。一般党員は2段ベッド式の4人部屋を利用するが、志位ら最高幹部には個室が用意される。ただし、食堂のメニューは「平等」と説明されている。

### 地方

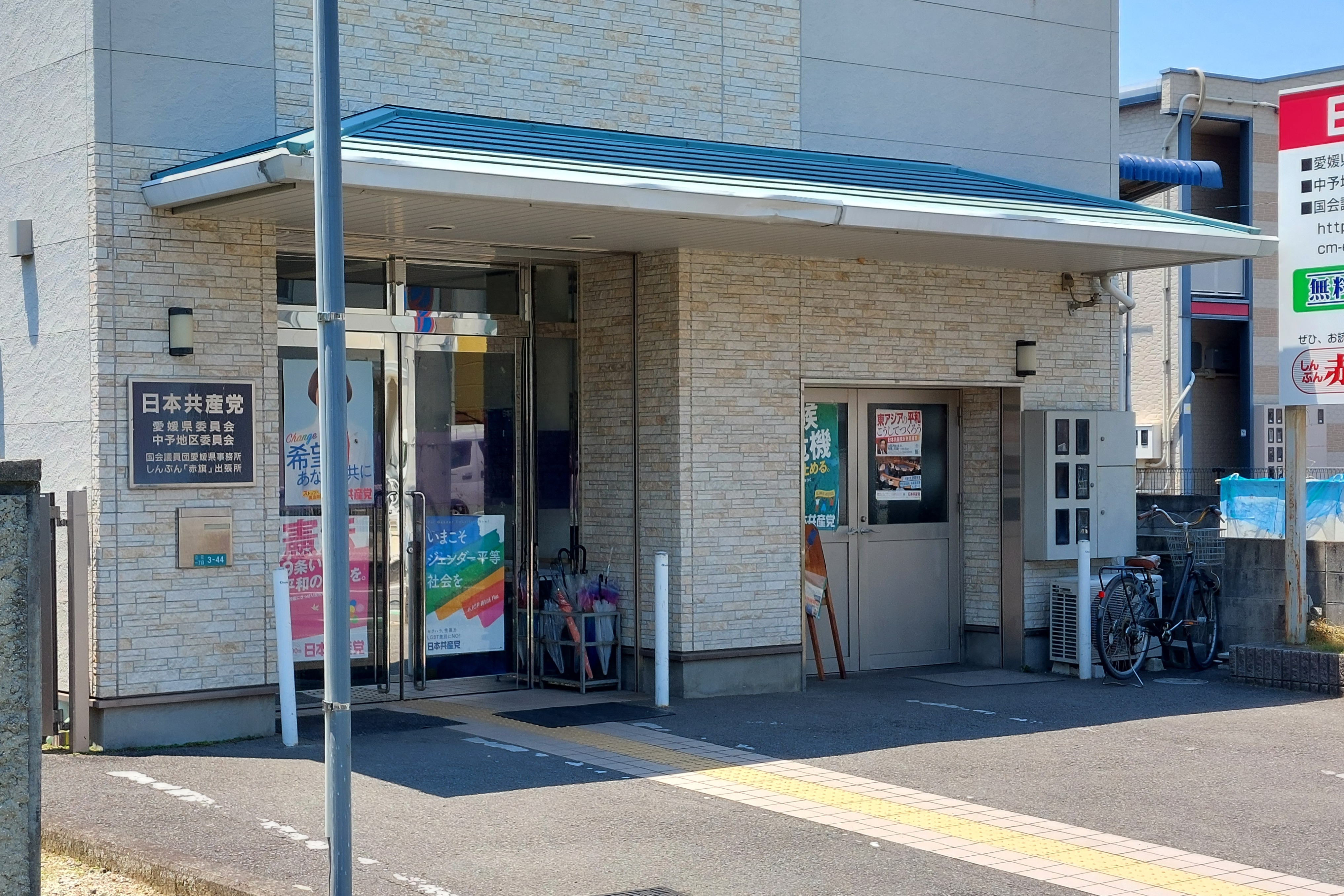
愛媛県委員会・中予地区委員会

都道府県委員会、地区委員会は事務所を有しており、場所を公開し、勤務員が常勤している。近年、一部の地区委員会は常勤の勤務員がおらず、市議会議員らが党務を兼任し、平日の昼でも事務所が開いてない場合がある。地区委員会の事務所は概ね一般的な民家・小商店くらいの建物規模或いはオフィスビルの一フロア程度の規模が多く、ほとんどはしんぶん赤旗の新聞販売店（配達拠点・管理）の機能を併せ持っている。県庁所在地の場合、県委員会と地区委員会の事務所が同じ建物内にある場合もある。

## 役職

### 現在の執行体制

#### 日本共産党中央委員会
| 役職             | 氏名 |
| ---------------- | --- |
| 議長             | 志位和夫 |
| 幹部会委員長     | 田村智子 |
| 筆頭副委員長     | 山下芳生 |
| 幹部会副委員長   | 田中悠 市田忠義 緒方靖夫 倉林明子 浜野忠夫 |
| 常任幹部会委員   | 市田忠義 岩井鐵也 大幡基夫 岡嵜郁子 緒方靖夫 紙智子 吉良佳子 倉林明子 小池晃 小木曽陽司 穀田恵二 坂井希 志位和夫 田中悠 田村智子 堤文俊 寺沢亜志也 中井作太郎 浜野忠夫 土方明果 広井暢子 藤田文 山下芳生 山添拓 若林義春 |
| 書記局長         | 小池晃 |
| 書記局長代行     | 田中悠 |
| 書記局次長       | 中井作太郎 堤文俊 土方明果 土井洋彦 |
| 政策委員会委員長 | 山添拓 |

#### 国会議員団
| 役職                   | 氏名                       |
| ---------------------- | -------------------------- |
| 議員団総会会長         | 紙智子                     |
| 衆議院議員団団長       | 高橋千鶴子                 |
| 衆議院議員団副団長     | 赤嶺政賢                   |
| 参議院議員団団長       | 紙智子                     |
| 参議院幹事長           | 井上哲士                   |
| 国会対策委員長         | 穀田恵二                   |
| 国会対策委員長代理     | 塩川鉄也                   |
| 衆議院国会対策委員長   | 穀田恵二                   |
| 衆議院国会対策副委員長 | 塩川鉄也 高橋千鶴子 宮本徹 |
| 参議院国会対策委員長   | 井上哲士                   |
| 参議院国会対策副委員長 | 山添拓 仁比聡平 岩渕友     |

### 過去の執行体制

#### 1922年～1923年
| 中央委員会委員長 | 在任期間        |
| ---------------- | --------------- |
| 堺利彦           | 1922年 - 1923年 |

#### 1923年～1945年
| 中央委員会委員長 | 在任期間        |
| ---------------- | --------------- |
| 佐野文夫         | 1926年 - 1927年 |
| 佐野学           | 1927年 - 1928年 |
| 渡辺政之輔       | 1928年          |
| 田中清玄         | 1929年 - 1930年 |
| 風間丈吉         | 1931年 - 1932年 |
| 山本正美         | 1933年          |
| 野呂栄太郎       | 1933年          |

#### 1945年～1958年
| 中央委員会書記長 | 在任期間        | 中央委員会委員 |
| ---------------- | --------------- | -------------- |
| 徳田球一         | 1945年 - 1953年 | 宮本顕治       |
| 野坂参三         | 1955年 - 1958年 | 宮本顕治       |

#### 1958年～1970年
| 西暦（大会）       | 中央委員会議長 | 中央委員会書記長 | 中央統制委員会議長               |
| ------------------ | -------------- | ---------------- | -------------------------------- |
| 1958年（7回大会）  | 野坂参三       | 宮本顕治         | 春日庄次郎                       |
| 1961年（8回大会）  | 野坂参三       | 宮本顕治         | 吉田資治                         |
| 1964年（9回大会）  | 野坂参三       | 宮本顕治         | 吉田資治                         |
| 1966年（10回大会） | 野坂参三       | 宮本顕治         | （規約改正で中央委員会の機構に） |

#### 1970年～
| 西暦（大会）       | 中央委員会議長 | 幹部会委員長 | 幹部会副委員長 | 幹部会副委員長 | 幹部会副委員長 | 幹部会副委員長 | 幹部会副委員長 | 幹部会副委員長 | 中央委員会書記局長 | 政策委員長 | 国会対策委員長 | 参議院議員団長 |
| ------------------ | -------------- | ------------ | -------------- | -------------- | -------------- | -------------- | -------------- | -------------- | ------------------ | ---------- | -------------- | -------------- |
| 1970年（11回大会） | 野坂参三       | 宮本顕治     | 袴田里見       | 岡正芳         |                |                |                |                | 不破哲三           | 上田耕一郎 |                |                |
| 1973年（12回大会） | 野坂参三       | 宮本顕治     | 袴田里見       | 岡正芳         | 瀬長亀次郎     | 村上弘         | 岩間正男       |                | 不破哲三           | 上田耕一郎 |                |                |
| 1977年（14回大会） | 野坂参三       | 宮本顕治     | 村上弘         | 上田耕一郎     | 瀬長亀次郎     | 西沢富夫       |                |                | 不破哲三           | 上田耕一郎 |                |                |
| 1980年（15回大会） | 野坂参三       | 宮本顕治     | 村上弘         | 上田耕一郎     | 瀬長亀次郎     | 西沢富夫       | 戎谷春松       | 松本善明       | 不破哲三           | 上田耕一郎 |                |                |
| 1982年（16回大会） | 宮本顕治       | 不破哲三     | 村上弘         | 上田耕一郎     | 瀬長亀次郎     | 西沢富夫       | 戎谷春松       | 松本善明       | 金子満広           | 吉岡吉典   |                |                |
| 1985年（17回大会） | 宮本顕治       | 不破哲三     | 村上弘         | 上田耕一郎     | 瀬長亀次郎     | 高原晋一       | 戎谷春松       | 松本善明       | 金子満広           | 吉岡吉典   |                |                |
| 1987年（18回大会） | 宮本顕治       | 不破哲三     | 小笠原貞子     | 上田耕一郎     | 瀬長亀次郎     | 高原晋一       | 戎谷春松       | 寺前巌         | 金子満広           | 吉岡吉典   | 岩間正男       |                |
| 1990年（19回大会） | 宮本顕治       | 不破哲三     | 小笠原貞子     | 上田耕一郎     | 金子満広       | 高原晋一       |                | 寺前巌         | 志位和夫           | 聴濤弘     |                |                |
| 1994年（20回大会） | 宮本顕治       | 不破哲三     |                | 上田耕一郎     | 金子満広       |                |                | 寺前巌         | 志位和夫           | 聴濤弘     |                |                |
| 1997年（21回大会） | 宮本顕治       | 不破哲三     | 立木洋         | 上田耕一郎     | 金子満広       | 筆坂秀世       | 穀田恵二       |                | 志位和夫           |            |                |                |
| 2000年（22回大会） | 不破哲三       | 志位和夫     | 石井郁子       | 上田耕一郎     | 浜野忠夫       | 筆坂秀世       | 穀田恵二       | 市田忠義       |                    |            |                |                |
| 2004年（23回大会） | 不破哲三       | 志位和夫     | 石井郁子       | 上田耕一郎     | 浜野忠夫       | 小池晃         | 穀田恵二       | 市田忠義       | 吉川春子           |            |                |                |
| 2006年（24回大会） | 空席           | 志位和夫     | 石井郁子       | 緒方靖夫       | 浜野忠夫       | 小池晃         | 穀田恵二       | 市田忠義       | 小池晃             |            |                |                |
| 2010年（25回大会） | 空席           | 志位和夫     | 広井暢子       | 緒方靖夫       | 浜野忠夫       | 小池晃         | 穀田恵二       | 市田忠義       | 市田忠義           |            |                |                |
| 2014年（26回大会） | 空席           | 志位和夫     | 広井暢子       | 緒方靖夫       | 浜野忠夫       | 小池晃         | 穀田恵二       | 小池晃         | 市田忠義           | 山下芳生   | 山下芳生       |                |
| ―                  | 空席           | 志位和夫     | 広井暢子       | 緒方靖夫       | 浜野忠夫       | 藤野保史       | 穀田恵二       | 小池晃         | 市田忠義           | 山下芳生   | 山下芳生       |                |
| ―                  | 空席           | 志位和夫     | 広井暢子       | 緒方靖夫       | 浜野忠夫       | 小池晃         | 穀田恵二       | 小池晃         | 市田忠義           | 小池晃     | 山下芳生       |                |
| 2017年（27回大会） | 空席           | 志位和夫     | 広井暢子       | 緒方靖夫       | 浜野忠夫       | 小池晃         | 穀田恵二       | 田村智子       | 市田忠義           | 山下芳生   | 山下芳生       | 笠井亮         |
| 2020年（28回大会） | 空席           | 志位和夫     | 倉林明子       | 緒方靖夫       | 浜野忠夫       | 小池晃         | 穀田恵二       | 田村智子       | 市田忠義           | 山下芳生   | 山下芳生       | 田村智子       |
| 2024年（29回大会） | 志位和夫       | 田村智子     | 倉林明子       | 緒方靖夫       | 浜野忠夫       | 小池晃         | 田中悠         |                | 市田忠義           | 山添拓     |                | 紙智子         |

※1976年の13回大会では、人事案件なし。

## 公選制の機関における党勢

### 衆議院
| 選挙                        | 当選/候補者 | 得票数                                                 | 定数 | 備考                             |
| --------------------------- | ----------- | ------------------------------------------------------ | ---- | -------------------------------- |
| （結党時）                  | -/-         |                                                        | 464  | 結党時は非合法                   |
| 第22回総選挙 1946年4月10日  | ○5/143      | 2,135,757（3.85%）                                     | 468  | 追加公認+1                       |
| 第23回総選挙 1947年4月25日  | ●4/120      | 1,002,883（3.67%）                                     | 466  |                                  |
| 第24回総選挙 1949年1月23日  | ○35/115     | 2,984,780（9.76%）                                     | 466  |                                  |
| 第25回総選挙 1952年10月1日  | ●0/107      | 896,765（2.54%）                                       | 466  |                                  |
| 第26回総選挙 1953年4月19日  | ○1/85       | 655,990（1.90%）                                       | 466  |                                  |
| 第27回総選挙 1955年2月27日  | ○2/60       | 733,121（1.98%）                                       | 467  |                                  |
| 第28回総選挙 1958年5月22日  | ●1/114      | 1,012,035（2.55%）                                     | 467  |                                  |
| 第29回総選挙 1960年11月20日 | ○3/118      | 1,156,723（2.93%）                                     | 467  |                                  |
| 第30回総選挙 1963年11月21日 | ○5/118      | 1,646,477（4.01%）                                     | 467  |                                  |
| 第31回総選挙 1967年1月29日  | ○5/123      | 2,190,563（4.76%）                                     | 486  |                                  |
| 第32回総選挙 1969年12月27日 | ○14/123     | 3,199,031（6.81%）                                     | 486  |                                  |
| 第33回総選挙 1972年12月10日 | ○38/122     | 5,496,827（10.49%）                                    | 491  | 追加公認+1、沖縄人民党より合流+1 |
| 第34回総選挙 1976年12月5日  | ●17/128     | 5,878,192（10.38%）                                    | 511  | 追加公認+2                       |
| 第35回総選挙 1979年10月7日  | ○39/128     | 5,625,527（10.42%）                                    | 511  | 追加公認+2                       |
| 第36回総選挙 1980年6月22日  | ●29/129     | 5,803,613（9.83%）                                     | 511  |                                  |
| 第37回総選挙 1983年12月18日 | ●26/129     | 5,302,485（9.34%）                                     | 511  | 追加公認+1                       |
| 第38回総選挙 1986年7月6日   | ○26/129     | 5,313,246（8.79%）                                     | 512  | 追加公認+1                       |
| 第39回総選挙 1990年2月18日  | ●16/131     | 5,226,986（7.96%）                                     | 512  |                                  |
| 第40回総選挙 1993年7月18日  | ●15/129     | 4,834,587（7.70%）                                     | 511  |                                  |
| 第41回総選挙 1996年10月20日 | ○26/321     | 小選挙区7,096,766（12.55%） 比例代表7,268,743（12.0%） | 500  |                                  |
| 第42回総選挙 2000年6月25日  | ●20/332     | 小選挙区7,352,844（12.08%） 比例代表6,719,016（11.1%） | 480  |                                  |
| 第43回総選挙 2003年11月9日  | ●9/316      | 小選挙区4,837,952（8.13%） 比例代表4,586,172（7.76%）  | 480  |                                  |
| 第44回総選挙 2005年9月11日  | ○9/292      | 小選挙区4,937,375（7.25%） 比例代表4,919,187（7.25%）  | 480  |                                  |
| 第45回総選挙 2009年7月21日  | ○9/171      | 小選挙区2,978,354（4.22%） 比例代表4,943,886（7.03%）  | 480  |                                  |
| 第46回総選挙 2012年12月16日 | ●8/322      | 小選挙区4,700,289（7.8%） 比例代表3,689,159（6.1%）    | 480  |                                  |
| 第47回総選挙 2014年12月14日 | ○21/315     | 小選挙区7,040,169（13.0%） 比例代表6,062,962（11.4%）  | 475  |                                  |
| 第48回総選挙 2017年10月22日 | ●12/243     | 小選挙区4,998,932（9.02%） 比例代表4,404,081（7.90%）  | 465  | 辞職-1、繰上当選+1               |
| 第49回総選挙 2021年10月31日 | ●10/130     | 小選挙区 2,639,708 (4.59%) 比例代表 4,166,076 (7.25%)  | 465  |                                  |
| 第50回総選挙 2024年10月27日 | ●8/236      | 小選挙区 3,695,806 (6.81%) 比例代表 3,362,966 (6.16%)  |      |                                  |

### 参議院
| 選挙                         | 当選/候補者 | 得票数                                              | 非改選 | 定数 | 備考              |
| ---------------------------- | ----------- | --------------------------------------------------- | ------ | ---- | ----------------- |
| 第1回通常選挙 1947年4月20日  | ○4/42       | 地方区825,304（3.74%） 全国区610,948（2.87%）       | -      | 250  | 第1回のみ全員選挙 |
| 第2回通常選挙 1950年6月4日   | ○2/50       | 地方区1,637,451（5.65%） 全国区1,333,872（4.76%）   | 2      | 250  |                   |
| 第3回通常選挙 1953年4月24日  | ●0/16       | 地方区264,729（0.945%） 全国区293,877（1.09%）      | 1      | 250  |                   |
| 第4回通常選挙 1956年7月8日   | ○2/34       | 地方区1,149,009（3.87%） 全国区599,254（2.09%）     | 0      | 250  |                   |
| 第5回通常選挙 1959年6月2日   | ○1/36       | 地方区999,255（3.32%） 全国区551,196（1.87%）       | 2      | 250  |                   |
| 第6回通常選挙 1962年7月1日   | ○3/47       | 地方区1,760,258（4.85%） 全国区1,123,947（3.14%）   | 1      | 250  |                   |
| 第7回通常選挙 1965年7月4日   | ○3/48       | 地方区2,608,771（6.92%） 全国区1,652,364（4.43%）   | 1      | 250  |                   |
| 第8回通常選挙 1968年7月7日   | ○4/49       | 地方区3,577,179（8.27%） 全国区2,146,879（4.98%）   | 3      | 250  |                   |
| 第9回通常選挙 1971年6月27日  | ○6/51       | 地方区4,878,570（12.1%） 全国区3,219,307（8.06%）   | 4      | 252  |                   |
| 第10回通常選挙 1974年7月7日  | ○13/54      | 地方区6,428,919（12.0%） 全国区4,931,650（9.37%）   | 5      | 252  |                   |
| 第11回通常選挙 1977年7月10日 | ●5/52       | 地方区5,159,142（9.96%） 全国区4,260,050（8.41%）   | 11     | 252  |                   |
| 第12回通常選挙 1980年6月22日 | ●7/52       | 地方区6,652,311（11.7%） 全国区4,072,019（7.28%）   | 5      | 252  |                   |
| 第13回通常選挙 1983年6月26日 | ○7/71       | 選挙区4,859,334（10.5%） 比例区4,163,877（8.95%）   | 7      | 252  |                   |
| 第14回通常選挙 1986年7月6日  | ○9/71       | 選挙区6,617,487（11.4%） 比例区5,430,838（9.47%）   | 7      | 252  |                   |
| 第15回通常選挙 1989年7月23日 | ●5/71       | 選挙区5,012,424（8.81%） 比例区3,954,408（7.04%）   | 9      | 252  |                   |
| 第16回通常選挙 1992年7月26日 | ●6/71       | 選挙区4,817,001（10.61%） 比例区3,532,956（7.86%）  | 5      | 252  |                   |
| 第17回通常選挙 1995年7月23日 | ○8/72       | 選挙区4,314,830（10.38%） 比例区3,873,955（9.53%）  | 6      | 252  |                   |
| 第18回通常選挙 1998年7月12日 | ○15/70      | 選挙区8,758,759（15.66%） 比例区8,195,078（14.60%） | 8      | 252  |                   |
| 第19回通常選挙 2001年7月29日 | ●5/72       | 選挙区5,362,958（9.87%） 比例区4,329,210（7.91%）   | 15     | 247  |                   |
| 第20回通常選挙 2004年7月11日 | ●4/71       | 選挙区5,520,141（9.84%） 比例区4,362,574（7.80%）   | 5      | 242  |                   |
| 第21回通常選挙 2007年7月29日 | ●3/63       | 選挙区5,164,572（8.70%） 比例区4,407,932（7.48%）   | 4      | 242  |                   |
| 第22回通常選挙 2010年7月11日 | ●3/64       | 選挙区4,256,400（7.29%） 比例区3,563,556（6.10%）   | 3      | 242  |                   |
| 第23回通常選挙 2013年7月21日 | ○8/63       | 選挙区5,645,937（10.64%） 比例区5,154,055（9.68%）  | 3      | 242  |                   |
| 第24回通常選挙 2016年7月10日 | ○6/56       | 選挙区4,103,514（7.26%） 比例区6,016,195（10.74%）  | 8      | 242  |                   |
| 第25回通常選挙 2019年7月21日 | ●7/40       | 選挙区3,710,768（7.37%） 比例区4,483,411（8.95%）   | 6      | 245  |                   |
| 第26回通常選挙 2022年7月10日 | ●4/58       | 選挙区3,636,533（6.84%） 比例区3,618,342（6.82%）   | 7      | 245  |                   |
| 第27回通常選挙 2025年7月20日 | ●3/47       | 選挙区2,831,672（4.79%） 比例区2,864,738（4.84%）   | 4      | 248  |                   |

（参考文献：石川真澄（一部山口二郎による加筆）『戦後政治史』2004年8月、岩波書店・岩波新書、ISBN 4-00-430904-2）
- 当選者に追加公認は含まず。追加公認には会派に加わった無所属を含む。
- 第22回総選挙の定数には、選挙を実施できなかった沖縄選挙区（定数2）含む。
- 『戦後政治史』に記載のない追加公認は、以下の衆議院公式サイト記載の選挙直後の国会召集日の会派所属者数から判断した。ただし、第20回通常選挙（2004年）直後の召集はない。
  - 2 国会議員会派別議員数の推移（召集日ベース）（衆議院、1990年～1999年）
  - 2 国会議員会派別議員数の推移（召集日ベース）（衆議院、1996年～2003年）
  - 2 国会議員会派別議員数の推移（召集日現在）（衆議院、2001年～2008年）
  - (2) 参議院（1990年～1999年）
  - (2) 参議院（1994年～2004年）
  - （2）参議院 （召集日現在） （2001年～2008年）

### 所属国会議員
- 国会議員：21名
  - 衆議院議員：10名（議席占有率：2.15%）
  - 参議院議員：11名（議席占有率：4.43%）

### 地方自治体
- 与党の自治体：39（2024年11月15日現在）[281]
  - 与党の都道府県：2
    - 達増拓也（岩手県知事、推薦）、玉城デニー（沖縄県知事、推薦）
- 地方議員：2,280人（女性議員：948人）（2025年2月1日現在）[282]
  - 都道府県議会：110人（女性議員:64人）
    - 議席を有する都道府県議会：42

  - 政令市議会：108人（女性議員：51人）
  - 特別区議会：100人（女性議員：51人）
  - 市議会：1,326人（女性議員：574人）
  - 町村議会：636人（女性議員：208人）

- 党地方議員（団）は、中央における国会議員団と同様に、当該級の委員会（指導機関）の指導を受ける。

## 破防法調査対象団体
日本共産党は、1951年に主流派の所感派が武装闘争を採択、1955年に武装闘争路線を放棄した。以後の日本共産党執行部は、当時の所感派の指示は党の正式な指示ではなく、党に責任は無く、また「平和革命必然論」と「武力革命唯一論」の両方を誤りとする。
公安調査庁は1952年の破壊活動防止法施行以来、日本共産党を調査対象団体としている。。1955年の武装闘争路線放棄以降も、敵の出方論であり、暴力革命自体は放棄していないとして、毎年1回発刊する「内外情勢の回顧と展望」で日本共産党の動向を報告している（近年では共産党の施策紹介と化している）。また、警察庁警備局も共産党が「暴力革命の方針」を保持していると認識している。
これに対して日本共産党は公安調査庁を以下のように批判し、破壊活動防止法と共に廃止を主張している。
- 国民に対するスパイ活動を日常的に行っている秘密警察である。
- アメリカと大企業の利益最優先の政治をすすめる上で障害になるとみなした国民の運動を敵視・監視することが公安調査庁の最大の課題となっている。
- 日本共産党や一致する要求に基いて正当な活動をしている民主団体を、破防法の規定にすら反して主な標的として活動してきた。
- 監視の手口が盗聴、脅迫、窃盗、飲食や金品の提供によるスパイ工作など、違法・卑劣なものである。
- 近年では、阪神・淡路大震災（兵庫県南部地震）の救援にあたったボランティア活動、「官官接待」などを追及する市民オンブズマン活動、サッカーくじの導入に反対した女性団体、PTA組織、弁護士会、消費税増税反対の労働組合や老人クラブ、原発・基地・産廃処理場建設をめぐる住民投票、従軍慰安婦問題での市民運動などに監視の手をのばしてきた。
- オウム真理教（現・アレフ・ひかりの輪）の犯罪行為に対しては坂本堤弁護士一家殺害事件以来何の役割も果たしていない。

兵庫県警OBの飛松五男は以下のように述べた。

## 他党との関係
1980年の社公合意以降、他党との選挙協力は沖縄以外行わない姿勢をとってきたが、2015年9月19日、「戦争法（平和安全法制）廃止の国民連合政府」に賛同する野党との選挙協力をすると発表した。
共産党と他の政党が協力関係を築けていない理由として以下が挙げられる。
1. 政策的な違い
2. 日本社会党や部落解放同盟との長年の確執
3. 共産党の組織を維持・伸張させるために独自候補を擁立する必要があるという内部的な要因
4. 共産党が過去に労働運動の分野で労使協調路線に対して御用組合と痛烈な批判を行ったこと

こうしたこともあって、民主党・社民党、部落解放同盟などから「独善的体質」「セクト主義」と批判されており、政治評論でもそういったイメージで語られることが多い。

### 他党の反応とその事例
同様に他の野党も、共産党との連携に消極的な事が多い。
1990年の総選挙の際には、定数3で共産党議員が長く議席を保持してきた選挙区に、当時の社会党が新人候補を立てたケース（東京9区や和歌山1区など。和歌山1区では社会党候補が共産党に代わって当選）や、民主党が定数1の沖縄県議補欠選挙で泡沫候補を立てて野党票を割り革新系無所属候補の当選を「阻害」したケースも見受けられる。
小選挙区制導入以降、国政・地方選を問わず、共産党は孤立する傾向をより深めている。以下、いくつかの事例を挙げる。
2006年の沖縄県知事選挙では、糸数慶子を推すことで、近年の主要選挙では稀になった事実上の全野党共闘が成立した。民主党内部では長島昭久など党内右派から「共産と手を組んでいる」との批判が行われ、自民党も「共産と手を組んだ民主」などと攻撃した。結果は自民党推薦の仲井眞弘多に敗れた。このように、保守層を中心とした「共産党と手を組むことが悪なのは自明」論の影響力は大きく、他の野党も自民党やマスコミに共産党との協力関係を批判されると、容易に動揺する傾向が見られる。
こういった社会的風潮もあり、表だった協力関係ではなく共産党側に「内部に対しては共闘先の候補者の選挙活動を行ない、その候補へ投票するよう指導・動員を強めるべきだが、対外的には推薦・支持などを公式には表明せず、（共産）党員はあくまでも無党派の支援者として振舞うべき」などの「配慮」を求めるケースもあった。これに共産党側が反発し、非難合戦となったこともある。
その一方で、「共産党を落とす」ため、共産党が接戦・優位な選挙区では自民党、民主党が国政等で対立しているにもかかわらず、協力するケースも多い。
2004年には、参議院大阪府選挙区で、辞職中の辻元清美（当時、社民党）の支持者から、辻元を共同候補にし、共産現職の宮本岳志に引退を「強要」する言動がなされたとされる。結果は辻元も宮本も落選した。
2007年2月の愛知県知事選挙では、共産党は当初、民主党の候補予定者であった前犬山市長の石田芳弘を共同で推そうとして協議を呼びかけた。石田本人は含みを持たせていたものの、陣営はこれを拒絶。共産党は急遽阿部精六を推薦。結果は阿部が予想を上回る票を獲得し、現職で3選を目指していた神田真秋を急激に追い上げていた石田は僅差で敗北した。
2007年3月の東京都知事選挙では、共産党推薦の吉田万三と、市民団体が擁立し民主・社民の実質的な支援を受ける元宮城県知事の浅野史郎、現職知事の石原慎太郎の有力三候補が競う形となった。共産党は現職の石原都知事を批判しており、浅野もまた反石原という点では一致していた。石原都知事の圧倒的優勢を覆すため、市民団体は「反石原」で吉田の出馬取り下げを要求した。これに対し、話し合いもないまま取り下げを強要されたと吉田陣営が反発（ただし市民団体側は事前の申し入れはしていたと反論）。志位和夫は「（浅野と）石原都政はうり二つ」と断言しこれを拒否した。その理由は、民主党が都議会において「オール与党」体制の一翼を占めており、吉田候補は集会等で「他に共闘対象となる候補者が出れば、自分は降りてその人を支援しても良い」と発言していたが、同席していた民主党都議は共産党との共闘を明確に拒否した。このような足並みの乱れもあり、選挙は石原が前回に続いて大勝した。その直後の都議会では、民主党や東京・生活者ネットワークは、知事提案の議案にすべて賛成した（社民党は都議会の議席をもっていないが、議席のあった2001年までは知事提案にすべて賛成する石原与党であった）と、共産党側は批判している。
この三例の共通点は、民主党が共産党側に何の利益も与えず、「無償で」自候補への協力を強制したと共産党側が主張していることにある。その真偽は定かでないものの、共産党の反応が極めて厳しいことは確かである。このような真偽不明な双方の見解の相違が頻出し、特に共産党側が事態の打開を望まないともとれる態度を示す点が特徴的である。
2013年の第23回参議院議員通常選挙では、定数2の京都府選挙区で自民党の西田昌司が序盤から優位に立ち、2議席目を共産党の倉林明子と民主党新人で元首相補佐官の北神圭朗が争う展開となり、各メディアの情勢で北神の接戦・劣勢が伝えられると、府内の財界や山田啓二京都府知事、門川大作京都市長が「共産党落とし」を進めただけでなく、北神陣営が自民・公明両党に票を流す依頼まで行った。結果は、倉林が1万8000票差で北神を振り切って初当選したものの、京都新聞の出口調査では公明支持層の35.2%が推薦した西田に投票した一方、それを上回る38.9%が北神に投票していた。
一方、2011年大阪市長選挙では、当時の大阪府知事の橋下徹（大阪維新の会）の政治姿勢を独裁者と批判し、「独裁政治と教育基本条例案の成立を阻止」の名目の元、独自候補の渡司考一の擁立を撤回し、2007年大阪市長選挙では対立候補だった平松邦夫支持を呼びかけ、既存の他党と連携を行うという戦術を取り、2015年および2019年の市長選では自民党推薦の柳本顕を支持するという方針を出した。（平松と柳本は共に落選。）
他党が共産党候補の支持を表明したのは、保坂展人が狛江市長矢野裕（4期：1996年 - 2012年）を応援した例や、新社会党や沖縄社会大衆党などによる推薦・支持など、ある程度限られる。国分寺市長山崎真秀（1期：1997年 - 2001年）は、共産党と新社会党のみの推薦で5党相乗りの現職との一騎討ちに勝って当選した。

## 外郭・共闘団体との関係

### 外郭団体
- 新日本出版社 - 党幹部の著書やしんぶん赤旗関連の書籍を多く発行する。
- ジャパンプレスサービス - しんぶん赤旗の記事を英訳。
- 日本民主青年同盟（民青同盟） - 同盟の「目的」は「日本共産党のみちびきをうけ、科学的社会主義と日本共産党の綱領」を学ぶことを、規約は「日本共産党を相談相手に、援助を受けて活動する」ことを、それぞれ明記している[302]。

### 加盟団体
日本共産党が構成員となっている団体は以下の通り。
- 日本国民救援会
- 平和・民主・革新の日本をめざす全国の会（全国革新懇）
- 憲法改悪阻止各界連絡会議（憲法会議）
- 中央社会保障推進協議会（中央社保協） - 社会保障の拡充を求める労働組合や生活協同組合などとの共闘組織
- 消費税廃止各界連絡会（各界連）
- 安保破棄中央実行委員会
- 非核の政府を求める会

- 共同・友好関係

恒常的な共同・友好関係にあるか、執行部に党員が多いと見られている大衆団体。団体代表が団体内党後援会の代表を兼ねる例も多い。

民医連、全商連、農民連、全労連、新婦人の5団体は代表職を全国革新懇に代表世話人に送り出している。
- 全日本民主医療機関連合会（略称:全日本民医連、民医連）[304]
- 全国商工団体連合会（全商連）[305]
- 農民運動全国連合会（農民連）
- 全国労働組合総連合（全労連）
- 新日本婦人の会（新婦人）[306]
- 自由法曹団
- 日本平和委員会
- 平和遺族会全国連絡会
- 全国地域人権運動総連合（全国人権連）
- 日本宗教者平和協議会（宗平協）[307]
- 原水爆禁止日本協議会（日本原水協）
- 全国生活と健康を守る会連合会（全生連）

### 共闘関係
日本共産党や共産党員は、以下の団体の抗議行動に参加している。
- オール沖縄[308]：日本共産党沖縄県委員会が参加している。
- 市民連合
- 総がかり行動実行委員会[308]
- 安全保障関連法に反対する学者の会
- 立憲デモクラシーの会
- 安保関連法に反対するママの会
- 民主主義と生活を守る有志（SADL, サドル)[308]
- VIP（Voices Into the Peace）[308]
- ぼくしゅけ～僕らが主権者って知らなくて委員会～[308]
- 安倍政権NO！☆実行委員会[308]
- 自由と民主主義のための学生緊急行動（SEALDs）[308](現在は解散)：産経新聞は、SEALDsのデモで使用されている車両と共産党関係者が使用している車両のナンバーが同一であったと述べている[309]。

## 国際党間交流
日本共産党はかつて「一国一前衛党論」を掲げ、複数の共産党・労働者党がある国では一つの党としか関係を持たなかった。さらに、ソ連共産党や中国共産党の複数前衛党論（併党論）を、大国の共産党による外国の革命運動に対する干渉を合理化する理論であるとして、強く批判した。1984年には、この複数前衛党論を全面的に批判し、一国一前衛党論を展開した論文「科学的社会主義の原則と一国一前衛党論 : 「併党」論を批判する」を「赤旗」紙上で発表している。
第23回大会（2004年）または第24回大会（2006年）に、代表ないしメッセージを送った党は以下の通り。
アジア
- インド - インド共産党、インド共産党 (マルクス主義)（CPIM）
- 中国 - 中国共産党

1968年から1998年にかけて対立関係にあったが、1998年に関係回復。2019年に再び対立関係。詳細は日中共産党の関係を参照
- ベトナム - ベトナム共産党

日本共産党は昔からベトナム共産党と関係が深く、ベトナム戦争時には北ベトナムと連帯した。
- ラオス - ラオス人民革命党
- スリランカ - スリランカ共産党
- カンボジア - フンシンペック党
- ネパール - ネパール共産党統一マルクス・レーニン主義派

欧州・アフリカ
- ドイツ - 左翼党 (ドイツ)、ドイツ共産党、民主的社会主義党
- フランス - フランス共産党
- アイルランド - アイルランド労働者党
- スウェーデン - 左翼党 (スウェーデン)
- デンマーク - 社会主義人民党
- チェコ - ボヘミア・モラビア共産党
- キプロス - 労働人民進歩党
- ギリシア - ギリシャ共産党
- スペイン - スペイン共産党
- ポルトガル - ポルトガル共産党
- ハンガリー - ハンガリー労働者党
- イタリア - 共産主義再建党
- チュニジア - 立憲民主連合
- ロシア連邦 - ロシア連邦共産党

米州
- ブラジル - ブラジル共産党、ブラジル社会主義人民党、ブラジル労働党
- ベネズエラ - 第五共和国運動、ベネズエラ共産党
- エルサルバドル - ファラブンド・マルティ民族解放戦線（FMLN）
- ニカラグア - サンディニスタ民族解放戦線（FSLN）
- キューバ - キューバ共産党
- メキシコ - 民主革命党 (メキシコ)
- アメリカ合衆国 - アメリカ共産党、民主主義と社会主義のための連絡委員会

1999年には外国の政党・政権について、保守的か革新的か問わずに対話と交流の場を広げるという「野党外交」の方針を定めている。その立場から日本共産党は共産主義国以外の国にも公式訪問することがあり、またアジア政党国際会議（ICAPP）に第2回総会以来毎年代表団を送っている。

## 主催行事

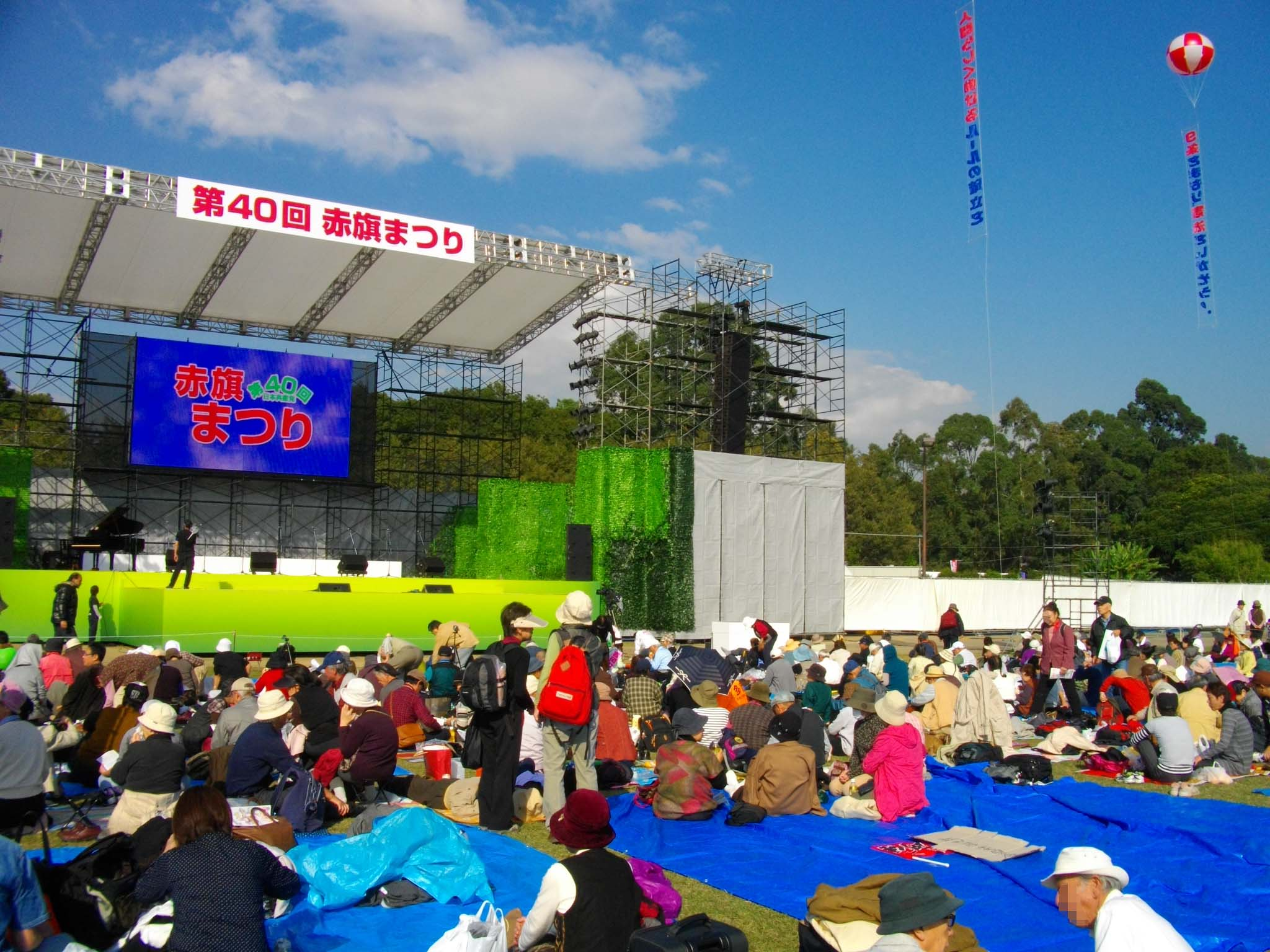
第40回赤旗まつり（2010年11月）

- 赤旗まつり
- JCPサポーターまつり
- 多喜二・百合子賞 - 2005年で休止
- 野呂栄太郎賞 - 2005年で休止

## 関連音楽作品

### 党を主題とする歌（公募入選作）
- 杉本信夫 作曲「われらその道を行く -日本共産党を主題とする歌-」（作詞：片羽登呂平 1967年）党創立45周年記念作品・入選作[316]
- 相馬公信 作曲「ひとすじの道 -日本共産党を主題とする歌-」（作詞：武石梺［たけいし ふもと］ 1972年）党創立50周年記念作品・入選作[317]

### 党の組織的指導により創作・上演された歌劇
- 歌劇「沖縄」（日本のうたごえ実行委員会による集団創作オペラ。1969年12月10日、渋谷公会堂で全幕初演）[318][319]

## その他

### 災害時の対応
災害時には、全国に置かれた党組織のネットワークを駆使した被災地支援活動を行っている。
2011年3月11日に発生した東日本大震災では被災地のために募金活動を行い「東日本大震災救援募金」として計6億5千万円を被災自治体や被災地の農協、漁協等に届けているほか、全国の党支部から被災地へ援助物資が送られた。被災地域の党支部も関連団体と協力して各地で炊き出しや被災者に食糧や水、衣類など生活物資を配布した。
熊本地震の直後に東京3区の立候補予定者が募金を行った際、義援金と党に対する寄付を同じ募金袋で集め、のちにツイッターに「熊本の被災地救援、北海道5区補選支援、党躍進のためにありがたく使わせていただきます」と書き込んだため問題視された。

### 非実在表現に関して
非実在表現をめぐって、参議院議員の音喜多駿は表現規制だと批判している。

### 第二事務（防衛部隊）
高木桂一は、日本共産党には「革命遂行には最高幹部の健康や寿命がかかわるから、最高幹部を大事する」との理由で別称「第2事務」と呼ばれる“防衛部隊”が設置されていると主張している。高木はその規模について「党本部に所属する約40名と、全国の地区委員会に1～2名、さらに“予備兵”」としている。また共産党防衛部隊OBの話として「警察無線の傍受のほか、対象者の尾行、盗聴などをやっている。党には警察無線の暗号を割り出すプロもいるから驚いた」としている。

### ソーシャルメディアを使用した宣伝活動
所属する党員に対して、Twitterを始めとしたSNSを駆使して党のアピールや、政府活動への反対運動などを行う事を指示している。Twitterでは「日本共産党（公式）🌾⚙️」というアカウントを用いているが、一部の党員がSNSを利用した選挙・宣伝活動に他人の創作作品（ピカチュウやアンパンマンなど）に類似したキャラクターを登場させたり、他社の商標権のある商品を模した画像を無断で使用するなどの知財トラブル事案が続出し、他のSNSなどからの批判を受けて、党員や党が謝罪する事案が相次いでいる。